# Barocco napoletano

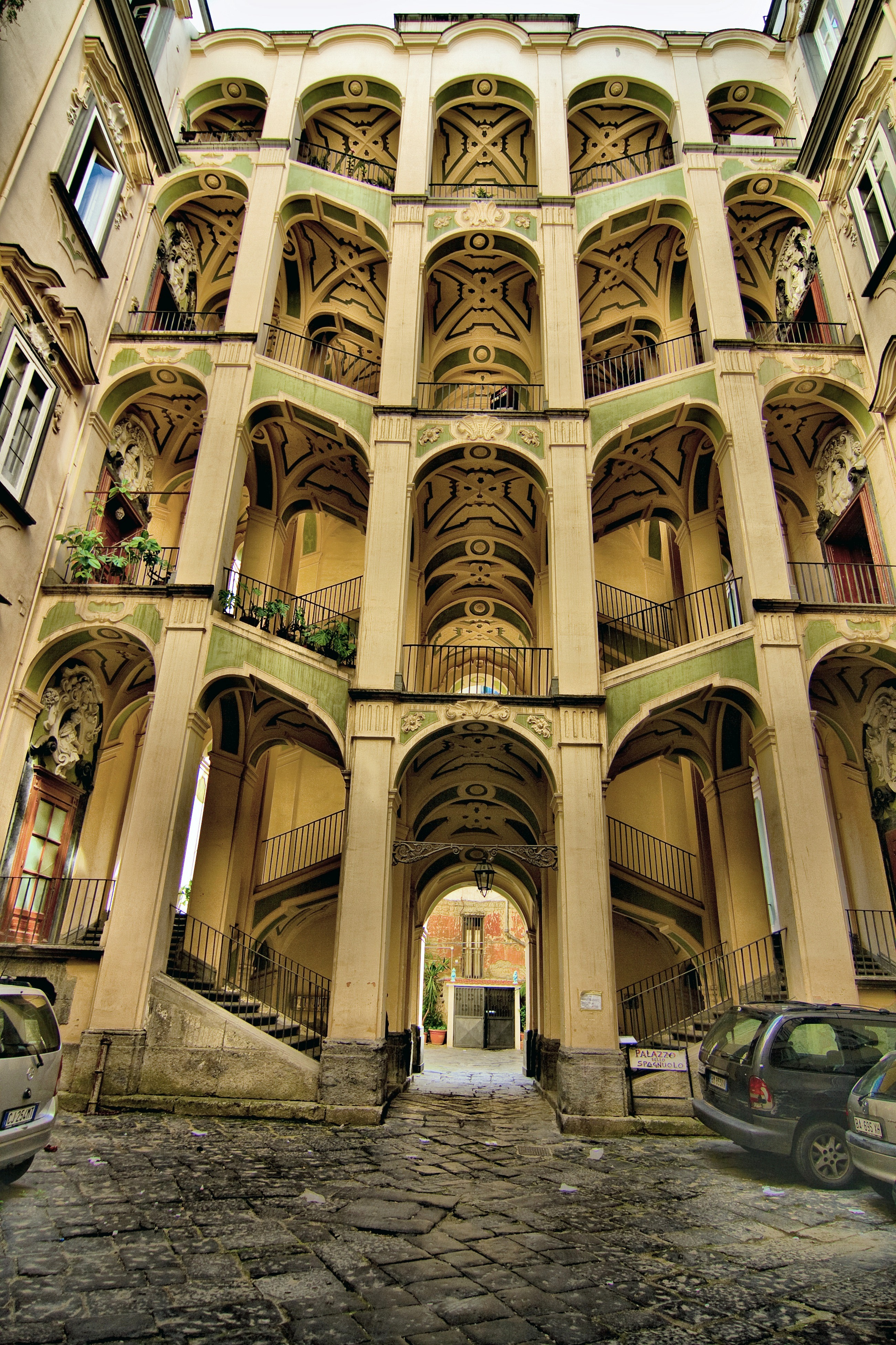
Tipica scala napoletana in Palazzo dello Spagnolo (Ferdinando Sanfelice)

Il barocco napoletano è una forma artistica e architettonica sviluppatasi tra il XVII secolo e la prima metà del XVIII secolo a Napoli ed è riconoscibile per le sue sgargianti decorazioni marmoree e di stucchi che caratterizzano le strutture portanti degli edifici. In particolare, il barocco napoletano fiorisce verso la metà del Seicento con l'opera di alcuni architetti locali molto qualificati e termina a metà del secolo successivo con l'avvento di architetti di stampo neoclassicista.
Nel Settecento il barocco raggiunse l'apice con le architetture ricollegabili al rococò e al barocco austriaco, dando origine ad una combinazione dalla quale scaturirono edifici di grande valore artistico.
Questo stile, che si sviluppò in Campania e nel sud del Lazio (dove fu costruita l'Abbazia di Montecassino che rappresenta un esempio di architettura barocca napoletana al di fuori di Napoli) fu portato all'attenzione della critica internazionale solo nel XX secolo, grazie al volume Architettura barocca e rococò a Napoli di Anthony Blunt.

## Caratteri del barocco napoletano

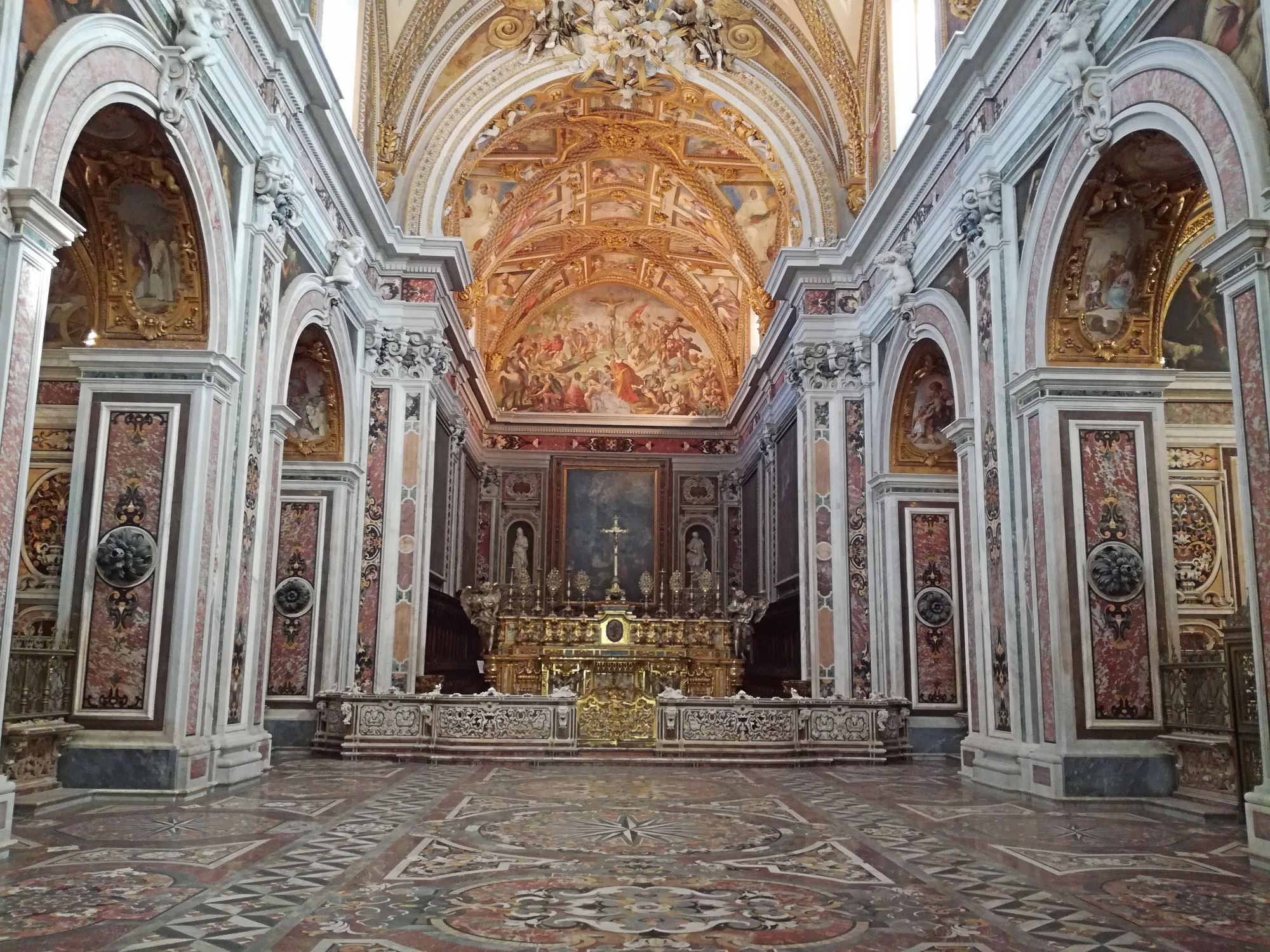
Certosa di San Martino, chiesa principale

L'architettura barocca si sviluppa a Roma nei primi anni del Seicento, sotto l'influenza del lascito culturale di Michelangelo Buonarroti e con l'opera di Carlo Maderno ed altri. Le esigenze dettate dalla Controriforma portarono alla creazione di uno stile teso ad esaltare la centralità della Chiesa cattolica, ma atto anche ad esprimere le frivolezze della vita mondana e della nuova filosofia scientifica copernicana e galileiana protesa verso una nuova frontiera delle conoscenze, e alludendo alla vita come ad un sogno come è possibile percepire nelle opere di William Shakespeare e Pedro Calderón de la Barca e nella filosofia di Cartesio.
Le caratteristiche fondamentali dell'architettura barocca sono le linee curve, dagli andamenti sinuosi, talvolta con motivi molto complessi, tanto da risultare quasi indecifrabili; inoltre, il forte senso della teatralità spinse l'artista all'esuberanza decorativa, unendo pittura, scultura e stucco nella composizione spaziale e sottolineando il tutto mediante suggestivi giochi di luce ed ombre.
I caratteri del Barocco romano oltrepassarono presto i confini della Città eterna. A Napoli i temi barocchi, uniti a quelli del Manierismo toscano, influenzarono soprattutto il primo trentennio del XVII secolo con l'avvento di architetti estranei alla formazione locale, tra i quali occorre ricordare Giovanni Antonio Dosio, il ferrarese Bartolomeo Picchiatti ed il lucano Francesco Grimaldi. Riconducibili a Dosio sono alcune opere come la chiesa dei Girolamini e il chiostro della Certosa di San Martino, che costituiscono una reinterpretazione in chiave tardo manierista del Rinascimento toscano. Picchiatti invece appare legato al gusto del primo Barocco romano, mentre Francesco Grimaldi faceva parte della cerchia degli architetti religiosi insieme ad altri architetti del periodo, come il domenicano Giuseppe Nuvolo ed il gesuita Giuseppe Valeriano. Il Grimaldi, dopo aver compiuto varie esperienze a Roma, ebbe l'incarico di progettare la Basilica di Santa Maria degli Angeli a Pizzofalcone e la Cappella del Tesoro nel Duomo di Napoli, dove la decorazione barocca fu applicata su impianti ancora classicheggianti.
Tuttavia, la personalità di spicco del secolo è Cosimo Fanzago. Lombardo di nascita, si trasferì nel secondo decennio del Seicento a Napoli, dove progettò molte opere scultoree e architettoniche, tra cui edifici sacri, civili e decorazioni interne di chiese in marmi policromi ed in marmi commessi.
Il Settecento vide attivi Antonio Canevari, Domenico Antonio Vaccaro, Ferdinando Sanfelice, Nicola Tagliacozzi Canale e tanti altri, che mutarono in modo irrefrenabile il volto della città.
Gli architetti avevano l'incarico di rimaneggiare i palazzi esistenti e di progettare le opere su lotti di terreno non particolarmente estesi all'interno delle mura urbane. Le opere dovevano rispettare alcuni caratteri imposti durante l'edificazione, tanto che, nelle costruzioni della Napoli barocca, è possibile individuare una serie di caratteristiche standard, soprattutto per quanto concerne gli edifici religiosi:
1. le facciate delle chiese hanno quasi sempre un andamento rettilineo e spesso non rispettano l'orientamento delle navate; le facciate non si presentano particolarmente slanciate, al fine di raccordarsi ai prospetti degli edifici adiacenti. Le lesene presenti servono per dare discontinuità e ritmo alle masse murarie e talvolta sono accompagnate da nicchie. Alcune chiese posseggono prospetti più complessi, detti a doppia facciata;
2. si prediligono gli schemi riconducibili ad una pianta centrale iscritta in un quadrilatero in modo da non occupare spazio per l'edificazione di altri fabbricati. Tuttavia, non di rado le piante sono a croce latina ed in minor quantità a croce greca ed ellittiche. A partire dal Settecento si registra la presenza di forme più libere e inusuali come nella chiesa di Santa Maria della Concezione a Montecalvario, dove la croce greca è inscritta in un ottagono in modo da formare un ambulacro che collega le varie cappelle con l'entrata e l'abside;
3. a causa dei dislivelli morfologici del suolo le chiese vengono costruite su banchine artificiali, precedute da rampe di gradini;
4. i palazzi sono costruiti attorno ad un cortile sul fondo del quale si sviluppa una scala aperta a doppia rampa;
5. per ottenere i chiaroscuri si utilizzavano marmi, piperno e talvolta il tufo;
6. i portali dei palazzi sono realizzati in marmo, in piperno oppure con l'impiego di entrambi i materiali.

## Storia ed evoluzione dello stile

### Prima fase

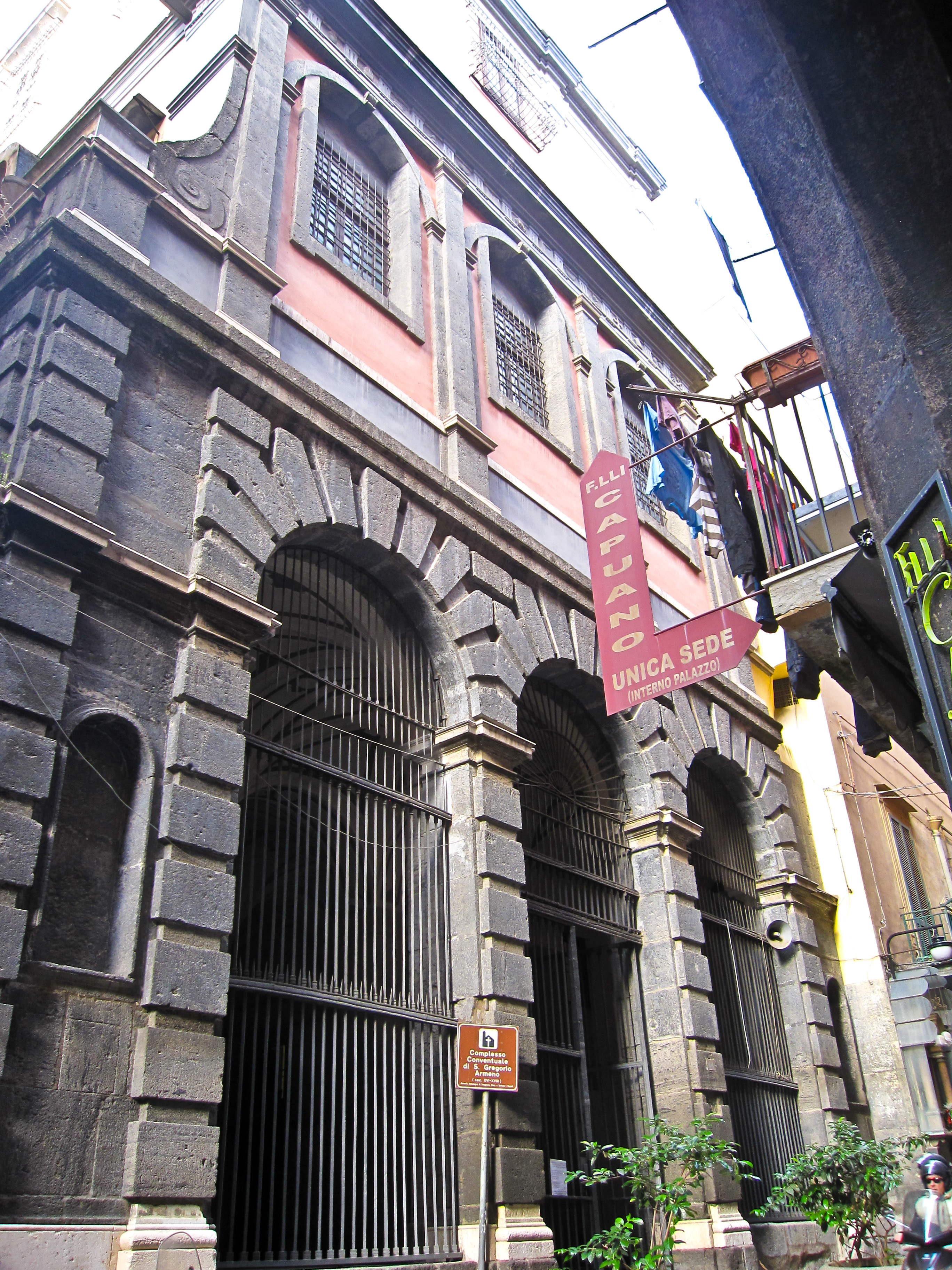
Chiesa di San Gregorio Armeno

La prima fase del Barocco napoletano prese avvio nel XVI secolo con i piani di urbanizzazione voluti fortemente da Don Pedro di Toledo, che fu il primo a curarsi di un'espansione accurata dell'urbe.
Dalla seconda metà del secolo fino al Settecento furono innalzati i Quartieri Spagnoli ed i borghi esterni alle mura della capitale del regno (come quelli dei Vergini e di Sant'Antonio Abate), mentre altri nuclei urbani si sviluppano alle pendici del Vomero come aggregati della città.
La realizzazione più importante del Cinquecento fu il progetto di Ferdinando Manlio e Giovanni Benincasa per la via Toledo, a lato della quale il viceré decise di innalzare, lungo le pendici della collina vomerese, i quartieri militari spagnoli e, sul fronte opposto, le residenze della nobiltà locale. Il progetto, in parte disatteso, prevedeva un'idea unitaria dei fronti lungo la strada, con la costruzione di blocchi edilizi continui. Nel frattempo Don Pedro ed altri viceré iniziarono una lenta trasformazione dei borghi in quartieri della città.
La fase si suddivide in due fondamentali periodi che vanno rispettivamente dal 1582 al 1613 e dal 1613 al 1626. Il primo può essere considerato una fase di premessa, caratterizzato ancora da edifici d'impronta manierista e romana. L'artista più importante a cavallo dei due secoli fu l'architetto Domenico Fontana, autore del Palazzo Reale e del Complesso di Gesù e Maria, che morì a Napoli nel 1607; notevole è anche il lavoro di architetti come Gian Battista Cavagna, che lavorò a più riprese nella capitale del regno seguendo tra l'altro canoni classicisti e vignoleschi. Invece, nel secondo periodo le maestranze e gli architetti partenopei acquisirono maggiore autonomia dal punto di vista progettuale. Questo periodo si conclude con l'avvento dello scultore lombardo, naturalizzato napoletano (territorio a quei tempi governato dalla medesima monarchia), Cosimo Fanzago. Contemporaneamente fu attivo anche il tardo-manierista Giovan Giacomo di Conforto, che realizzò diversi restauri e prese parte ai maggiori cantieri presenti in città; fino al 1626 fu anche supervisore della fabbrica della Certosa di San Martino, prima di essere sostituito dal Fanzago. Altri due importanti esponenti furono Giulio Cesare Fontana figlio di Domenico Fontana e il suo collaboratore Bartolomeo Picchiatti, che divenne autonomo dopo la morte di Fontana e che fu autore di importanti fabbriche religiose come ad esempio la chiesa di Santa Maria della Stella e la chiesa di San Giorgio dei Genovesi.
Inoltre, da prendere in considerazione è l'avvento di ordini monastici, che fecero erigere, dentro e fuori le mura, diversi complessi religiosi. La Controriforma ebbe notevole influenza sulla città, tanto che le autorità dovettero garantire un terreno edificabile per ogni ordine più importante: tra le prime strutture realizzate si ricordano il Complesso di Gesù e Maria, la chiesa del Gesù Nuovo e la Basilica di Santa Maria della Sanità (queste ultime furono edificate rispettivamente da gesuiti e domenicani).
Successivamente gli ordini monastici innalzarono ulteriori complessi, come per la Certosa di San Martino, la Basilica di San Paolo Maggiore e la chiesa dei Girolamini, i cui cantieri si protrassero per lungo tempo, con l'intervento di numerosi architetti. Infatti, la realizzazione ex novo degli ambienti della Certosa di San Martino richiese oltre cento anni; il primo intervento fu quello di Giovanni Antonio Dosio ed è datato tra il 1589 e il 1609, mentre gli ultimi interventi del progetto di rinnovo risalgono alla metà del XVIII secolo, con Nicola Tagliacozzi Canale. Il cantiere della Basilica di San Paolo Maggiore, affidata ai teatini, vide invece il susseguirsi di Gian Battista Cavagni e Giovan Giacomo Di Conforto, ma l'intero edificio fu rinnovato tra la fine del Seicento e gli inizi del Settecento. Infine, la chiesa dei Girolamini venne progettata alla fine del XVI secolo da Giovanni Antonio Dosio e successivamente proseguita da Dionisio Nencioni di Bartolomeo, che ultimò la struttura ad eccezione della cupola, che invece fu portata a termine da Dionisio Lazzari a metà del secolo successivo.

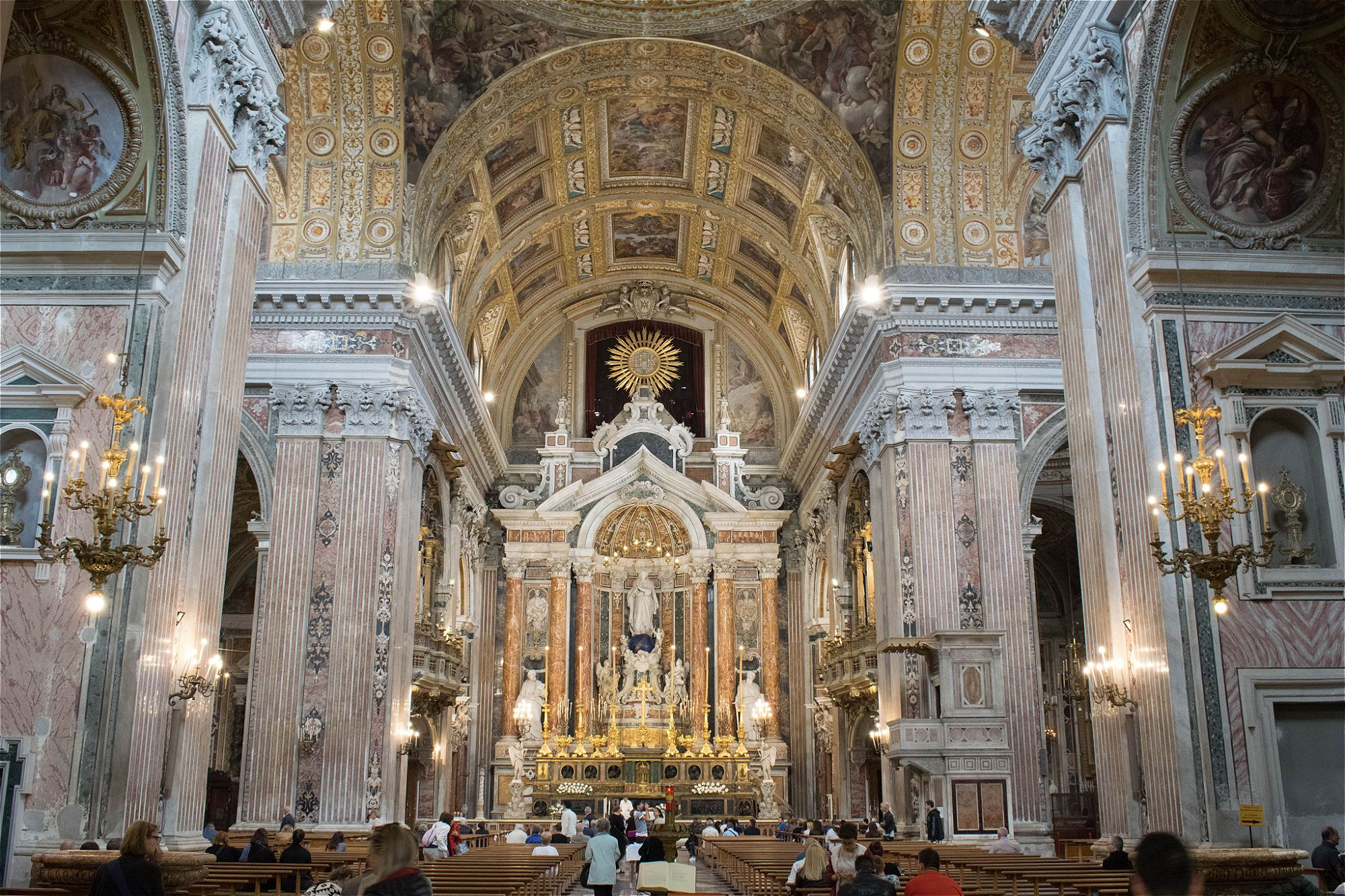
Interno della chiesa della Trinità Maggiore

Gli ordini monastici comunque non furono estranei al panorama di cambiamento culturale del periodo, ma si interessarono anche alle realizzazioni architettoniche dei loro conventi. Pertanto, da qui inizia una lunga lista di architetti che entrarono in un ordine religioso e che svolsero la propria attività in seno ad esso o per altri ordini: i progettisti di riferimento sono il gesuita Giuseppe Valeriano, il domenicano Giuseppe Nuvolo, il teatino Francesco Grimaldi, il barnabita Giovanni Ambrogio Mazenta, Agatio Stoia (che presentò un progetto alla chiesa di San Francesco Saverio, per cui si può dedurre che sia stato anch'esso gesuita) ed infine il padre Giovanni Vincenzo Casali.
Le soluzioni delle planimetriche degli edifici sacri restano fedeli all'impianto a pianta centrale, con transetti e abside rettangolare; tra queste fanno eccezione la Basilica di San Paolo Maggiore, che possiede le navate laterali e l'abside semicircolare, la chiesa del Gesù Nuovo, caratterizzata da un impianto tipicamente basilicale a tre navate e la chiesa dei Girolamini, anch'essa divisa in tre navate.
Alcune note a margine meritano gli edifici civili, che vennero progettati con sequenze di arcate slanciate, molto evidenti nei cortili dei palazzi nobiliari, rivestite di piperno in modo da ottenere un forte contrasto di luci e ombre.

### Seconda fase

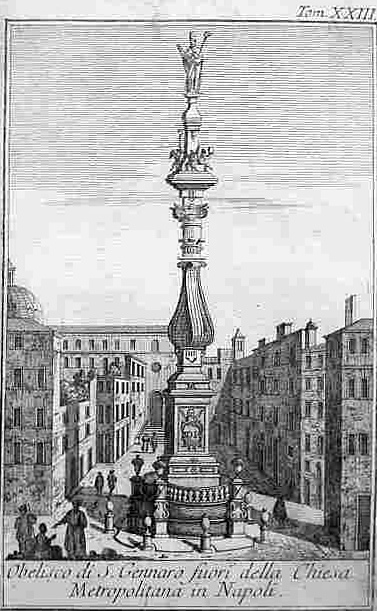
Guglia di San Gennaro

La seconda fase del Barocco napoletano inizia con l'avvento di Cosimo Fanzago nel cantiere della Certosa di San Martino. La certosa divenne in un certo senso un laboratorio di architettura e scultura per Fanzago e per tanti altri artisti dell'epoca. Nella sua longeva carriera il Fanzago fu scultore e architetto e realizzò pregevolissime opere in città. Peraltro, le sue notevoli capacità di architetto lo portarono ad occuparsi di innumerevoli fabbriche. La sua attività ebbe inizio intorno al 1626, quando il suo predecessore, Giovan Giacomo Di Conforto, abbandonò il cantiere di San Martino. Fanzago divenne il supervisore della certosa, realizzando le decorazioni scultoree nella chiesa maggiore del complesso, le sculture nel chiostro grande con annesso cimitero dei monaci e altre opere di valore. Inoltre si interessò anche alla pittura, soprattutto grazie alle sue conoscenze in campo artistico e culturale; ad esempio conosceva lo Spagnoletto, alias Josep de Ribera, ed altri.
La sua attività ebbe un notevole incremento negli anni trenta del XVII secolo, quando gli venne commissionata la Guglia di San Gennaro e il restauro della chiesa del Gesù Nuovo, con decorazioni in commesso. Fu un artista molto ricercato anche dai nobili, che gli affidarono la progettazione o il restauro delle proprie residenze: tra queste si possono citare il Palazzo Carafa di Maddaloni, il Palazzo Donn'Anna e il Palazzo Firrao.
Alla luce di ciò, il Fanzago può essere considerato il vero capostipite del barocco napoletano. Inoltre la sua architettura era complementare alla scultura: ad esempio, nella Guglia di San Gennaro non vi è una netta distinzione tra elementi architettonici e scultorei: la colonna, cinta da alcune volute, è accostata ai medaglioni e ai festoni di frutta. Anche gli altari divengono una macchina scenografica che ingloba scultura e architettura. L'altare è progettato non solo per le celebrazioni liturgiche, ma serve anche per dividere la zona pubblica, che termina nel presbiterio, con quella riservata al coro dell'ordine; l'accesso tra i due ambienti avviene tramite portelle marmoree poste ai lati dell'altare, che di fatto si tramuta in un arredo sacro.
L'attività del Fanzago oltrepassò i confini di Napoli, estendendosi nel Casertano, ad Avellino, nel basso Lazio e a Roma, in Calabria, nella Cattedrale di Palermo, e in Spagna.

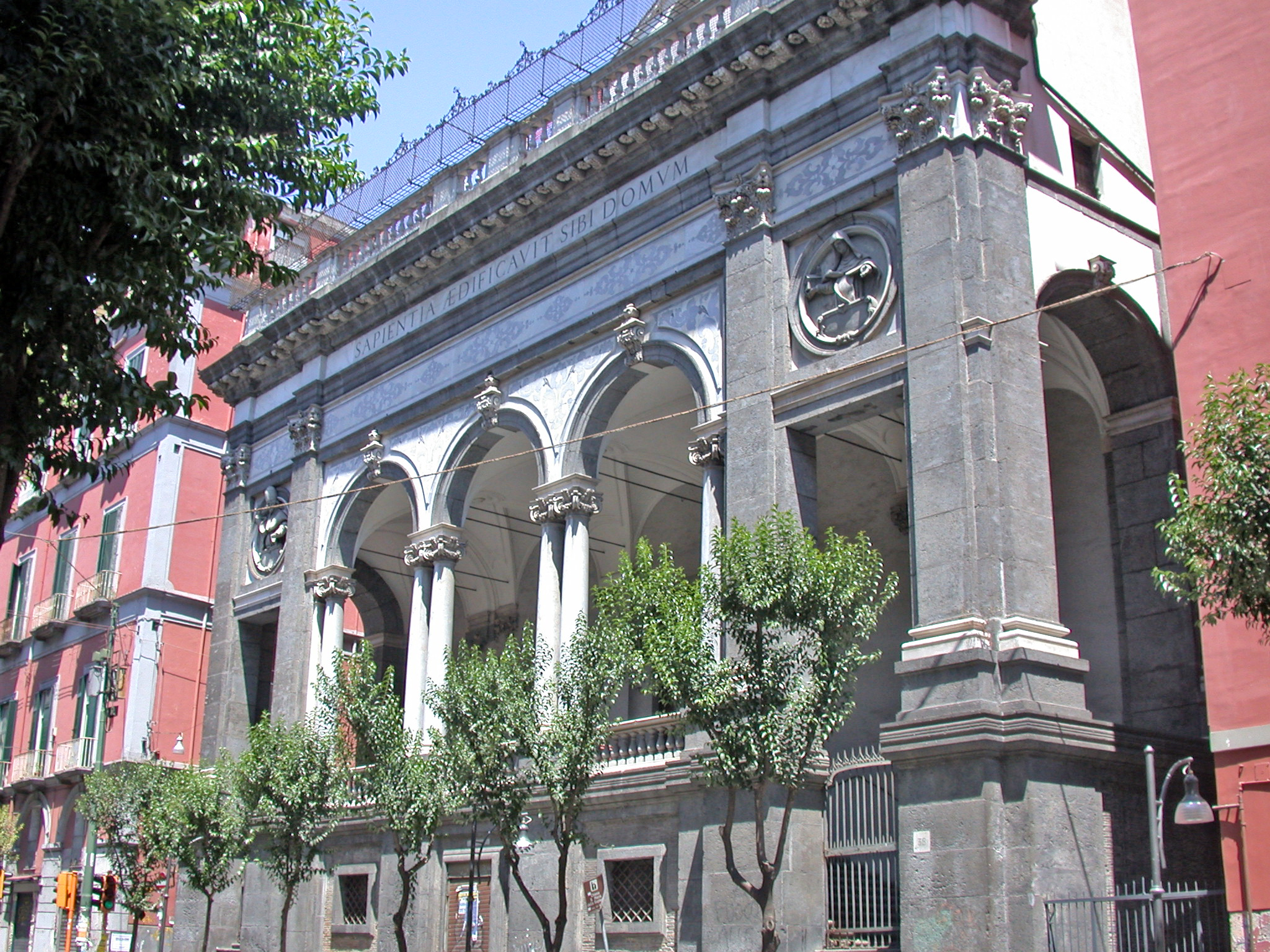
Chiesa di Santa Maria della Sapienza

Anche i contemporanei, come Francesco Antonio Picchiatti e Dionisio Lazzari, furono molto richiesti dalle committenze dell'epoca. Il primo si discostò dallo stile del Fanzago, facendo ricorso ad un'architettura più classicheggiante, mentre il secondo operò nel solco dello stile barocco.
In particolare, Dionisio Lazzari lavorò al Palazzo Firrao e nella chiesa di Santa Maria della Sapienza, dove realizzò la facciata progettata, presumibilmente, dallo stesso Cosimo Fanzago: altre sue opere sono la chiesa di Santa Maria dell'Aiuto, che fu compromessa nelle decorazioni marmoree nel XVIII secolo, e la chiesa di San Giuseppe dei Ruffi, completata solo intorno alla metà del Settecento.
Altri architetti attivi a metà del secolo sono ancora alcuni esponenti degli ordini religiosi, come il certosino Bonaventura Presti, che venne da Bologna come falegname e si specializzò anche in architettura e ingegneria seguendo da vicino i cantieri della Certosa di San Martino; l'opera più famosa del frate è la darsena vecchia, ma lavorò pure nel Chiostro di San Domenico Soriano ed in entrambi i cantieri venne sostituito dal regio ingegnere e architetto Francesco Antonio Picchiatti.
Un'altra figura di rilievo fu Giovan Domenico Vinaccia, architetto, scultore e orafo, che si formò alla bottega di Dionisio Lazzari e fu l'autore della facciata della chiesa del Gesù Vecchio e delle decorazioni architettonico-scultoree delle seguenti chiese napoletane: Santa Maria Donnaregina Nuova, Sant'Andrea delle Dame e Santa Maria dei Miracoli.
Infine, occorre ricordare il regio ingegnere e architetto Pietro De Marino, che divenne dapprima collaboratore di Bartolomeo Picchiatti e successivamente intraprese la carriera autonomamente e venne affiancato all'ingegnere Natale Longo; le sue opere più famose sono la chiesa di Santa Maria di Montesanto, completata da Dionisio Lazzari, e la chiesa di San Potito.
Dal punto di vista urbanistico, all'epoca il suolo destinato alle edificazioni si era bruscamente ridotto a causa del sorgere di numerose fabbriche religiose. Gli architetti avevano difficoltà nel progettare nell'area delle vecchie mura urbane e quindi cominciarono ad edificare palazzi nobiliari verso la collina di Pizzofalcone e verso la Riviera di Chiaja. Per gli ordini monastici invece si rimaneggiavano le chiese già esistenti, con le profusioni di marmi policromi e marmi commessi, e talvolta si abbattevano per ricostruirle con piante più complesse.

### Terza fase

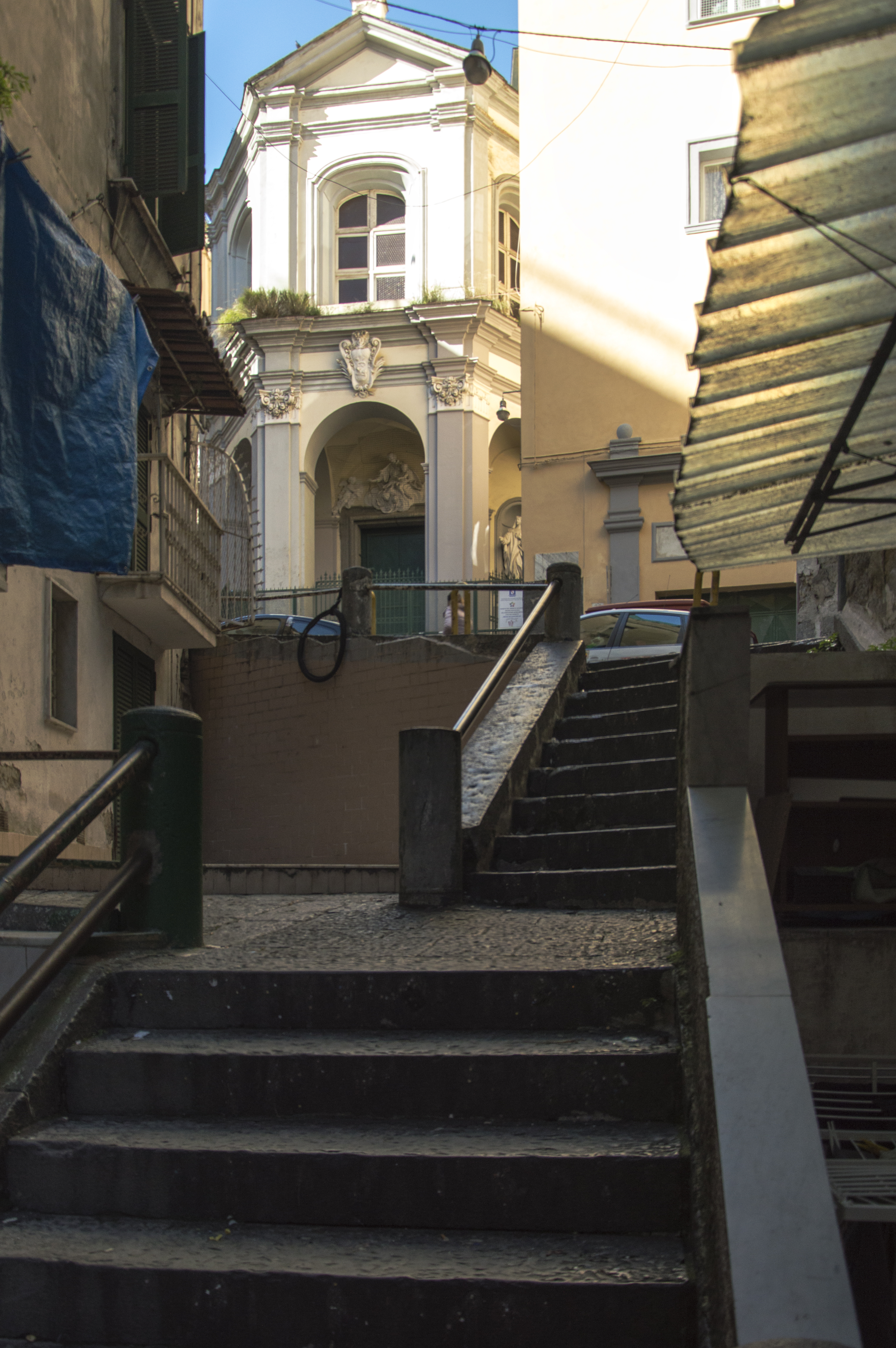
La chiesa di Santa Maria del Rosario a Portamedina (1742)

Verso gli anni novanta del XVII secolo si susseguirono, in un breve lasso di tempo, due terremoti che danneggiarono molti edifici dell'urbe. Il terremoto del 1688, che precedette quello del 1693, causò diversi crolli, tra cui l'antico prospetto della basilica di San Paolo Maggiore, che, pochi anni prima, era stato ammodernato secondo gli stilemi barocchi su disegno di Dionisio Lazzari. Grazie all'intervento della nobiltà i danni furono riparati in breve tempo: un caso esemplare è la ricostruzione, voluta fortemente dal conte Marzio Carafa, del paese di Cerreto Sannita a seguito del disastroso terremoto del 5 giugno 1688.
Durante le riparazioni post-sismiche furono attivi architetti di transizione fra i due secoli; il primo fu il pittore e architetto Francesco Solimena, che progettò ad esempio il Palazzo Solimena come propria abitazione, la facciata della chiesa di San Nicola alla Carità (eseguita successivamente da Salvatore Gandolfo) e varie opere minori, come il campanile della Cattedrale di San Prisco a Nocera Inferiore e il nuovo portale della chiesa di San Giuseppe dei Vecchi.

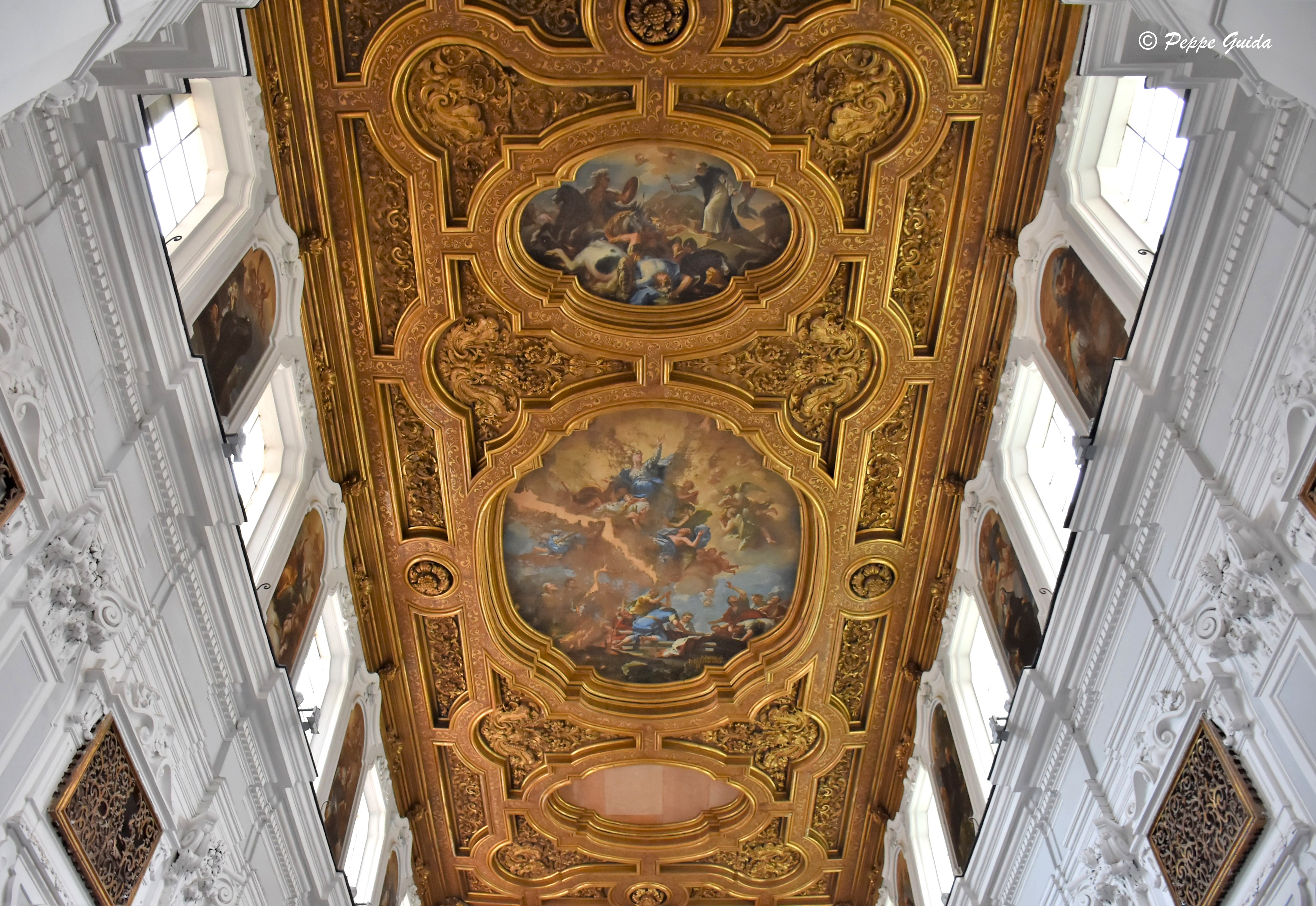
Volta della chiesa di Santa Maria Donnalbina, decorazioni in stucco di Guglielmelli (fine XVII secolo)

Altri due esponenti di transizione furono Arcangelo Guglielmelli e Giovan Battista Nauclerio.
Il primo, collaboratore del citato Lazzari, restaurò il Complesso di Santa Maria delle Periclitanti e la chiesa di Santa Maria Donnalbina; la sua attività si registra nell'Abbazia di Montecassino per la realizzazione della navata della chiesa e fu attivo anche nel cantiere del Duomo di Salerno, dove innalzò la navata ispirandosi a quella della stessa abbazia benedettina. Invece, il Nauclerio era l'allievo dell'architetto Francesco Antonio Picchiatti ed operò per alcuni ordini monastici. Completò la chiesa di Santa Maria delle Grazie sulla piazzetta Mondragone (iniziata da Arcangelo Guglielmelli poco prima della propria morte), al cui interno è conservato un altare in marmo disegnato da Ferdinando Sanfelice; nel frattempo ideò numerosi edifici sacri e civili tra cui una cappella nel Duomo di Avellino e la Villa Faggella.
Agli inizi del XVIII secolo Napoli vide un'incontrollata espansione urbanistica a causa dell'incremento demografico. I massimi esponenti del secolo furono Domenico Antonio Vaccaro e il citato Ferdinando Sanfelice; nei due viene riscontrato uno stile tra quello di Cosimo Fanzago e di Fisher Von Erlach. Inoltre, nel Settecento in città giunsero architetti di estrazione romana per lavorare per conto del re, come Giovanni Antonio Medrano e Antonio Canevari; ai due si deve la Reggia di Capodimonte. Altri architetti sono Nicola Tagliacozzi Canale, che lavorò principalmente alla Certosa di San Martino e realizzò i palazzi Mastelloni e Trabucco. Infine occorre ricordare Giuseppe Astarita, che fu attivo fino alla seconda metà del secolo tra Napoli e la Puglia; fu un importante sperimentatore di piante come quella mistilinea di Sant'Anna a Capuana, che raggiunse la conformazione definitiva nel 1751.

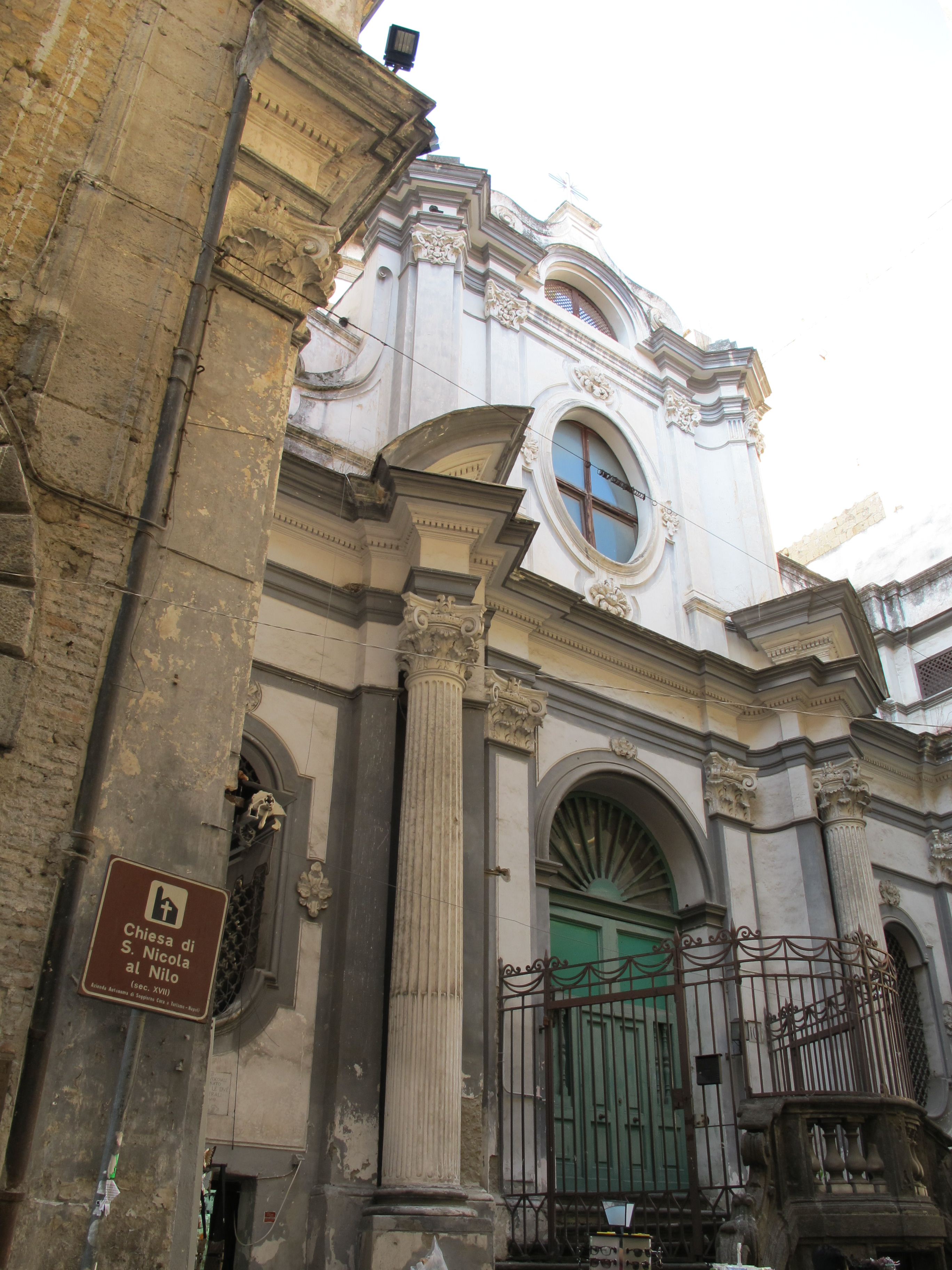
Facciata di San Nicola a Nilo

Ancora nel Settecento furono attivi Enrico Pini, Giuseppe Lucchese Prezzolini e Antonio Guidetti. Enrico Pini era un frate e, intorno alla metà del secolo, realizzò la facciata della chiesa di San Carlo alle Mortelle e lavorò agli interni della chiesa del Gesù delle Monache insieme ad Arcangelo Guglielmelli, Lorenzo Vaccaro e Nicola Cacciapuoti; il Pini disegnò anche l'altare maggiore della chiesa. Giuseppe Lucchese Prezzolini divenne celebre per l'intervento presso la chiesa di San Nicola a Nilo, mentre Antonio Guidetti lavorò alla chiesa di Santa Maria della Colonna. Entrambe le chiese fanno riferimento alla cultura architettonica di ispirazione borrominiana. Infatti, nella prima si nota un andamento concavo-convesso del prospetto e nella seconda sono presenti accorgimenti prospettici che slanciano l'intera composizione fino ad aprirsi verso lo spazio antistante.
Nella prima metà del secolo, ad Aversa e dintorni, si affacciarono diverse personalita romane che contribuirono alla formazione di un linguaggio Arcadico dell'architettura napoletana; esse furono Carlo Buratti (Cattedrale di San Paolo), Francesco Antonio Maggi, Filippo de Romanis e Paolo Posi. Verso la metà del Settecento questi architetti, assieme ai nuovi esponenti del classicismo barocco come Ferdinando Fuga e Luigi Vanvitelli, indirizzarono l'architettura verso nuove forme di decoro e compostezza tipiche della scuola romana. Vanvitelli, attorno alla propria figura, ebbe numerosi collaboratori e allievi che riuscirono, intorno agli anni cinquanta a stravolgere la moda barocca, orientando i gusti verso il classicismo dell'Arcadia.

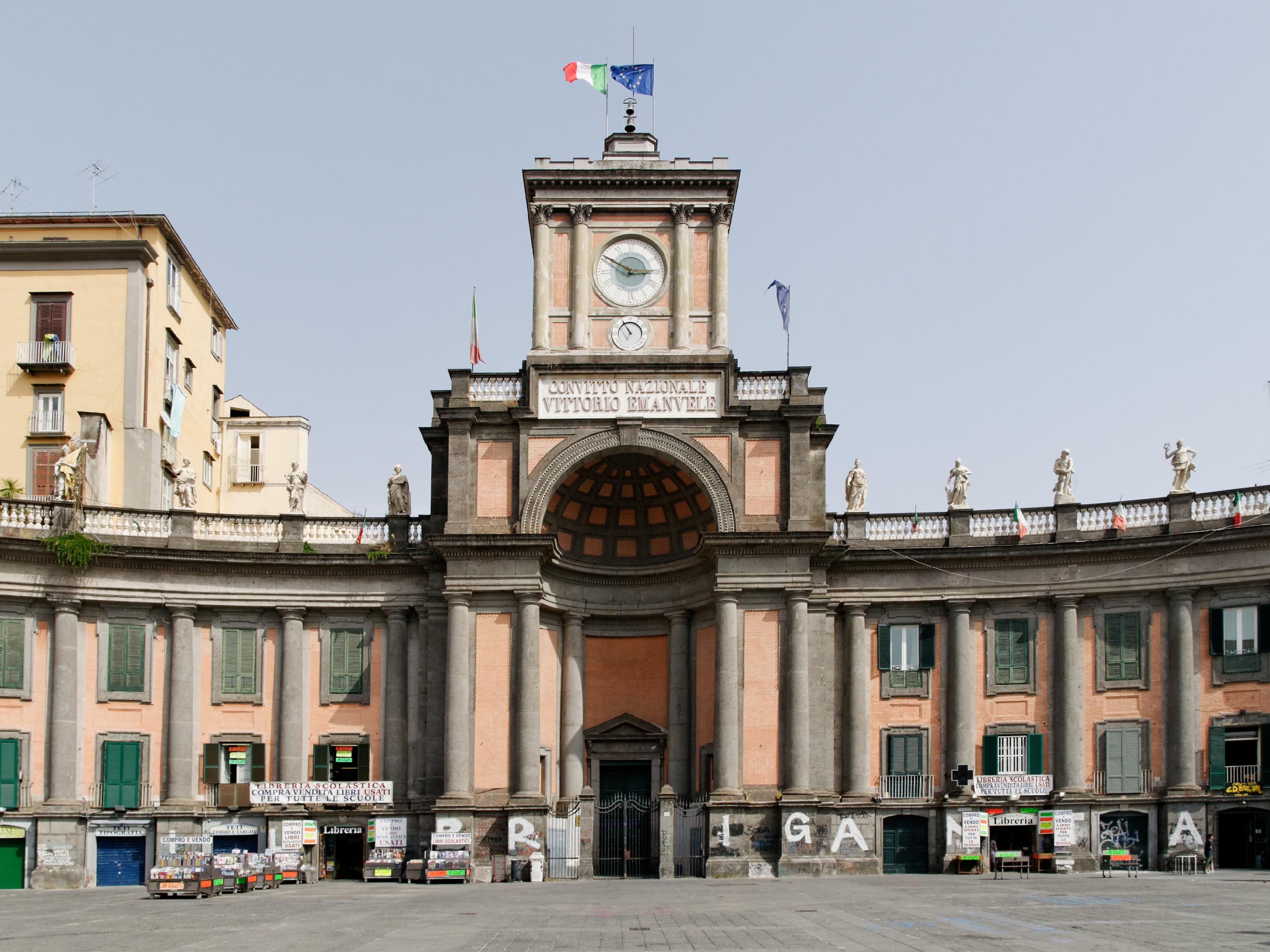
Foro Carolino

Fra gli architetti che collaborarono all'affermazione del barocco aulico del Luigi Vanvitelli ci furono il Tagliacozzi Canale che risentì molto blandamente degli influssi, ma prese parte alla realizzazione del Foro Carolino; poco tempo prima il Tagliacozzi Canale fu assunto, senza soldo, insieme all'ingegnere regio Giuseppe Pollio presso il Real Albergo dei Poveri come revisore dei conti della fabbrica.
I fratelli Luca e Bartolomeo Vecchione si mossero nel solco della cultura classicista dell'epoca, ma seppero dare anche un tocco di originalità alle loro composizioni, soprattutto per quanto riguarda il meno noto Bartolomeo che nella progettazione della Farmacia degli Incurabili diede prova di una personalità nervosa e raffinata di un artista che vive la sua opera in profondità e in superficie, senza zone neutre. Altri furono Giovanni del Gaizo, Pollio, Astarita e Gaetano Barba
Infine occorrono alcune note sull'architettura civile del XVIII secolo. Essa mostra l'impiego di elaborate scenografie nella composizione degli scaloni e dei cortili; in questo si specializzò Ferdinando Sanfelice, che progettò il maestoso scalone aperto del Palazzo dello Spagnolo, posto scenograficamente sul fondo di uno stretto cortile.

## Urbanistica

### I Quartieri Spagnoli
I Quartieri Spagnoli, voluti fortemente dal viceré per l'acquartieramento di soldati spagnoli in città, sorgono in un'area compresa tra via Tarsia e via Chiaia longitudinalmente e tra via Toledo e l'attuale corso Vittorio Emanuele; la superficie coperta è di circa 800.000 metri quadrati.
Analogie alla conformazione del quartiere sono riscontrabili peraltro anche nelle zone delle Mortelle e di Cariati, dove un'edilizia più compatta, articolata attorno ad una maglia stradale più rarefatta e non ortogonale, è costituita da un insieme di palazzi tardo-cinquecenteschi. L'espansione dei Quartieri Spagnoli procedette comunque in più fasi, distribuite in un lasso di tempo che va dalla carta di Lafréry a quella del Duca di Noja. In origine, nel primo ventennio del XVII secolo, la zona era formata da case e comprensori di case trasformati nei palazzi di lusso della nobiltà; tuttavia, sostanziali trasformazioni avvennero intorno al 1630 per protrarsi fino al XIX secolo.
Nella vicina via Toledo non appare nessuna affluenza degli ordini monastici tranne qualche chiesa; invece, addentrandoci nei quartieri si possono scorgere numerose fabbriche religiose che talvolta costituirono un ostacolo allo sviluppo urbanistico a causa del loro notevole ingombro dell'insula quadrangolare. Presenti sono le arciconfraternite volute dai nobili. Esse sorsero principalmente intorno alla metà del XVI secolo per poi svilupparsi nel secolo successivo con le rendite annue; un esempio è la chiesa dell'Immacolata Concezione e Purificazione di Maria de' nobili in Montecalvario, che, a partire dal 1620, divenne il centro di una manifestazione artistica con la realizzazione di un carro alla quale partecipavano artisti importanti del panorama barocco della città, come Lorenzo e Domenico Antonio Vaccaro.
Pertanto l'edilizia sacra influenzò notevolmente lo sviluppo architettonico della zona. Alcuni dei primissimi interventi risalgono al Cinquecento con realizzazioni di ordini monastici o grazie alle elargizioni nobiliari. Esempi sono: la chiesa di Santa Maria della Mercede a Montecalvario il cui restauro avvenne nel 1677 ad opera dello stuccatore Gennaro Schiavo, e la chiesa di Santa Maria ad Ogni Bene dei Sette Dolori, anch'essa fondata nel Cinquecento su progetto di padre Giovanni Vincenzo Casali (quest'ultima fu completamente rifatta nel XVIII secolo da Nicola Tagliacozzi Canale e oggi dell'originale non rimane altro che il portale).
La presenza di aree conventuali e dei relativi cantieri portò alla formazione di veri e propri laboratori che conferirono agli architetti una formazione scientifica riguardo alle tecniche costruttive e che favorirono lo sviluppo di nuove concezioni spaziali. Notevole è l'applicazione del piperno a tutti gli edifici.

### Costantinopoli

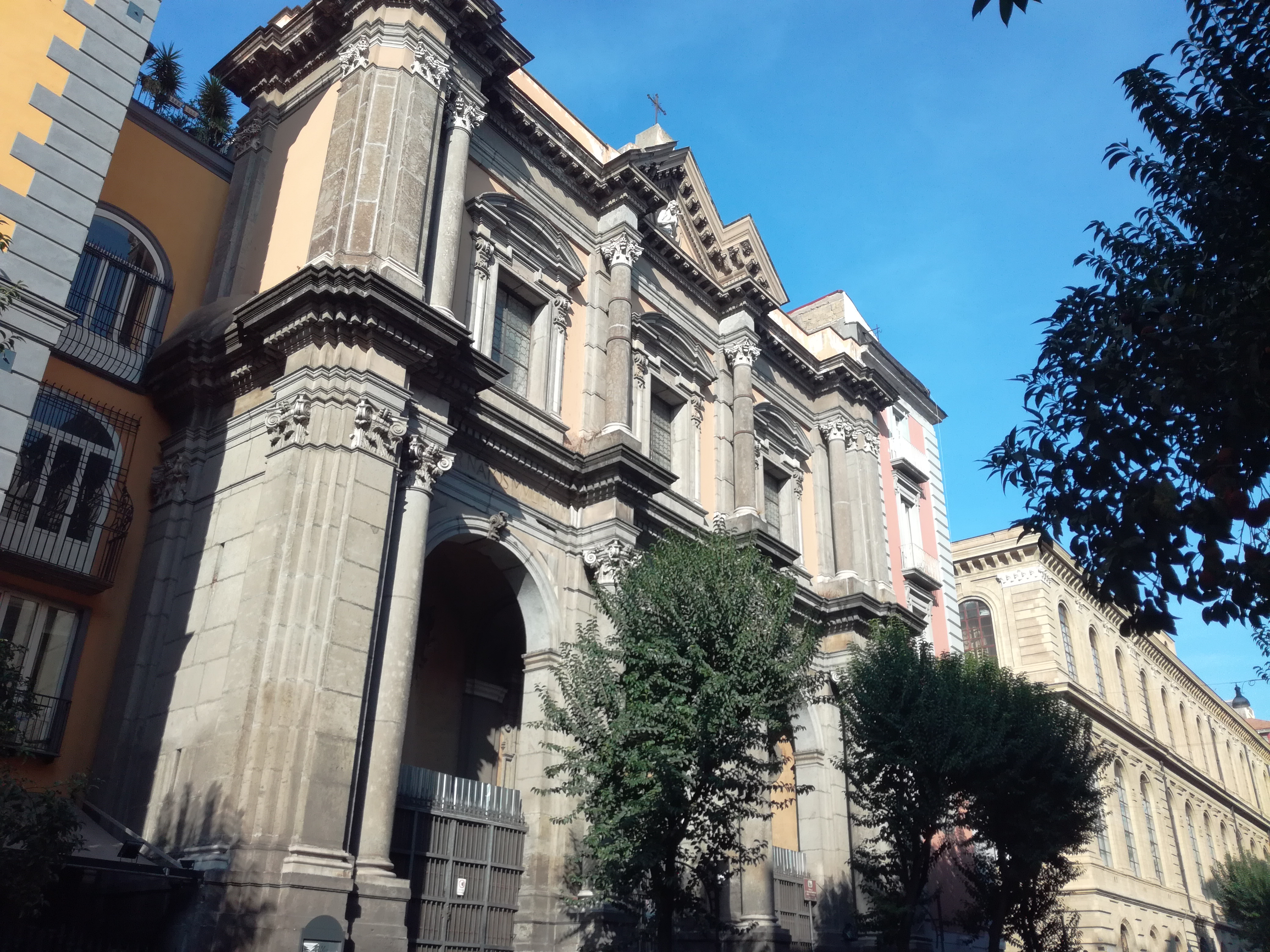
La chiesa di San Giovanni Battista delle Monache

Costantinopoli è la zona intra moenia compresa tra la Porta di Costantinopoli e piazza Bellini, includendo anche l'area di Port'Alba. La zona ospitava, sin dall'epoca aragonese, alcuni palazzi nobiliari, come il Palazzo Castriota Scanderbeg, e notevoli complessi conventuali, come la chiesa di Santa Maria della Sapienza e la chiesa di Santa Maria di Costantinopoli, la cui apertura è datata intorno agli anni trenta del Cinquecento, che furono oggetto di ulteriori espansioni o restauri nel secolo successivo.
Tuttavia, una prima sistemazione urbanistica si ebbe intorno al Seicento per volontà dei viceré di Napoli Pedro Álvarez de Toledo e Pedro Fernández de Castro. In particolare, sotto quest'ultimo, che fu viceré dal 1610 al 1616, via Costantinopoli assunse importanza grazie alla presenza esterna alle mura dei Regi Studi, realizzati da Giulio Cesare Fontana nel 1622; la nuova strada venne quindi unita alla preesistente via Toledo tramite il largo Mercatello (attuale Piazza Dante).
In generale, i palazzi che sorsero lungo la via, derivarono da case palazziate; i proprietari acquistarono case o lotti limitrofi, trasformando l'isolato così formatosi in vasti palazzi residenziali; ad esempio, nel XVII secolo sono testimoniate all'archivio storico della città alcune ricevute di pagamento riguardanti terreni acquistati che appartenevano al Complesso di San Gaudioso.

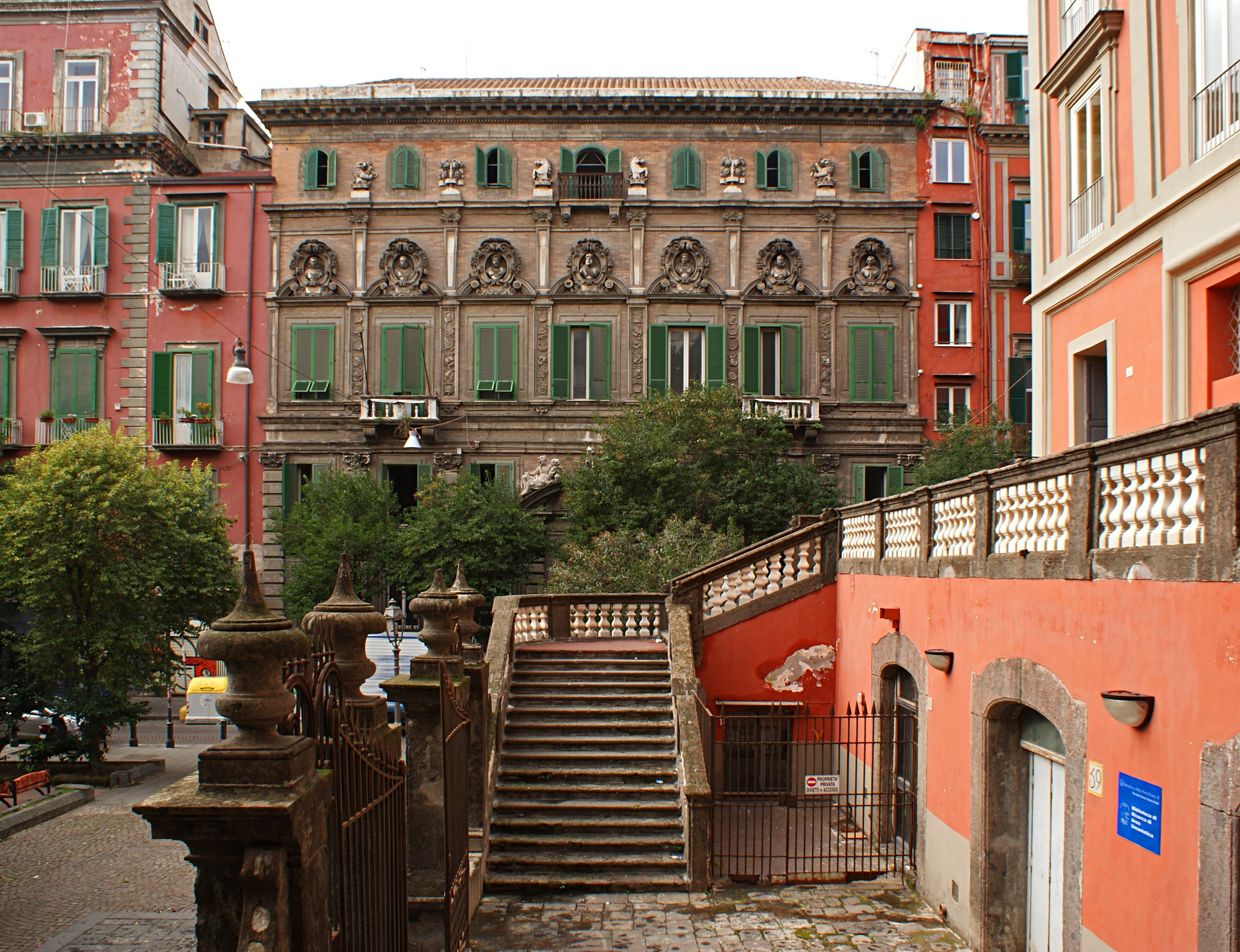
La facciata di Palazzo Firrao

In ogni caso, l'intervento urbanistico dovette tener conto del dislivello morfologico dell'area, che risulta evidente nella configurazione del Palazzo Conca (inglobato successivamente nella fabbrica del Complesso di Sant'Antonio delle Monache a Port'Alba), dove la presenza della scala d'accesso settecentesca evidenzia l'andamento scosceso del terreno.
Un nuovo intervento si ebbe tra il 1620 e il 1656, quando via Costantinopoli fu sottoposta ad un rinnovo in chiave barocca; infatti furono rifatte le facciate di diversi palazzi, tra cui quella di Palazzo Firrao realizzata nella seconda metà del Seicento ad opera di Cosimo Fanzago con la collaborazione degli scultori Giacinto e Dionisio Lazzari, Simone Tacca e Francesco Valentino. Più radicale invece fu il restauro del complesso di Santa Maria di Costantinopoli, la cui chiesa fu interamente ricostruita grazie all'intervento del domenicano Giuseppe Nuvolo, che innalzò anche la facciata con tre portali (oggi quelli laterali risultano murati a causa di un intervento del XVIII secolo che portò alla trasformazione delle navate laterali in cappelle).
Contemporaneamente fu eseguito il rinnovo della chiesa di Santa Maria della Sapienza, i cui lavori durarono ben quarantacinque anni (1625-1670); al primo intervento di Giovan Giacomo Di Conforto fece seguito dapprima quello di Cosimo Fanzago (a cui è attribuita la creazione della facciata a loggiato nella quale lavorano Dionisio e il padre Jacopo Lazzari per le decorazioni in marmo) e infine quello dell'ingegnere Orazio Gisolfo per il completamento della cupola.
Al contempo si registrano i lavori nella chiesa di San Giovanni Battista delle Monache. Questo complesso era stato fondato nel 1597, mentre la chiesa fu realizzata solo alla fine del XVII secolo e completata a gli inizi del successivo; l'impianto si deve a Francesco Antonio Picchiatti, mentre la facciata, che s'ispira a quella del Soria di San Gregorio al Celio a Roma, è opera di Giovan Battista Nauclerio e risale al Settecento.

### Fuori le mura: Vergini, Stella, Sanità e Materdei

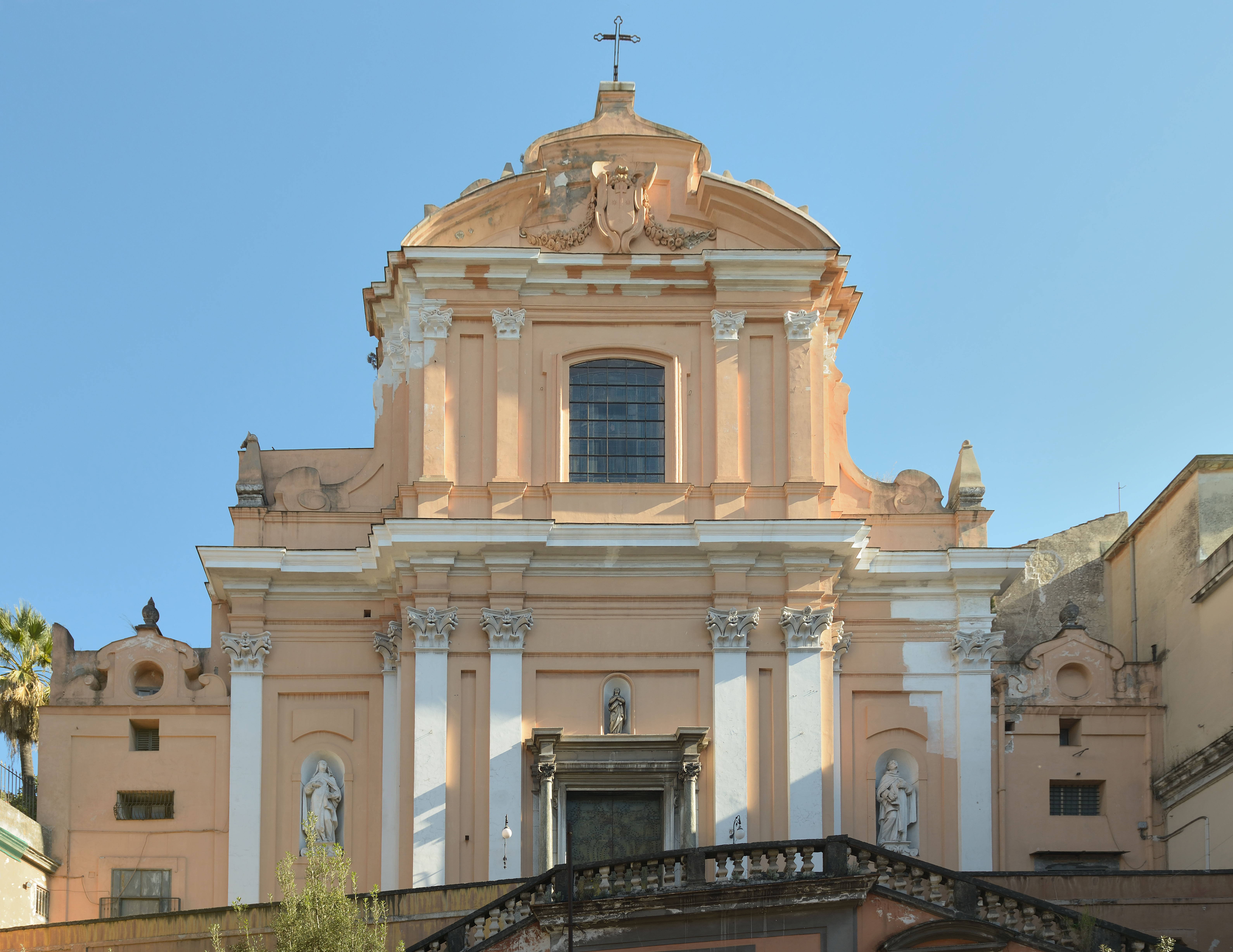
La chiesa di Santa Teresa degli Scalzi

Questa serie di borghi extraurbani sorti in epoca medievale tra Porta San Gennaro e la Porta Santa Maria di Costantinopoli, costituisce un importante punto di riferimento dell'architettura barocca napoletana per i successivi aggregamenti creati tra la fine del XVI e il XVII secolo.
In quest'epoca di rinnovo architettonico e sociale sorsero le prime importanti fabbriche extra moenia: oltre alla chiesa di San Gennaro Extra Moenia, ricordata sin dall'epoca paleocristiana, il primo intervento fu quello inerente alla Basilica di Santa Maria della Sanità, voluta dai domenicani e costruita tra il 1602 e il 1613 su progetto di Giuseppe Nuvolo. Contemporaneamente furono eretti ulteriori complessi con canoni della Controriforma, come la chiesa di Santa Maria della Verità, conosciuta anche come Sant'Agostino degli Scalzi, e la vicina chiesa di Santa Teresa degli Scalzi, entrambe situate nel comprensorio di Fonseca-Materdei ed erette da Giovan Giacomo Di Conforto su commissione dei Carmelitani Scalzi.
Al 1606 risale la fondazione del conservatorio dei Santi Bernardo e Margherita a Fonseca con annessa chiesa progettata anni dopo da Pietro De Marino. Più antica è la fondazione della chiesa di Santa Maria di Materdei (1585), che però fu rinnovata nel XVIII secolo da Nicola Tagliacozzi Canale.
Altri rinnovamenti interessarono le chiese di Santa Maria della Vita, Santa Maria Succurre Miseris ai Vergini, Santa Maria della Misericordia ai Vergini, Santa Maria dei Vergini ed altri complessi. Questi rinnovamenti sono datati nel lasso di tempo compreso tra il terremoto del 1688 e la metà del Settecento.
Proprio nel Settecento vennero fondatati altri due importanti complessi monastici: la chiesa dell'Immacolata e San Vincenzo, realizzata a metà del secolo da Bartolomeo Vecchione su un precedente complesso distrutto, e il Complesso dei Cinesi fondato nel agli inizi del secolo.
Meritevole d'attenzione è la chiesa di Santa Maria della Stella, fondata nel 1571, e realizzata dai primi decenni del Seicento su progetto di Bartolomeo Picchiatti, coadiuvato dal figlio Francesco Antonio; l'edificio, completato nel 1734 sotto la direzione di Domenico Antonio Vaccaro, fu severamente danneggiato a causa della seconda guerra mondiale e durante il successivo restauro furono riutilizzati marmi di chiese demolite. Notevole è la sagrestia barocca con decorazioni di Luca Vecchione vagamente Rococò.
L'edilizia civile invece può essere distinta in due parti:
- la zona di Materdei, dove persistono ancora edifici risalenti al XVI secolo, malgrado le sopraelevazioni, e innesti settecenteschi (come in Palazzo di Majo, opera di Ferdinando Sanfelice) e altri di notevole spicco e qualità architettonica;
- il blocco Vergini, Stella e Sanità, che presenta ancora qualche palazzo di campagna del Quattrocento (come Palazzo Traetto), ma dove l'architettura civile è quasi tutta omogenea e risalente al XVIII secolo; i palazzi di spicco sono il Palazzo Sanfelice, Palazzo Lariano Sanfelice e il Palazzo dello Spagnolo, tutti progettati dal citato Ferdinando Sanfelice.

### Pontecorvo e Pizzofalcone

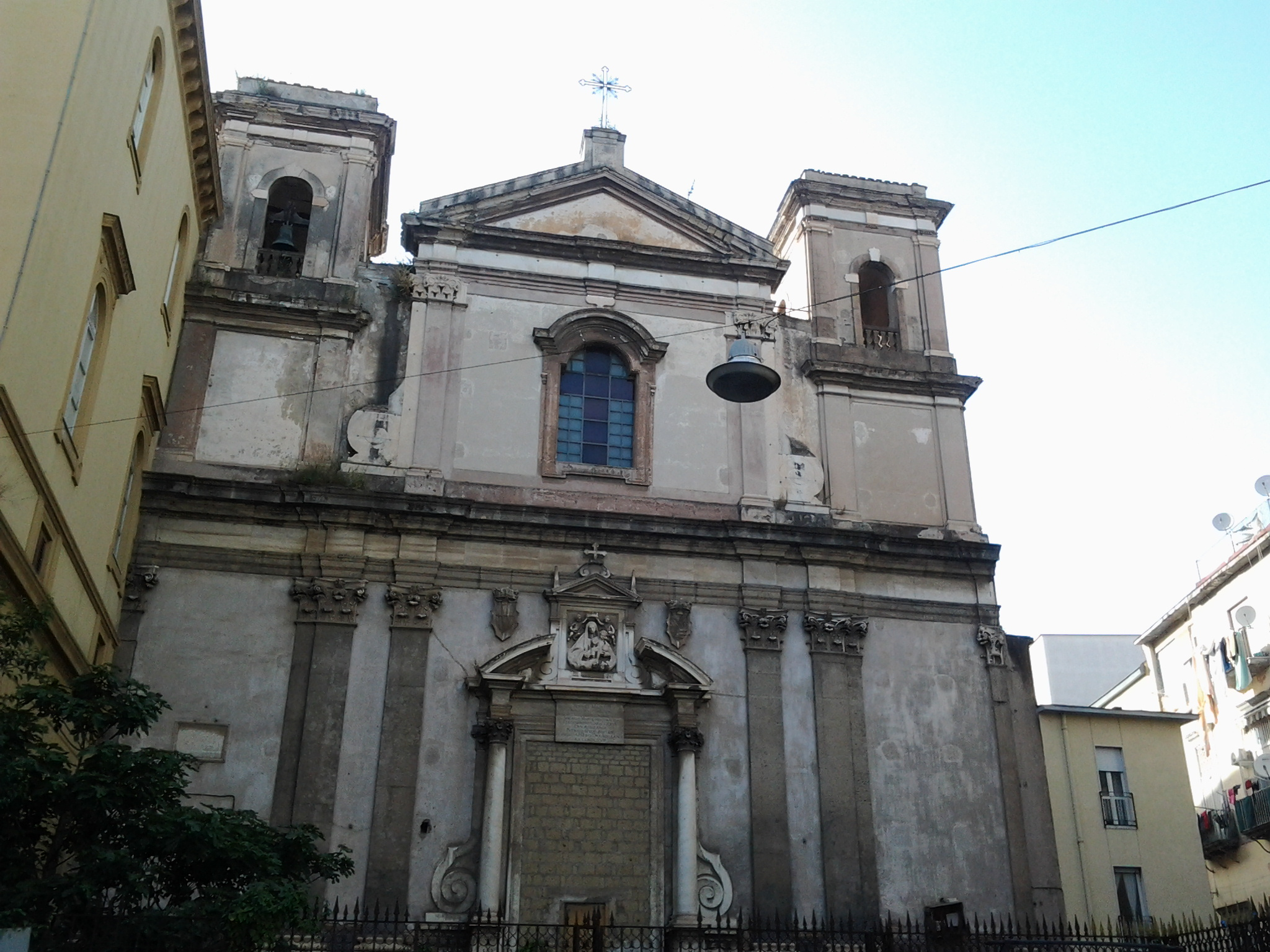
Facciata degradata del Complesso di Gesù e Maria

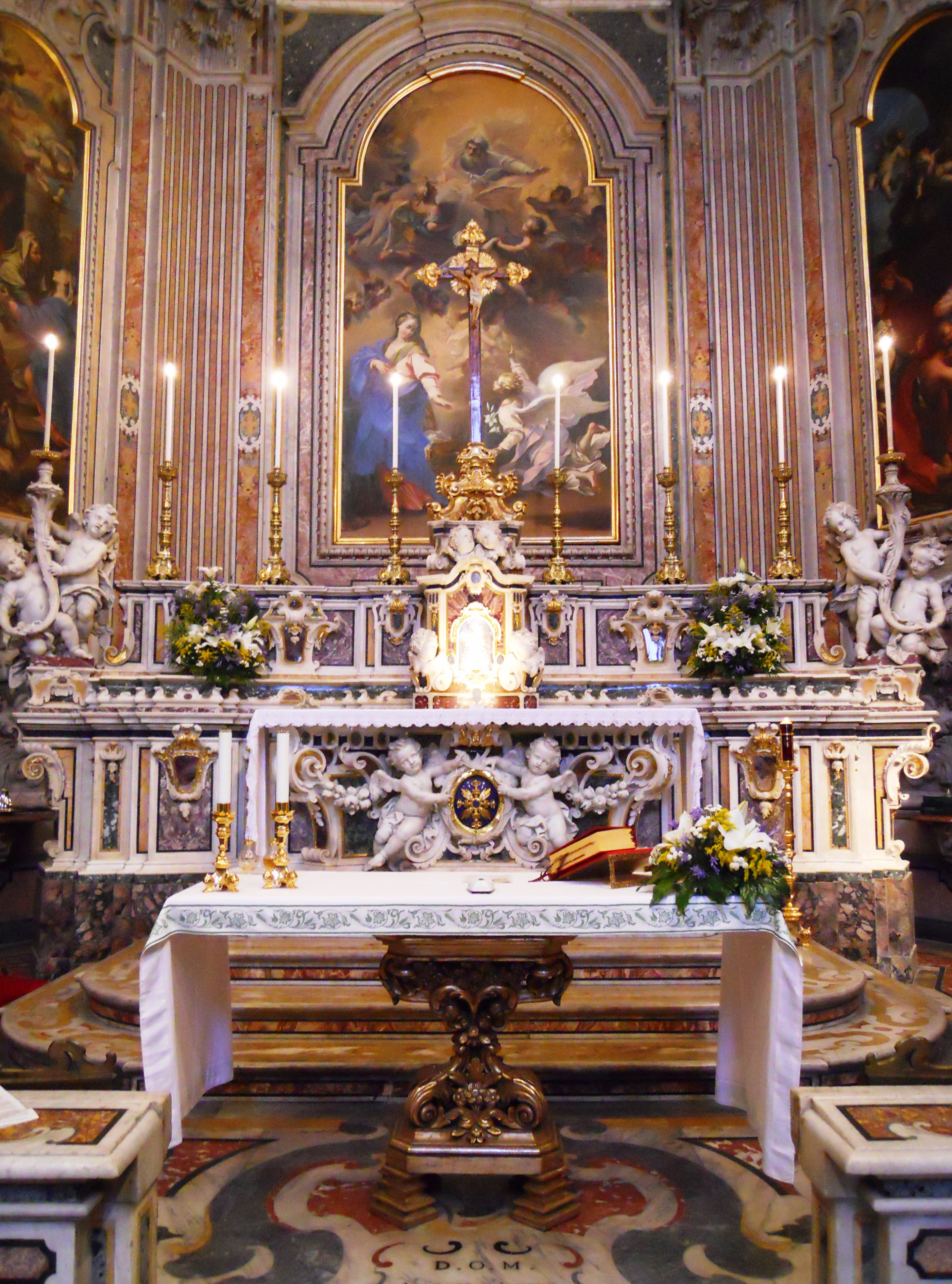
La chiesa della Nunziatella

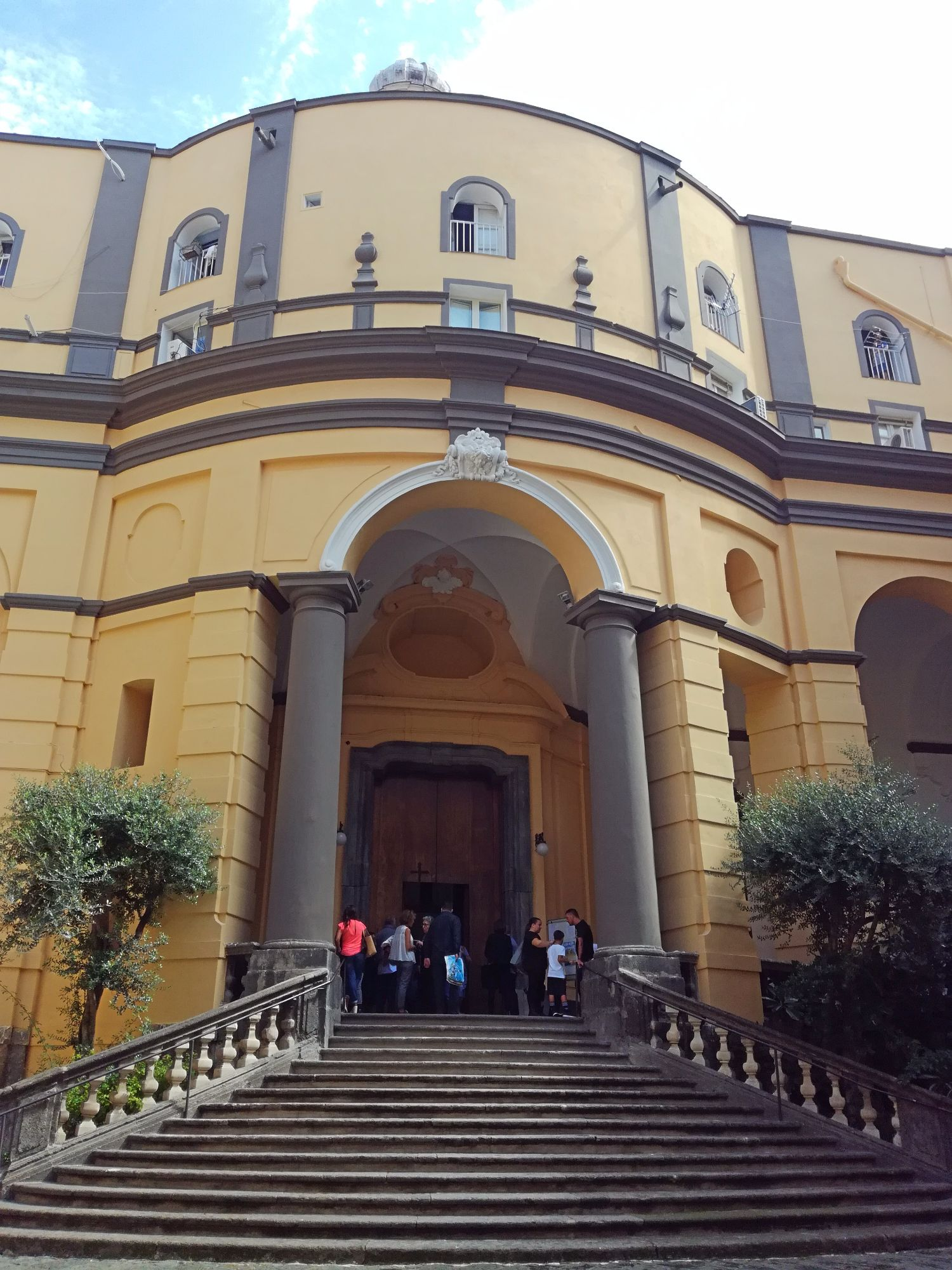
La facciata della chiesa di Santa Maria Egiziaca a Pizzofalcone

Entrambi i quartieri sono posti sul lato della collina del Vomero, agli estremi dei Quartieri spagnoli.
Pontecorvo è definito come il quartiere conventuale poiché qui, nel XVII secolo, sorsero numerose insule conventuali. Anticamente la zona, dove vi era un'elevatissima concentrazione di prostitute, era destinata alla plebe che smerciava ogni cosa. Pontecorvo acquistò importanza solo grazie all'espansione collinare del XVI secolo voluta da Pedro Álvarez de Toledo, quando, in un primo momento, i nobili acquistarono i suoli dal complesso dei Santi Severino e Sossio, che aveva in proprietà i terreni della collina. Questa ondata residenziale venne progressivamente sostituita da quella conventuale; la venuta degli ordini causò la trasformazione dei palazzi Caracciolo, Spinelli, Pontecorvo e de Ruggiero in conventi, portando alla formazione di una vera e propria via sacra, sulla falsariga di via Costantinopoli, dove invece vi erano numerosi palazzi civili.
Importanti fu anche la fondazione del Complesso di Gesù e Maria, iniziato nel 1580 e terminato nel 1603 sui terreni venduti dal nobile Ascanio Coppola a Fra' Silvio di Atripalda. Il progetto del complesso fu affidato a Domenico Fontana che vi eresse la chiesa.
Risale invece al 1601 la fondazione della Basilica di Santa Maria della Pazienza, voluta da Annibale Cesareo e restaurata nel XVIII secolo.
Pochi anni più tardi, nel 1614 fu cominciato il Convento di San Potito nell'area detta Costagliola; la chiesa, di poco successiva, fu disegnata da Pietro De Marino e restaurata dall'architetto Giovan Battista Broggia nel XVIII secolo.
A questi si aggiunse, nel 1617, il Complesso di San Giuseppe dei Vecchi, con chiesa progettata da Cosimo Fanzago nel 1634 e terminata nel secolo successivo.
Nel 1616 e nel 1619 furono fondati rispettivamente il Complesso di San Francesco delle Cappuccinelle e la chiesa di San Giuseppe delle Scalze a Pontecorvo; il nucleo originario del complesso è del XVI secolo, ma fu restaurato nel Settecento da Giovan Battista Nauclerio, mentre la chiesa fu progettata all'interno di Palazzo Spinelli a Pontecorvo da Cosimo Fanzago dal 1643 al 1660 e rifatta nella facciata da Giovanni Battista Manni nel 1709.
Altro complesso importante è quello di Santa Maria delle Periclitanti, che venne restaurato alla fine del XVII secolo da Arcangelo Guglielmelli.
Pizzofalcone (o Monte Echia) è invece una collina prospiciente sul mare. La sua fondazione risale al VII secolo a.C. ad opera dei Cumani ed assunse importanza nel XVI secolo, quando le espansioni vicereali interessarono la zona del vecchio palazzo vicereale. La morfologia del suolo fece sì che venisse costruito, a metà del XVII secolo, l'accampamento militare con funzioni di fortezza per ospitare i soldati spagnoli, liberando al contempo i vicini Quartieri spagnoli per far spazio agli ordini religiosi.
Cospicua è la presenza di edifici civili, alcuni dei quali furono trasformati in chiese e conventi, come la chiesa di Santa Maria della Solitaria con annesso convento, la Nunziatella, rimaneggiata da Ferdinando Sanfelice, la seicentesca basilica di Santa Maria degli Angeli a Pizzofalcone del teatino Francesco Grimaldi e infine la chiesa di Santa Maria Egiziaca a Pizzofalcone con il convento. In particolare, Santa Maria Egiziaca a Pizzofalcone venne fondata prima dei tumulti di Masaniello e occupò l'area della proprietà dei Toledo. Fu progettata da Cosimo Fanzago precedentemente al suo soggiorno romano; infatti, prendendo spunto dal progetto della chiesa partenopea partecipò al concorso per la chiesa di Sant'Agnese in Agone influenzando Carlo Rainaldi. Ciononostante il progetto del Fanzago per Santa Maria Egiziaca fu continuato da Francesco Antonio Picchiatti, Antonio Galluccio e Arcangelo Guglielmelli che mutarono buona parte del disegno originario.

### Chiaia e Posillipo

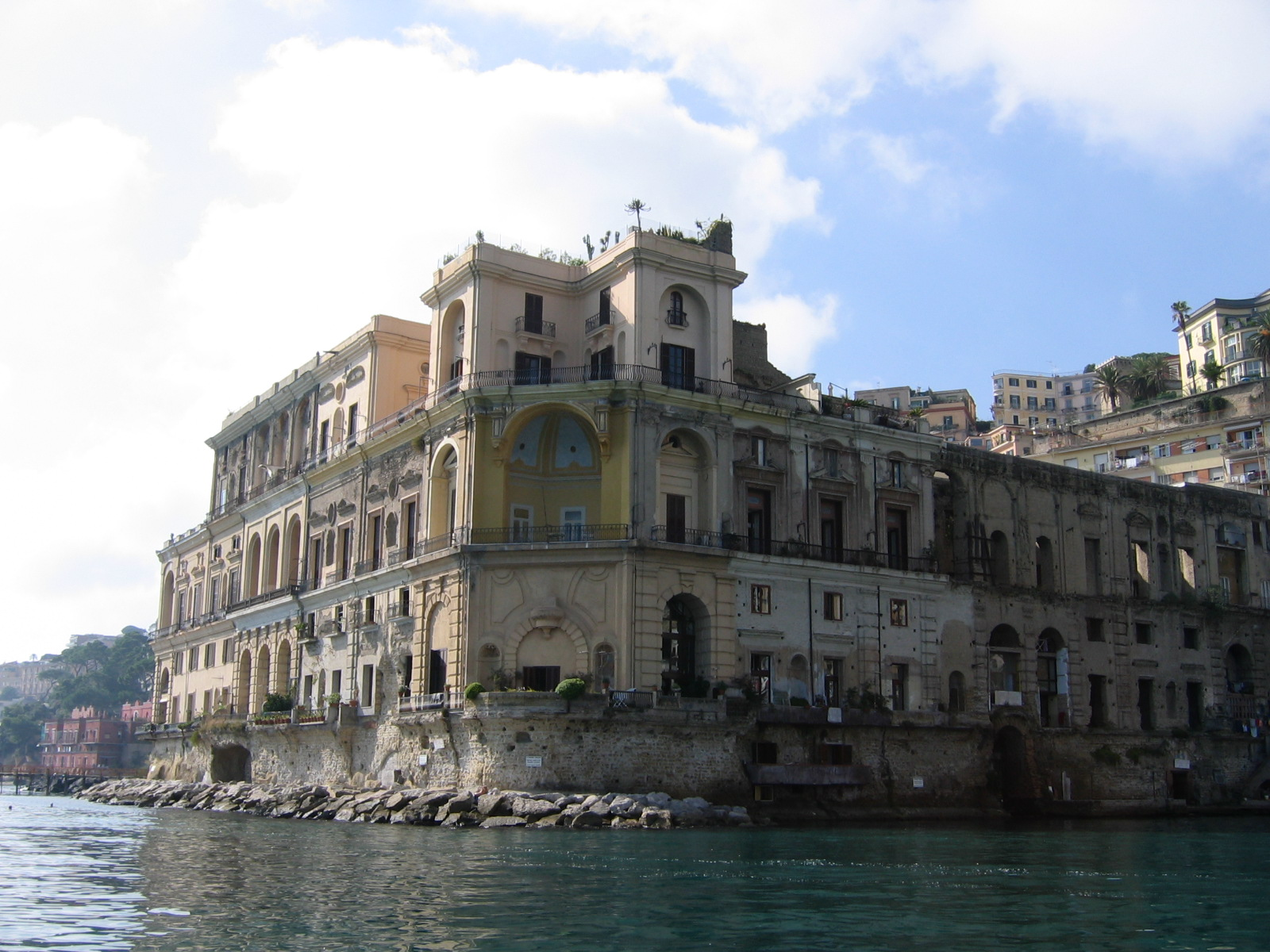
Il Palazzo Donn'Anna visto dal mare

Oltre la Porta di Chiaia, i borghi di pescatori situati tra il Monte Echia e Posillipo si stavano trasformando, grazie agli interventi rinascimentali e barocchi, in luoghi di svago della nobiltà per la presenza di ville e casini; il primo che si può ricordare è Palazzo Caravita di Sirignano, fondato nel XVI secolo.
Alla trasformazione dei borghi marinari in luoghi urbani non furono estranei i religiosi e le fondazioni di laici, che contribuirono alla costruzione di chiese (Santa Maria della Vittoria, Santa Maria in Portico, San Giuseppe a Chiaia, chiesa dell'Ascensione e Santa Teresa), la cui progettazione venne affidata ad architetti importanti come Cosimo Fanzago, Arcangelo Guglielmelli, Tommaso Carrere e Nicola Longo. Inoltre, nel Settecento, per volontà di un mercante pisano sorse il Complesso di San Francesco degli Scarioni il cui disegno venne affidato a Giovan Battista Nauclerio.
L'edilizia civile si sviluppò prevalentemente lungo costa, come nel caso del Palazzo Ravaschieri di Satriano che venne ampliato nel XVIII secolo da Ferdinando Sanfelice. Altri palazzi degni di nota sono: Palazzo Ischitella, Palazzo Ruffo della Scaletta già Palazzo Carafa di Belvedere e Palazzo Guevara di Bovino.
Un nucleo più interno di edifici sorse nell'odierno Rione Amedeo, attorno alla chiesa di Santa Teresa a Chiaia; tra questi si ricordano il Palazzo Carafa di Roccella e il Palazzo d'Avalos del Vasto, entrambi restaurati nel XVIII secolo da Luca Vecchione e da Mario Gioffredo che caratterizzò Palazzo d'Avalos con una decorazione neoclassica assai distante dalle forme barocche.
Invece, ai margini della collina di Posillipo venne realizzato Palazzo Donn'Anna, voluto da Anna Carafa, consorte del viceré Ramiro Núñez de Guzmán, duca di Medina de las Torres: venne commissionato a Cosimo Fanzago, ma l'opera non fu portata a termine per la morte di Donn'Anna Carafa e rimase incompleto.
Nel corso del Seicento e del Settecento vi fu una notevole espansione dei borghi di Villanova e Santo Strato, dove numerose chiese furono ampliate e restaurate. Tra esse occorre citare la chiesa di Santo Strato a Posillipo, ampliata già nel 1577; quella di Santa Maria del Faro ingrandita da Ferdinando Sanfelice; Santa Maria della Consolazione, eretta nel Settecento per opera dello stesso Sanfelice; infine la chiesa di Santa Maria di Bellavista che venne restaurata in chiave tardo-barocca.

## Chiese

### Chiese seicentesche

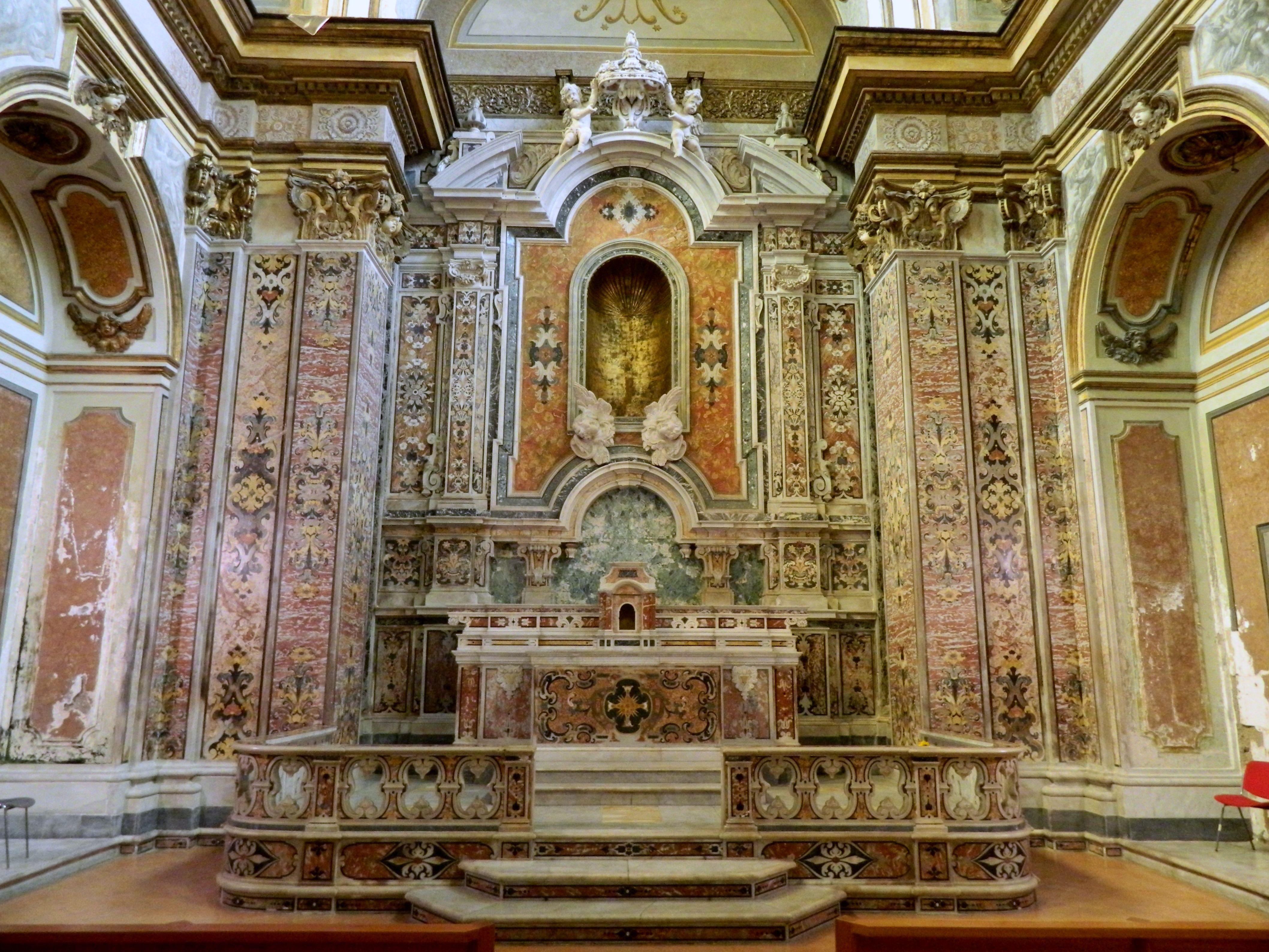
Decorazioni in marmi commessi, Croce di Lucca

Chiesa del Purgatorio ad Arco (rosso) e contesto urbanistico del Decumano maggiore

Le chiese seicentesche, di solito, sono costituite da piante a croce latina, o ad aula centrale senza transetto (una tipologia architettonica adatta solo ad edifici che non avevano sufficiente spazio a disposizione, come nel caso della chiesa del Purgatorio ad Arco), oppure a croce greca.
Le decorazioni architettonico-scultoree sono prevalentemente in marmo; la loro progettazione fu affidata non soltanto ad architetti, ma anche a marmorai: le decorazioni del XVII secolo sono in taglio marmoreo, marmo commesso e marmo policromo.
Il primo tipo di decorazione è molto diffuso nelle chiese napoletane, grazie all'opera di celebri specialisti come Cosimo Fanzago e Dionisio Lazzari, che realizzarono pregevoli decorazioni in commesso. Ad esempio, il Lazzari si occupò del presbiterio della chiesa del Purgatorio ad Arco, eseguendo un apparato decorativo con una tecnica brillante, una commistione di una serie di applicazioni diverse: la balaustra è in commesso, le pareti erano costituite da marmo rosso venato (oggi non più presenti, poiché sono state sostituite da pannelli di plastica) e le sculture s'innestano nell'apparato architettonico.
Invece, il marmo policromo è particolarmente diffuso nelle chiese erette nel primo Seicento e ricorre nelle decorazioni derivate da temi classici.
Infine, le decorazioni a stucco, affidate ad architetti e stuccatori, erano utilizzate in chiese, spesso, di medie e piccole dimensioni (come nel caso della chiesa di San Gennaro all'Olmo o della Basilica di Santa Maria della Sanità, in quest'ultima, per dare maggior rilievo all'illuminazione interna).

### Chiese settecentesche

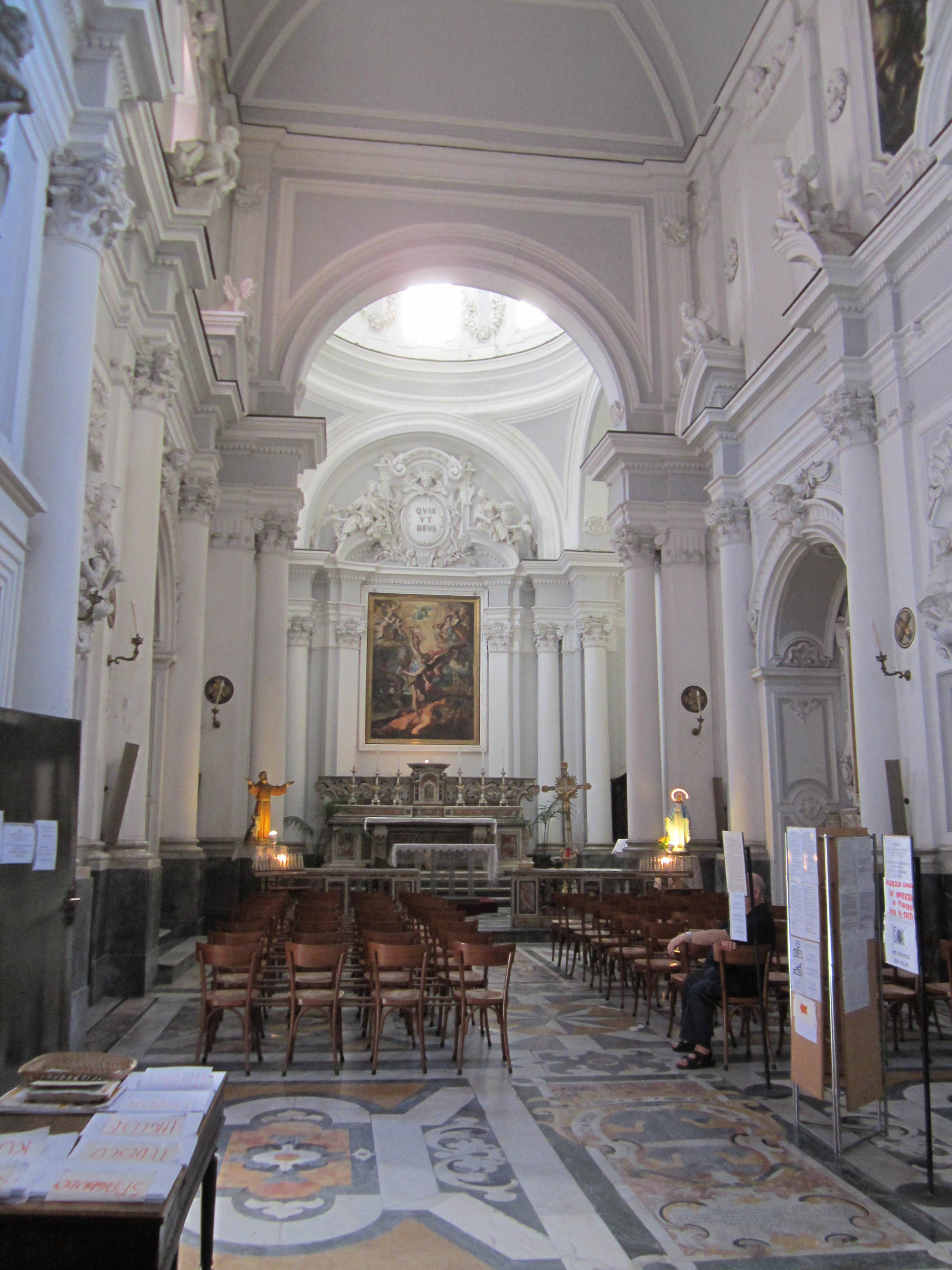
Decorazione in stucco, Sant'Angelo a Nilo

Le chiese settecentesche presentano un'impostazione planimetrica più libera. Ad esempio, nella chiesa di Santa Maria della Concezione a Montecalvario venne adottata una pianta a matrice ottagonale, con una croce greca espressa negli assi ingresso-abside e transetto-transetto; l'ottagono allungato fa da raccordo agli assi, ma, nel contempo, crea altri spazi destinati a cappelle e al deambulatorio di collegamento. La parte centrale dell'edificio, destinata al raccoglimento dei fedeli, è divisa dalle cappelle e dal deambulatorio grazie ad una serie di pilastri che sorreggono un complesso sistema di volte, mentre, a copertura della parte centrale è posta una cupola che irradia di luce l'edificio.
Altre piante fantasiose trovarono applicazione nella cappella del Real Albergo dei Poveri e nella chiesa di Santa Maria del Ben Morire. In particolare, la prima avrebbe dovuto essere caratterizzata da una pianta stellare ideata da Ferdinando Fuga, ma non fu mai completata e oggi è riconoscibile soltanto attraverso i segni delle fondazioni.
Tuttavia, altre chiese del periodo mostrano ancora una pianta tradizionale (croci latine e greche), scelta favorita da una maggiore semplicità costruttiva e dai minor costi e tempi di esecuzione.
Nel Settecento, le decorazioni marmoree delle epoche precedenti furono sostituite da quelle a stucco, poiché risultavano più semplici da realizzare. Tra i principali stuccatori delle chiese napoletane si ricordano: Domenico Antonio Vaccaro, Arcangelo Guglielmelli, Giovan Battista Nauclerio, Luca, Bartolomeo Vecchione, Bartolomeo Granucci e Giuseppe Astarita.
Una delle chiese più rilevanti, che mostra un'interessante decorazione a stucco, è quella di Sant'Angelo a Nilo; l'interno della chiesa, frutto del genio del suddetto Arcangelo Guglielmelli, s'ispira all'architettura classica. In molte altre importanti chiese, decorate a stucco, lavorò il citato Vaccaro, il quale introdusse composizioni decorative assai sinuose e adottò la tecnica dei riccioli.

## Palazzi
Il palazzo del periodo barocco non si discosta molto dalla tipologia rinascimentale, dalla quale riprende la disposizione del sistema formato da androne, cortile e scala.

### Il palazzo del Seicento

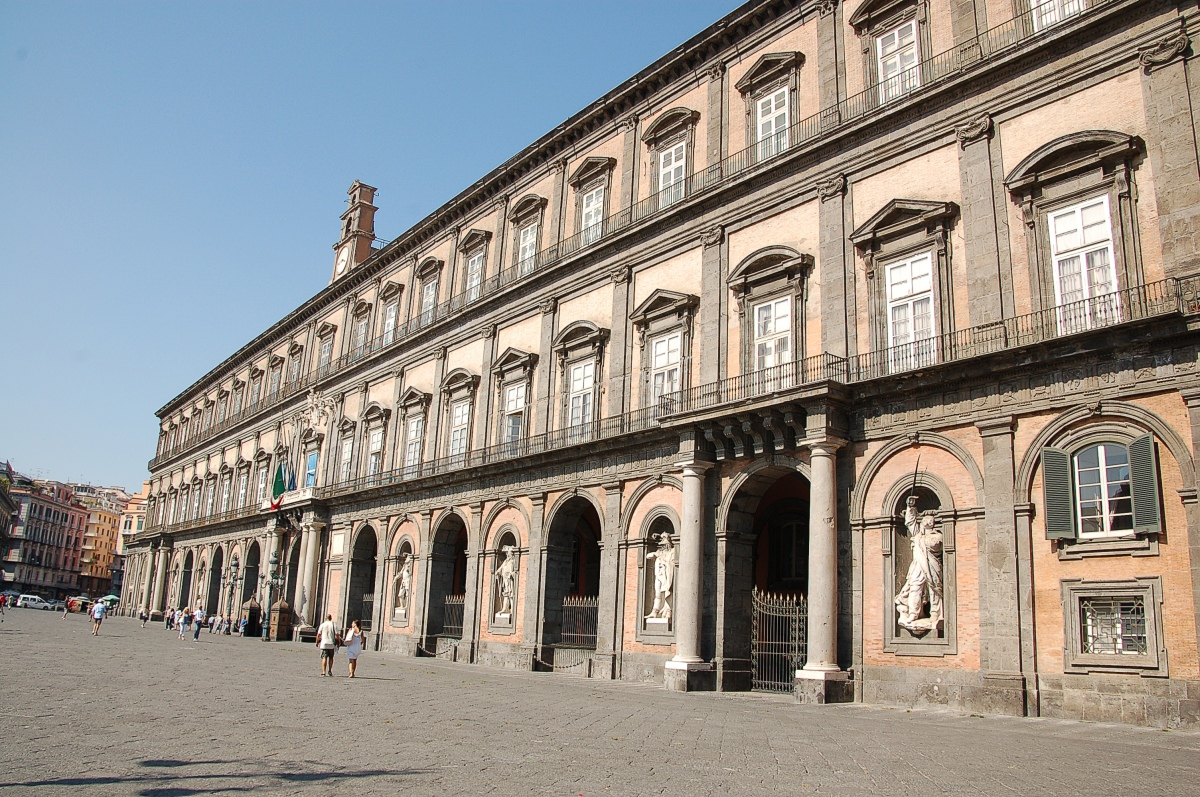
Il Palazzo Reale, uno dei primi esempi di architettura barocca civile a Napoli

Uno dei primi palazzi ad essere costruito nel XVII secolo fu il Palazzo Reale. Il modello di questo palazzo è tipicamente romano; ad esempio le scale risultano ancora celate all'interno della struttura e non assumono un aspetto scenografico.
Infatti anche altri palazzi eretti nel primo Seicento mostrano scale disposte lateralmente o su un estremo della facciata, come il palazzo Carafa della Spina, discostandosi dalla tipologia della scala aperta in voga nel secolo successivo.
Durante il XVII secolo il palazzo si articola spesso su due piani nobili; il primo serviva come piano privato del padrone, per gli incontri ed altro, mentre il secondo fungeva da abitazione per l'intera famiglia. Esternamente il palazzo mostra lo sfarzo della casata, espresso attraverso l'applicazioni di numerose decorazioni come colonne alveolate, lesene e sculture.
Peraltro, nel Seicento molti palazzi già esistenti subirono modifiche e rimaneggiamenti che determinarono una vera e propria stratificazione architettonica, che talvolta causava persino appesantimenti strutturali assai nocivi sulle murature esistenti; è il caso ad esempio del palazzo Filippo d'Angiò che, a causa delle superfetazioni barocche, ancora oggi mostra elementi in acciaio a sostegno dei blocchi in piperno dei pilastri del loggiato.

### Il palazzo del Settecento
Verso la fine del Seicento, la tipologia residenziale cambiò impostazione: le strutture, ed in particolare le scale, vennero orientate verso l'ingresso.
Uno dei maggiori architetti in ambito civile fu Ferdinando Sanfelice, che con il suo stile barocco si occupò di nuove costruzioni e di restauri; realizzò il celebre Palazzo dello Spagnolo, mentre per i restauri eseguiti all'interno del centro antico fu condizionato dalle impostazioni dei cortili.
Altro architetto attivo nell'architettura civile è l'onnipresente Domenico Antonio Vaccaro, che operò in tre palazzi della città: il Palazzo di Magnocavallo, il Palazzo Spinelli di Tarsia ed infine il Palazzo dell'Immacolatella.
Il primo venne ampiamente restaurato dall'architetto per farne la propria abitazione; le decorazioni che compaiono principalmente sono il piperno e lo stucco.
Del secondo, oggetto di un ambizioso progetto che prevedeva la realizzazione di un immenso palazzo nobiliare impostato sulla ricerca di scenografiche prospettive, restano solo il fabbricato centrale e il cortile rettangolare di ampie dimensioni, chiamato largo Tarsia.
Il terzo palazzo è quello dell'Immacolatella, rappresenta invece l'unico edificio di interesse storico e architettonico nella zona portuale.
Tra gli altri architetti del XVIII secolo occorre citare Nicola Tagliacozzi Canale. Attivo dal 1720 fino alla data della sua morte, il suo più importante progetto civile è il Palazzo Trabucco, dove le sgargianti decorazioni si fondono col nascente Rococò dando vita un pregevole esempio di architettura settecentesca; notevole è inoltre la scala aperta nel cortile.
Altra cosa che caratterizza la realizzazione dei palazzi in città fu l'afflusso di architetti estranei alla formazione locale come Ferdinando Fuga, che progettò un palazzo in via Medina. Questo edificio s'imposta come un normale palazzo nobiliare locale, ma presenta influssi di quel monumentalismo portato dalle esperienze che il Fuga aveva fatto a Roma; la facciata è caratterizzata da intervalli di paraste, che aprono gli spazi alle finestre, e da un possente cornicione che aggetta sulla via pubblica.
Le altre architetture settecentesche di Napoli sono espresse in palazzi nobiliari, oggi poco noti al grande pubblico, ma che nascondono i vari passaggi di stile che caratterizzarono l'epoca barocca; malgrado ciò, alcuni di questi palazzi furono danneggiati nei restauri avvenuti dopo la seconda guerra mondiale, come nel caso del palazzo al n. 169 di via Tribunali.

#### Le regge
Nel corso del Settecento, con l'avvento dei Borbone e specialmente di Carlo VII al trono del Regno di Napoli, nella capitale confluirono architetti di formazione non locale, come il suddetto Ferdinando Fuga, l'anziano Antonio Canevari e Giovanni Antonio Medrano, il più giovane della schiera di architetti chiamati dal re. Ad essi si deve la progettazione della Reggia di Capodimonte e della Reggia di Portici, magnifiche residenze barocche poste, all'epoca, ai margini della città.
Al contempo Ferdinando Fuga progettò il Real Albergo dei Poveri, chiamato anche la Reggia dei Poveri poiché doveva ospitare i poveri del regno. Il progetto originario, rimasto incompiuto, è una delle più grandi opere architettoniche settecentesche in Europa: la facciata lunga 354 metri è scandita da una estesa teoria di finestre, mentre la parte centrale è aperta da un portico con porte d'ingresso in stile michelangiolesco; l'accesso al portico è servito da una scala a doppia rampa che dona slancio verticale al palazzo.
Tuttavia, la più importante realizzazione in questo ambito fu la Reggia di Caserta posta a circa 15 km da Napoli per motivi di sicurezza (vedi Spedizione navale britannica contro Napoli del 1742), iniziata da Luigi Vanvitelli e terminata dal figlio Carlo. L'edificio, nel quale si riconoscono peraltro tendenze classiciste, esprime con ambiguità uno stile architettonico nel quale confluiscono le scenografiche prospettive barocche, con pizzichi di monumentalismo e la compostezza delle decorazioni e delle proporzioni che danno il benvenuto ad un nascente Neoclassicismo.

## Gli elementi architettonici civili e sacri

### Gli elementi architettonici civili
Nel Barocco napoletano i principali elementi architettonici sono la scala, il cortile e il portale che solitamente costituiscono le invarianti nell'articolazione dei palazzi.

#### Il portale

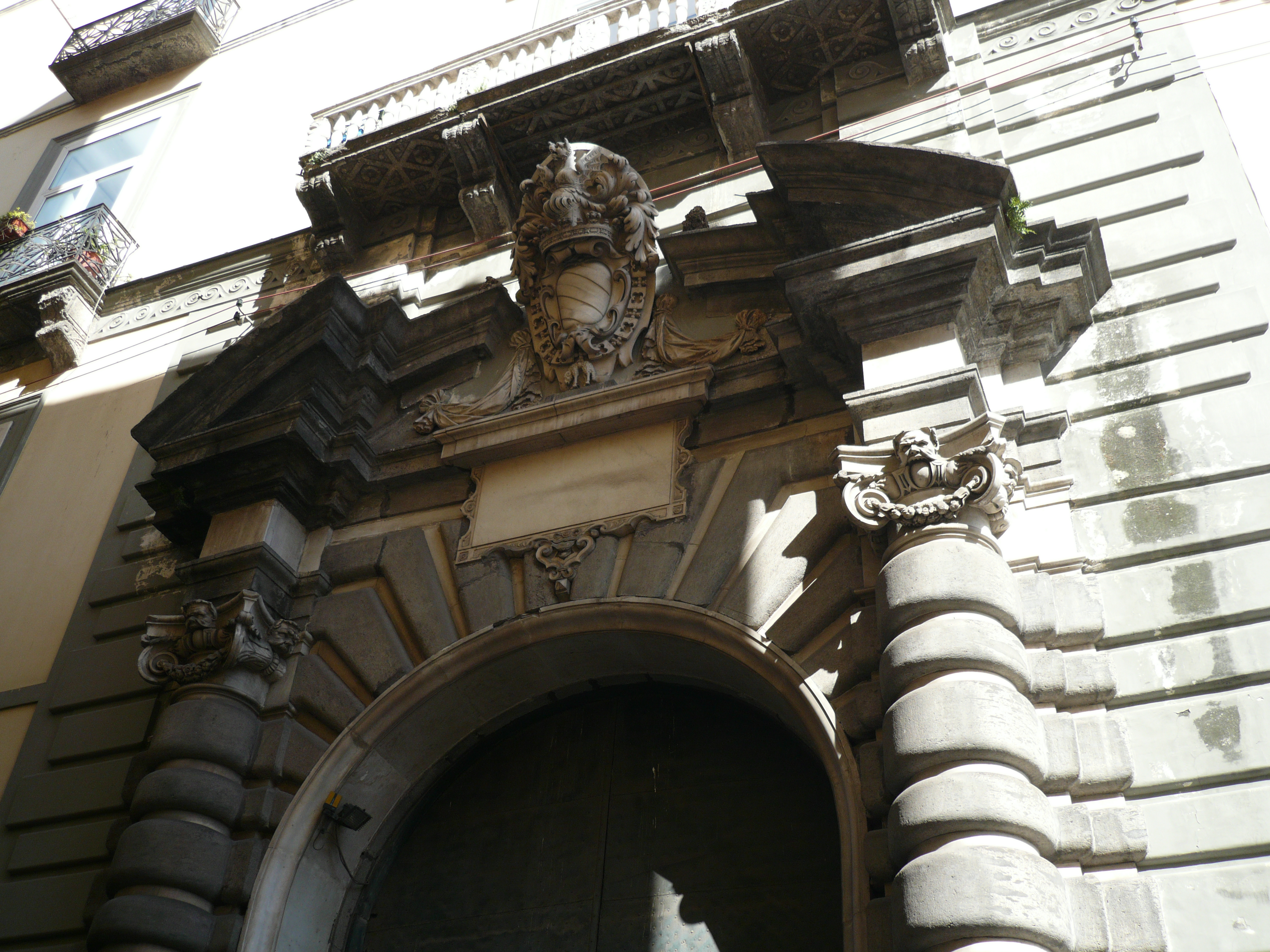
Il portale di Palazzo di Sangro, opera di Giuliano Finelli

Il portale, generalmente in piperno e talvolta accompagnato da cromatismi in marmo che generano un effetto chiaroscuro, assunse un ruolo importante nell'architettura napoletana seicentesca.
Infatti, l'angustia delle strade del tessuto greco-romano e del Borgo dei Vergini, determinata rispettivamente dallo schema ippodameo adattato su un suolo in declivio sul mare e dalla necessità di seguire la conformazione dei corsi d'acqua torrentizi che si generavano con le piogge, imposero la necessità di concentrare sul portale tutta la teatralità e drammaticità dello stile barocco.
Ciò favorisce la visuale di scorcio dell'edificio, perché l'attenzione dell'osservatore è rivolta verso la composizione della masse che compongono il portale. Un esempio è il portale di Palazzo di Sangro progettato da Bartolomeo Picchiatti ed eseguito da Giuliano Finelli in cui è espresso il contrasto dei conci in piperno e marmo che accompagnano le colonne alveolate composte da conci che incorniciano l'ingresso; l'attenzione che Picchiatti rivolge verso questo elemento fa, in un certo senso, passare in ombra il resto della facciata rinascimentale.
Nel Seicento anche Cosimo Fanzago progettò imponenti portali barocchi, il più importante dei quali fu quello di Palazzo Carafa di Maddaloni, dove l'arco centrale è racchiuso da una composizione di lesene tuscaniche che poggiano su un basamento rigonfiato a conci, sul quale termina un'effimera decorazione marmorea con coppe, mentre ai lati sono presenti volute di raccordo.
Nel Settecento la realizzazione di fastosi portali raggiunse l'apice. Ferdinando Sanfelice progettò, oltre ad innumerevoli scale aperte, anche portali di grande qualità architettonica, come quello di Palazzo Filomarino; qui la struttura ad arco mistilineo è racchiusa da una composizione in bugnato disposto in misure alterne (che riprende il carattere stilistico dell'arco spezzato con conci marmorei), il tutto sormontato da un timpano spezzato a volute che racchiude al centro un fregio con metopa.

#### Il cortile
Il cortile dell'abitazione barocca non è altro che l'evoluzione del cortile quattrocentesco e cinquecentesco in piperno. Spesso consiste proprio nell'adattamento plani-volumetrico di un cortile d'epoca precedente.
L'angustia delle strade, già emersa al paragrafo superiore, influenzò notevolmente l'articolazione di questi spazi. Infatti, gli architetti chiamati alla progettazione dei cortili si trovarono davanti alla necessità di coniugare le ristrette dimensioni del lotto all'esigenza di realizzare strutture scenografiche per quella che doveva rappresentare, in un certo senso, la stanza centrale del palazzo.
Elementi che compongono la struttura del cortile sono il loggiato (raro a Napoli), il portico in piperno, la scala aperta ed altri elementi strutturali-decorativi che impreziosiscono e dilatano la visuale di questo spazio. Notevole è il loggiato di palazzo Carafa di Maddaloni, dove Cosimo Fanzago creò una mirabile soluzione architettonica basata sulla fuga prospettica generata dalla presenza del loggiato stesso.
Altri esempi importanti sono i cortili in via Santa Maria di Costantinopoli, dove i palazzi sorsero in prossimità dell'ex cinta muraria prima dell'espansione voluta da Pedro Álvarez de Toledo. Qui gli edifici si sviluppano attorno ad una corte ad U, schermata, sul lato aperto, da un muro divisorio che la separa dal giardino dell'edificio opposto, creando dei meravigliosi giardinetti privati; spesso sulla parete di fondo è possibile trovare disposte in maniera simmetrica le decorazioni scultoree che accompagnano le fontane.
Cortili di ridotte dimensioni si trovano nelle espansioni urbanistiche pianificate, come nei Quartieri Spagnoli, dove fu adottato, nella scala di progettazione territoriale, un modulo ripreso da molti edifici dei quartieri Avvocata e Montecalvario, tranne nella zona di Tarsia e Toledo, dove l'isolato assunse caratteristiche più monumentali.
Dal punto di vista geometrico il cortile presenta diverse forme. Ad esempio quello del palazzo Spinelli di Laurino venne caratterizzato da una pianta ovale con decorazioni in piperno e sculture. Quello del palazzo Caracciolo di Avellino, sorto nel periodo rinascimentale, ha una conformazione strutturale diversa; in questo caso il cortile assume una funzione urbanistica, poiché costituisce un vero e proprio largo (una sorta di "corte d'onore") interposto tra la strada e il palazzo stesso.
Invece, dal punto di vista funzionale, il cortile ebbe anche il compito di accorpare insieme i vari corpi di fabbrica, raccordandoli tra loro, come nel complesso degli Incurabili, dove si affacciano la farmacia, l'ospedale e gli uffici del personale.

#### La scala
La scala è un elemento molto importante del palazzo napoletano, sia in quello rinascimentale che in quello barocco. La scala barocca s'innesta nel cortile divenendo lo scenografico punto di fuga della visuale d'insieme del palazzo.
Nel Seicento, la scala è ancora relegata ad un compito essenzialmente funzionale alla struttura; quella decorativa e simbolica si presenta soprattutto nei sagrati delle chiese, dove la scala sottolineava il dislivello tra sacro e profano, sapienza e ignoranza, ricchezza e povertà. Solo nel Settecento si sviluppò il modello barocco della scala aperta, che si sovrappose, nella maggior parte dei casi, a strutture già esistenti.
Il maggior progettista di scale aperte fu il nobile Ferdinando Sanfelice, che ideò vere e proprie quinte teatrali, in cui emerge la fitta rete strutturale costituita dalle volte che scaricano il loro peso sui pilastri. Del Sanfelice celebri sono le scale aperte del palazzo Sanfelice e del palazzo dello Spagnolo; particolare attenzione meritano anche le scale chiuse, come quella di Palazzo di Majo in cui la curva dei pianerottoli triangolari è raccordata da controcurve in corrispondenza delle rampe.
Il motivo della scala aperta sanfeliciana fu ripreso anche da architetti di successiva formazione, fino al XIX secolo. Ciononostante, non fu l'unica soluzione adottata, poiché, verso la metà del Settecento, si svilupparono le scale a loggiato, come quella del Palazzo Acquaviva d'Atri, dove Giuseppe Astarita si attenne ai preesistenti progetti di Giovanni Francesco Mormando.

### Gli elementi architettonici sacri
Nell'architettura sacra, gli elementi nei quali è possibile leggere l'espressione più nitida del Barocco napoletano sono: il sagrato rialzato, che rappresenta un simbolico riferimento all'ascesa divina, le drammatiche facciate, il portale, la pianta e le cupole.

#### La scala e il sagrato

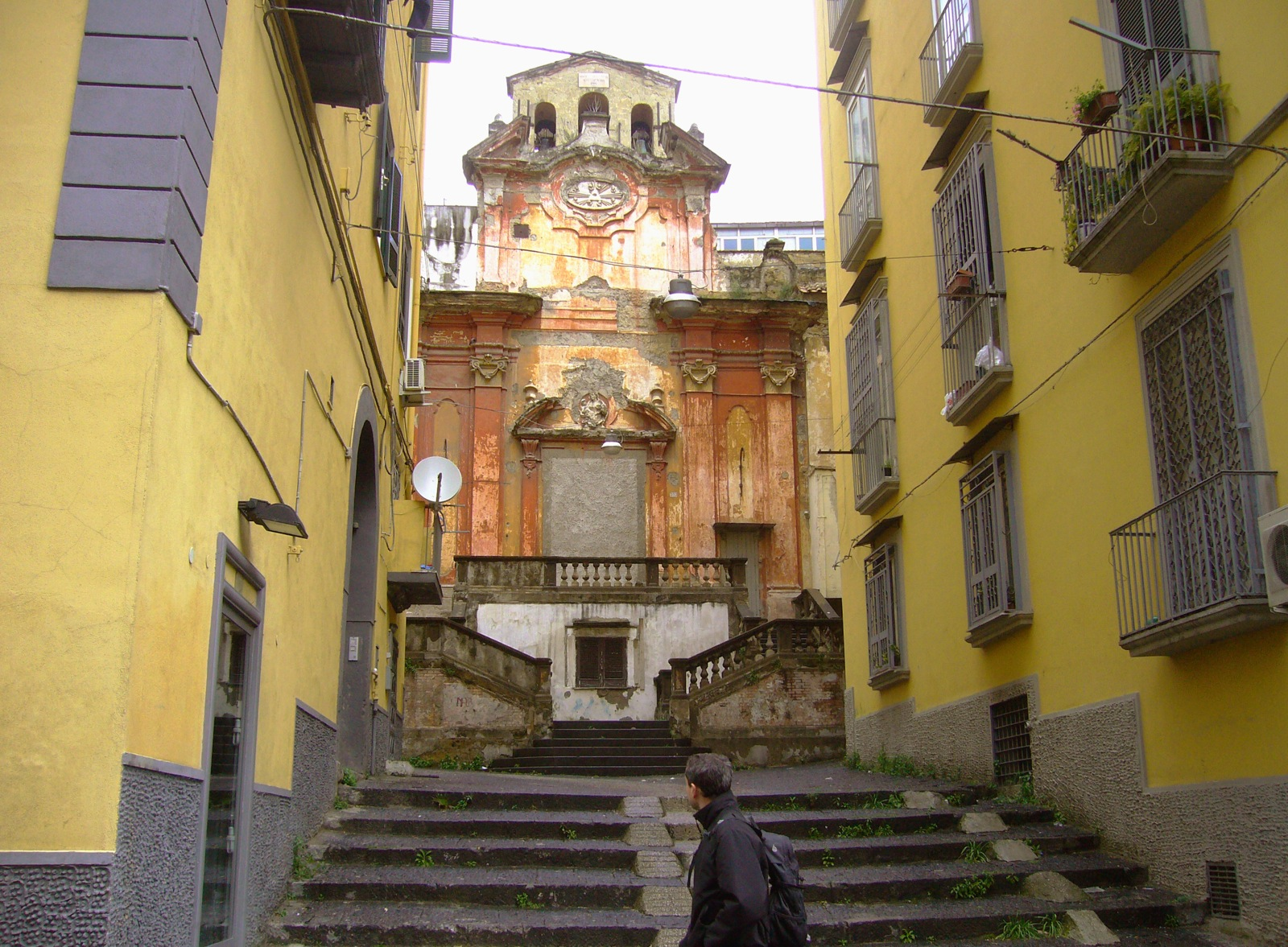
Il sagrato della Santissima Trinità alla Cesarea

Molti edifici sacri sono preceduti da una scala-sagrato, una soluzione dovuta ad aspetti simbolici e tecnici. Dal punto di vista simbolico rappresenta il distacco tra il mondo laico e profano dell'esterno con il mondo spirituale e sacro della chiesa e del convento. L'aspetto tecnico invece fa della scala l'elemento con il quale è possibile superare le naturali pendenze del suolo cittadino; infatti, a causa della scoscesa morfologia partenopea, le chiese furono realizzate su veri e propri terrazzamenti, raccordati al livello inferiore mediante una serie di rampe. Allo stesso tempo, le scalinate potevano servire a dare ulteriore slancio alla struttura, accentuandone sia il valore architettonico che quello simbolico.
Un esempio è il sagrato della chiesa di Santa Maria ad Ogni Bene dei Sette Dolori; l'edificio, ubicato sulle pendici del Vomero, presenta diversi salti di quota, in particolare tra l'ex monastero situato lungo via Santa Lucia al Monte e il sagrato della chiesa posto all'incrocio delle tre strade (via Girardi, via Scura e via Santa Lucia al Monte).
La chiesa di Santa Maria la Nova (progettata tra il 1596 e il 1599 in stile tardo-rinascimentale, ma con influssi manieristi, con interventi successivi di stampo barocco) mostra un analogo sistema a quello della chiesa di via Scura; il sagrato è preceduto da due rampe, ma quella di destra è lunga quasi il doppio di quella di sinistra, proprio a causa dell'andamento del terreno.
Altri esempi sono la basilica di San Paolo Maggiore, la chiesa della Santissima Trinità alla Cesarea e Chiesa di Santa Maria Donnaregina Nuova, che presenta una pendenza del suolo sia da ovest a nord-ovest che da est a nord-est.
Nella chiesa di San Nicola a Nilo la scala diventa elemento che esalta la monumentalità dell'edificio, rendendolo più imponente agli occhi dell'osservatore.
Esistono anche edifici privi di una scala monumentale, dove però è la piazza che funge da sagrato, permettendo quindi di valorizzare la chiesa, come nel caso del Gesù Nuovo.

#### La facciata

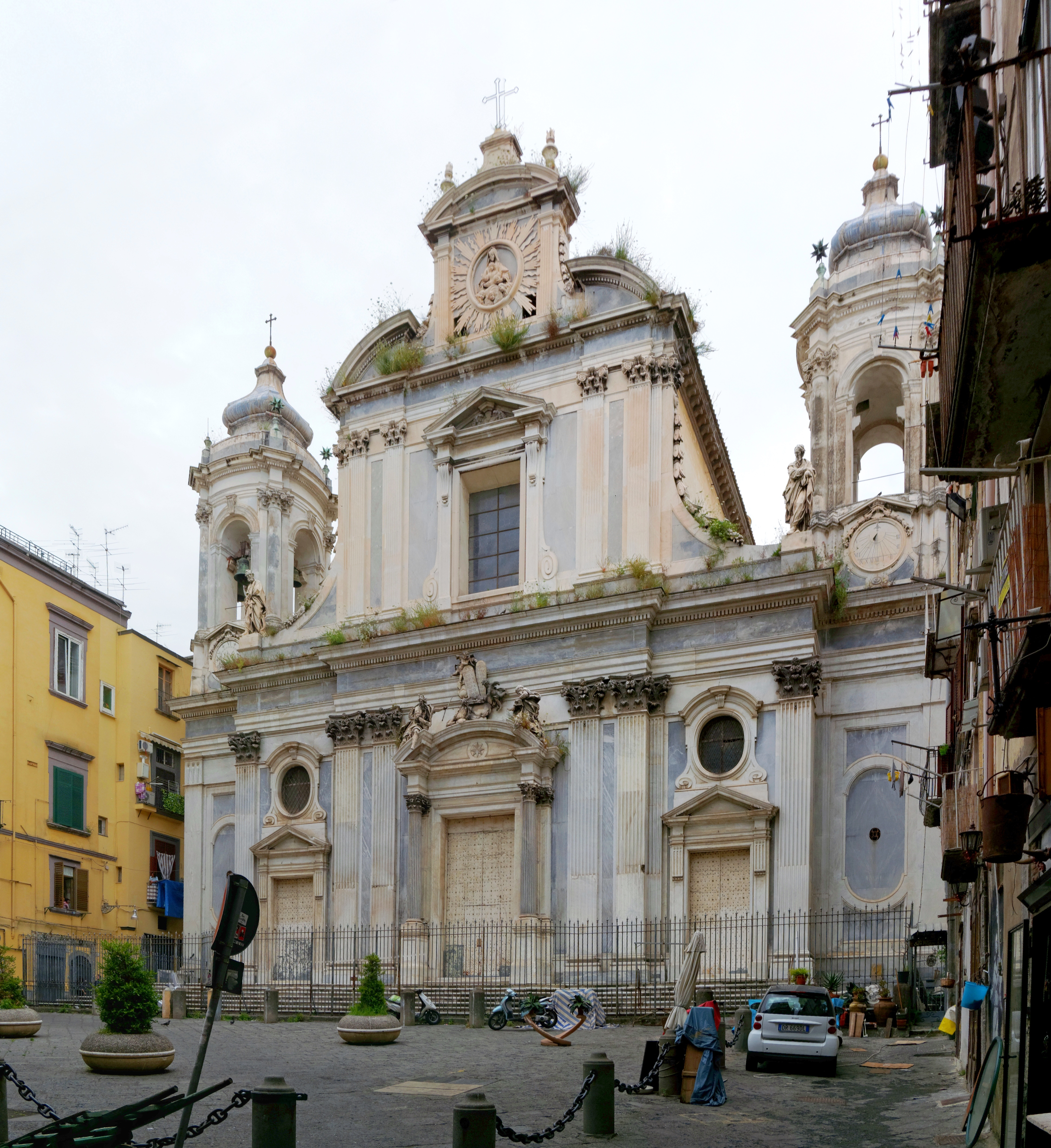
Facciata della chiesa dei Girolamini

La facciata costituisce una sorta di macchina da festa esterna degli ordini religiosi. I casi più esemplari di innovazione e ancoraggio alle preesistenze sono offerti dalla facciata dei Girolomini e da quella della chiesa di San Giorgio Maggiore.
Un primitivo progetto di facciata a due campanili della chiesa dei Girolamini risalirebbe al 1614 su disegno di padre Talpa; i lavori furono eseguiti da Dionisio Lazzari, Arcangelo Guglielmelli, architetto del complesso fino alla sua morte (1723), e infine da Ferdinando Fuga che ne completò il progetto. L'evoluzione dei lavori che interessarono l'edificio si possono notare nelle vedute della città del Seicento; i primi cambiamenti avvennero già nel 1602, quando agli Oratoriani venne concesso lo spazio antistante.
La facciata della chiesa di San Giorgio Maggiore fu però distrutta dopo l'espansione di via Duomo nel 1860. Essa era frutto di demolizioni avvenute durante l'operato di Fanzago nel cantiere di ricostruzione dell'edificio. L'ingresso era stretto da una spina di abitazioni e per fruire dello spazio del sagrato vennero demolite le abitazioni preesistenti creando uno slargo capace di rendere visibile la facciata.

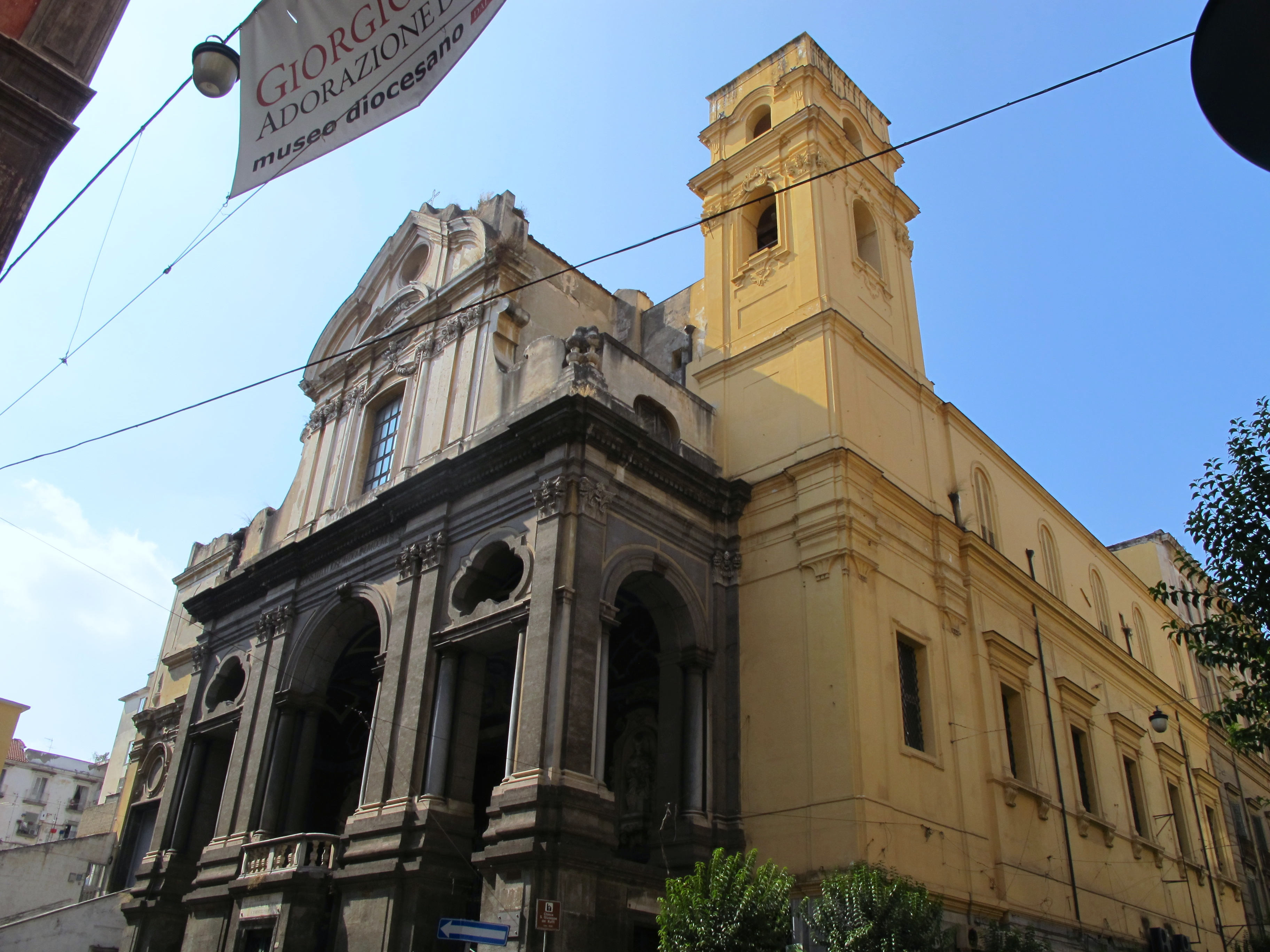
Facciata doppia della chiesa di San Giuseppe dei Ruffi

Le facciate di epoca barocca offrono comunque un notevole repertorio di composizioni, favorite dalla cospicua presenza in città di diversi ordini monastici. Molto ricorrente è la facciata doppia, un espediente che cela dietro ad un prospetto in vista l'altra facciata; esempi sono la serliana creata da Cosimo Fanzago nella Certosa di San Martino e nella chiesa di San Giuseppe dei Ruffi.
Nel complesso le facciate più monumentali risultano molto semplici, ma presentano una evidente ricchezza decorativa e risultano lievemente mosse dalle lesene, come nel caso delle chiese di San Ferdinando, di San Paolo Maggiore, dei Girolamini, di San Lorenzo Maggiore e di Santa Maria Donnaregina Nuova. Un caso a parte è la chiesa del Gesù Nuovo dove la decorazione marmorea barocca delle finestre s'innesta nella facciata rinascimentale. La facciata a portico è invece già utilizzata alla fine del Cinquecento nel prospetto della chiesa di San Gregorio Armeno, mentre agli inizi del Seicento furono erette quelle a portico di Santa Maria della Sapienza, di Santa Maria della Stella, del Pio Monte della Misericordia e della chiesa di San Giovanni Battista delle Monache.

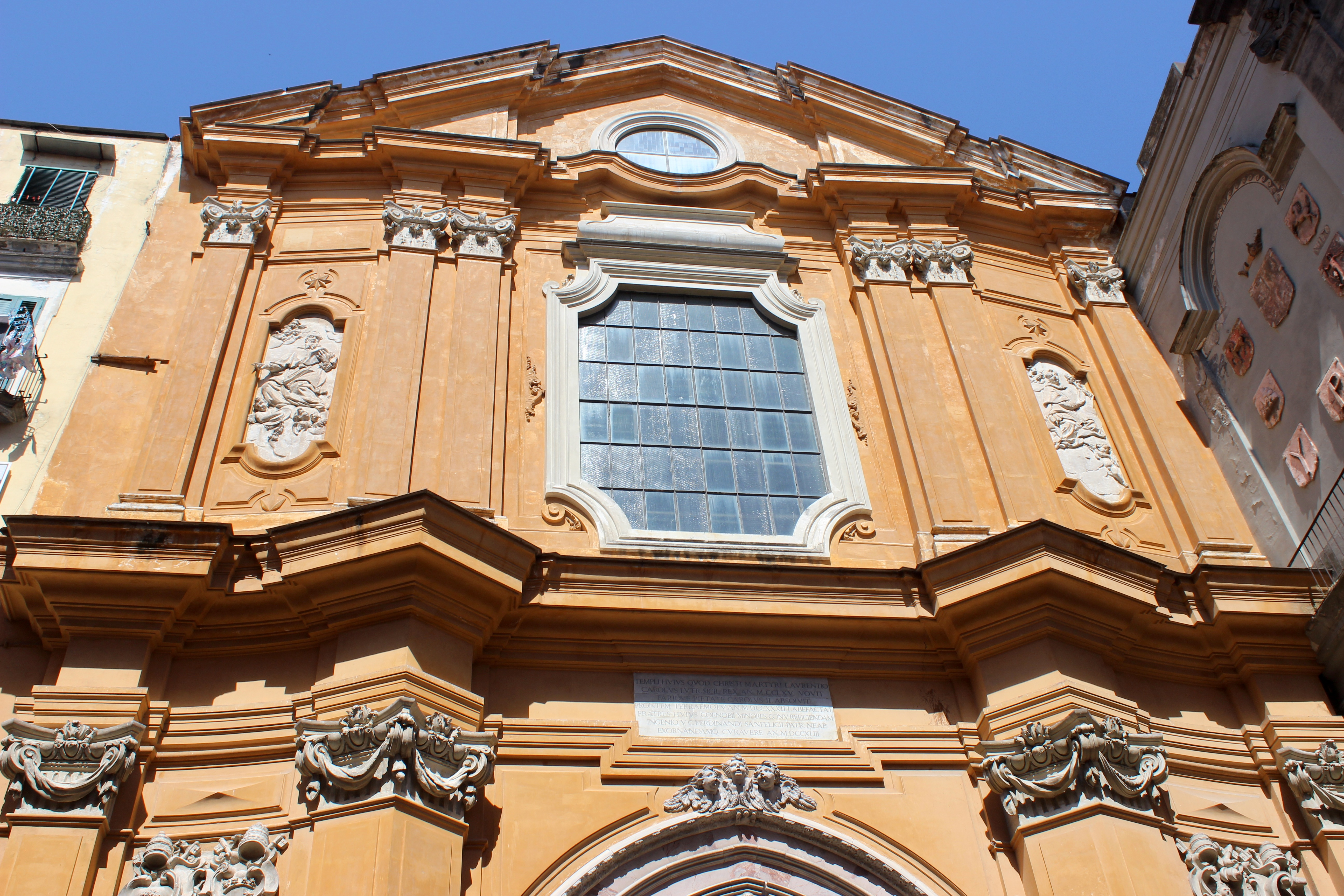
Facciata di San Lorenzo Maggiore

Le decorazioni ricorrenti sono i cromatismi in piperno e marmo che creano un sublime effetto di teatralità, dove si appoggia molto spesso anche un determinato simbolismo, come per la chiesa del Purgatorio ad Arco, la cui facciata fu edificata in due fasi: la prima risale alla metà del XVII secolo ad opera del Lazzari, mentre un secolo più tardi fu realizzato il secondo ordine, più austero. Il motivo che ricorre al primo ordine del prospetto è di carattere mortuario. Casi analoghi al Purgatorio ad Arco sono la chiesa di Santa Maria Vertecoeli, la cui facciata, in stucco progettata da Bartolomeo Granucci, è caratterizzata dalla presenza di questi simboli mortuari.
Dopo i terremoti del 1688 e del 1693, molte facciate vennero quasi completamente ridisegnate; esempio lampante è la chiesa di Santa Teresa a Chiaia, dove la facciata in marmo e piperno datata intorno alla metà del Seicento fu completamente rifatta nelle decorazioni come la si vede attualmente.
Nel XVIII secolo si assiste ad un graduale passaggio da forme piuttosto esuberanti ad uno stile più austero, caratterizzato da un regolare utilizzo degli ordini architettonici. Con l'avvento di motivi rococò, sulle facciate furono applicate decorazioni plastiche in stucco e, a differenza di quelle secentesche, finestre caratterizzate da forme più sinusoidali.

#### Il portale

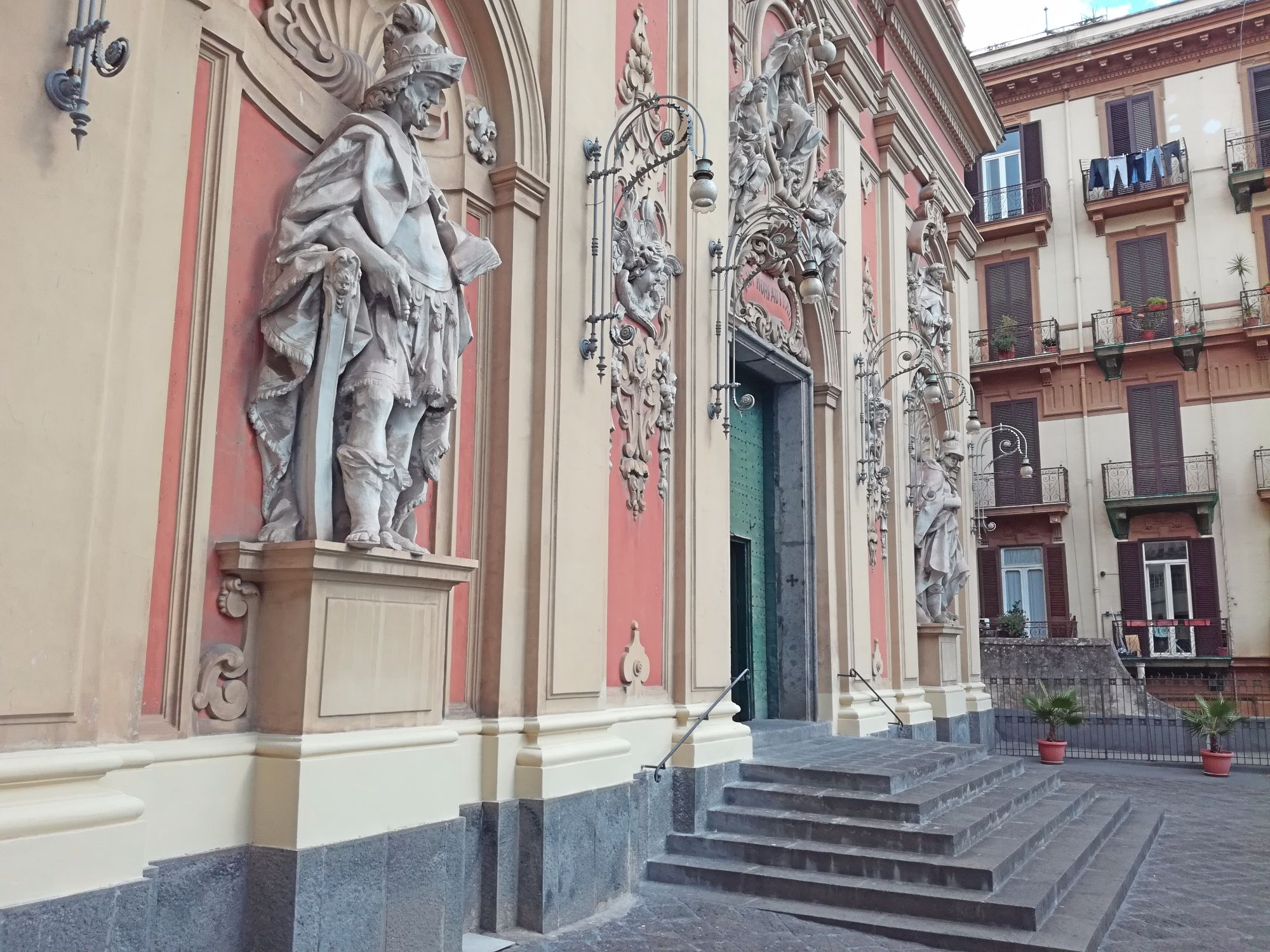
Portale della chiesa di Santa Teresa a Chiaia

Il portale, anche quando si sovrappone ad edifici già esistenti, risulta come una parte organica della chiesa e del convento poiché, dal punto di vista architettonico, così come nell'architettura civile, conferisce importanza e monumentalità alla facciata a causa della presenza di strade e vicoli di anguste dimensioni.
La maggior parte dei portali napoletani sono costituiti da piperno, talvolta stuccati, e da marmo negli edifici più rilevanti. Tuttavia, molti sono celati dietro le doppie facciate.
In particolare, il portale del XVII secolo è piuttosto semplice; è formato quasi sempre da una cornice in piperno con fasce e trabeazione che si conclude con o senza il timpano (a seconda dell'importanza dell'edificio e dello stile del portale stesso). La conclusione con il timpano prevede più modalità di chiusura: quella classica è il timpano triangolare o arcuato, ma non mancano timpani a sesti spezzati, ai lati, e portali contornati da un sistema di lesene che conferiscono maggiore monumentalità all'insieme.
Nei restauri tardo-secenteschi si presentò l'esigenza di decorare i portali e le strutture con stucchi che accentuarono la decorazione plastica del prospetto, come nella chiesa di Santa Teresa a Chiaia, cancellando al contempo i cromatismi di piperno.

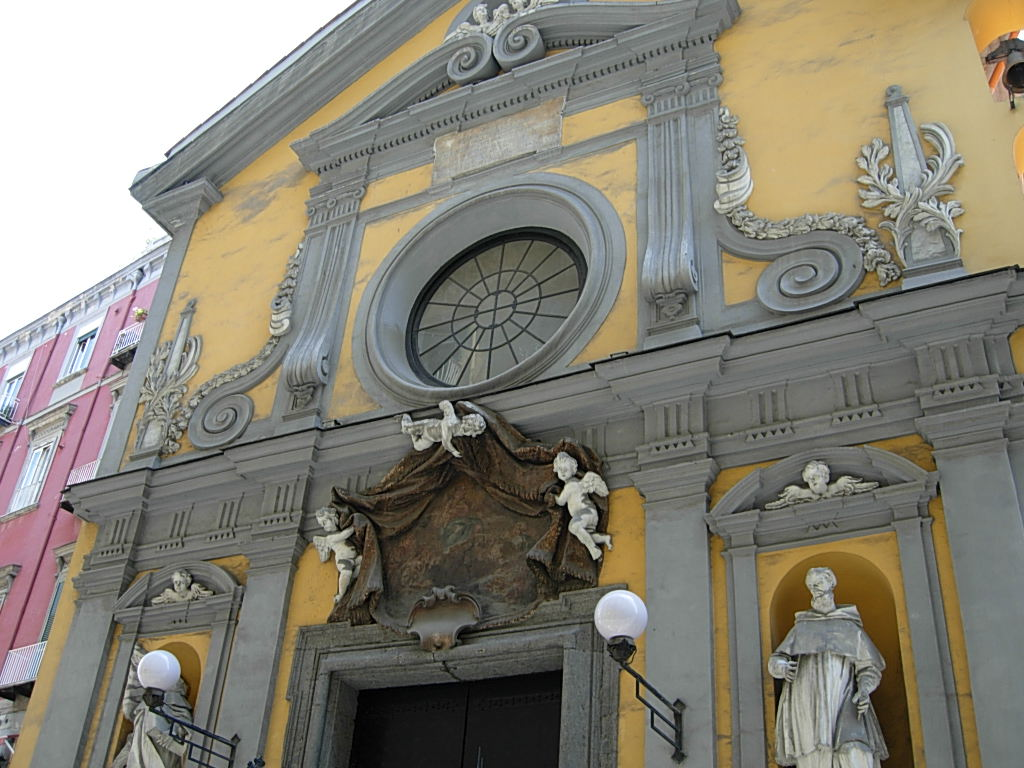
Chiesa di Santa Maria della Mercede e Sant'Alfonso Maria de' Liguori

Un caso particolare è il portale del Gesù Nuovo, che si configura come un'espansione del portale preesistente, riferibile al Quattrocento e appartenente all'originario palazzo progettato da Novello da San Lucano (il Palazzo Sanseverino); la composizione iniziale fu mantenuta fino 1685, anno in cui l'ordine gesuita apportò le attuali modifiche strutturali, aggiungendo la trabeazione e le colonne composite.
Nel Settecento il portale assunse disegni più frivoli per la presenza di riccioli, cimase ed altre decorazioni provenienti dalla fusione dell'architettura napoletana con i gusti rococò. Da questo punto di vista sono esemplari i portali delle chiese della Nunziatella e di San Nicola dei Caserti, i cui timpani, pressoché simili nella forma, presentano una composizione formata da linee sinuose che terminano in volute arricciate, con al centro una nicchia in piperno o decorazione marmorea.
Inoltre, le decorazioni delle facciate nel loro insieme determinarono la formazione di portali dai profili assai particolari e complessi, come quello della chiesa di Santa Maria della Concezione a Montecalvario, mentre altri si appoggiarono ad una semplice decorazione rococò.

#### La pianta

Pianta della demolita chiesa del Complesso di San Francesco di Paola

L'epoca barocca fu un periodo molto importante per gli sviluppi della pianta centrale in Italia e soprattutto a Napoli, dove gli interni divennero l'espressione più viva del Barocco partenopeo.
Questa sperimentazione si attesta tra la fine del XVI ed il principio del XVII secolo, e va ricercata nell'opera di Giuseppe Valeriano, autore della chiesa del Gesù Nuovo; qui la pianta è combinata, cioè scaturisce da una combinazione tra uno schema longitudinale ed una pianta centrale, con modulo di partenza ascrivibile ad una croce greca. Nei medesimi anni in città fu costruita anche la chiesa di Santa Maria della Sanità, direttamente derivata dai modelli centralizzati di San Pietro in Vaticano (XVI secolo).
Altro esempio è la Cappella del Tesoro di San Gennaro, del religioso Francesco Grimaldi, i cui cantieri furono diretti da Giovanni Cola di Franco e che rappresenta una personale interpretazione dell'invaso della basilica vaticana.
Padre Grimaldi realizzò anche un altro capolavoro riconducibile ad uno schema centralizzato: il Complesso di San Francesco di Paola, la cui chiesa fu articolata mediante una pianta a croce greca, con cappelle incastonate ai lati dell'edificio; per la copertura l'architetto trasse ancora ispirazione dal San Pietro bramantesco e michelangiolesco, ideando una cupola centrale affiancata da quattro calotte minori.
Il primo trentennio del XVII secolo venne a caratterizzarsi per un'intensa e costante sperimentazione nella conformazione degli ambienti sacri. Giuseppe Nuvolo fu tra i principali architetti dediti alla continua ricerca di soluzioni nuove ed originali. A lui si deve la basilica di Santa Maria della Sanità con annesso convento, di cui oggi rimane il chiostro ovale (deturpato dal Ponte della Sanità); nel progetto della chiesa, Fra' Nuvolo dovette tener conto, non senza difficoltà, delle strutture preesistenti, adottando un presbiterio rialzato per permettere l'ingresso alle catacombe della basilica paleocristiana.
Le cronache attribuiscono al Nuvolo anche una partecipazione alla costruzione della chiesa di San Sebastiano, caratterizzata da una pianta ovale di cui saranno dati cenni in seguito; l'edificio però fu demolito negli anni cinquanta del XX secolo perché ritenuto pericolate.
Altre piante combinate compaiono nella chiesa di Santa Maria Maggiore alla Pietrasanta realizzata a fine Seicento da Cosimo Fanzago (che pose particolare attenzione sulla spazialità creata dal gioco delle volte a calotta e cupole), nella chiesa di Sant'Ignazio al Mercato e nella chiesa del Complesso della Santissima Trinità delle Monache.
A Pietro De Marino si deve invece la pianta della chiesa di Santa Maria a Cappella Nuova, scomparsa nei primi anni del XIX secolo. Riguardo alla pianta ellittica e alla pianta ovale, le prime sperimentazioni a Napoli risalgono al progetto di Fra' Nuvolo per il suddetto chiostro della Sanità (impostato attorno ad un ovale policentrico) e alla chiesa di San Carlo all'Arena.
A Cosimo Fanzago si deve il progetto originario della citata chiesa di San Sebastiano; quest'ultimo però fu estromesso a causa degli stalli nel cantiere e delle difficoltà tecniche a cui la fabbrica andò incontro (gli ingegneri Domenico Stigliola e da Francesco Antonio Pepe lo accusarono di aver disegnato una chiesa irrealizzabile), e la direzione della fabbrica passò a Fra' Nuvolo. Il progetto originario del Fanzago presentava problemi legati alla copertura e alla cupola: la pianta era ovale e aveva la peculiarità di far risaltare il coro delle monache posto sull'atrio d'ingresso. Uno schema simile alla chiesa di San Sebastiano si riscontra peraltro nella chiesa dell'Assunta ad Ariccia progettata da Gian Lorenzo Bernini, ma l'edificio napoletano si rifà agli studi condotti nel XVI secolo da Baldassarre Peruzzi e a quelli proposti da Sebastiano Serlio. 

Pianta di Vaccaro per la Concezione a Montecalvario

Tuttavia, le lunghe vicende del cantiere portarono alla formazione di una cupola sostenuta da un tamburo, probabilmente non previsto inizialmente e che ebbe comunque fortuna nell'architettura napoletana del XVIII secolo. Al completamento di San Sebastiano si avvicendarono comunque altri architetti che terminarono i lavori intorno al 1670: oltre al Fanzago e Fra' Nuvolo, intervennero Pietro De Marino, Francesco Antonio Picchiatti e Dionisio Lazzari, che ispirerà successivamente la pianta ovale della chiesa di Santa Maria Egiziaca a Forcella. In ogni caso, dopo i terremoti che si susseguirono nel Seicento, la cupola di San Sebastiano fu gravemente danneggiata, tanto che fu alleggerita eliminando otto colonne e otto pilastri, mentre si procedette al rifacimento del cupolino; la perizia sullo stato della cupola fu redatta nel XVIII secolo da Francesco Solimena, Giovan Battista Nauclerio, Ferdinando Sanfelice, Nunzio Nauclerio e Gennaro Papa.
Tra la seconda metà del Seicento e il Settecento si svilupparono pure le piante ottagonali e quelle gigliate. Un primo esempio di schema a matrice ottagonale è la chiesa di Santa Maria Egiziaca a Pizzofalcone, ideata da Cosimo Fanzago poco prima del soggiorno romano e messa in pratica negli anni sessanta del Seicento. Si tratta di uno schema assai caro al Fanzago, che progettò numerose chiese rifacendosi proprio a piante ottagonali.
Le piante gigliate invece rappresentano l'evoluzione settecentesca degli schemi ottagonali. In questo caso, un esempio importante si osserva nella chiesa di Santa Maria della Concezione a Montecalvario di Domenico Antonio Vaccaro; qui le cappelle minori, poste sugli angoli, sono definite passanti, mentre i transetti fungono da cappelle maggiori. Riconducibile a questo modello è l'impianto della chiesa dei Santi Giovanni e Teresa, attribuibile secondo alcuni a Domenico Antonio Vaccaro, mentre per altri fu opera di Angelo Carasale.

#### La cupola

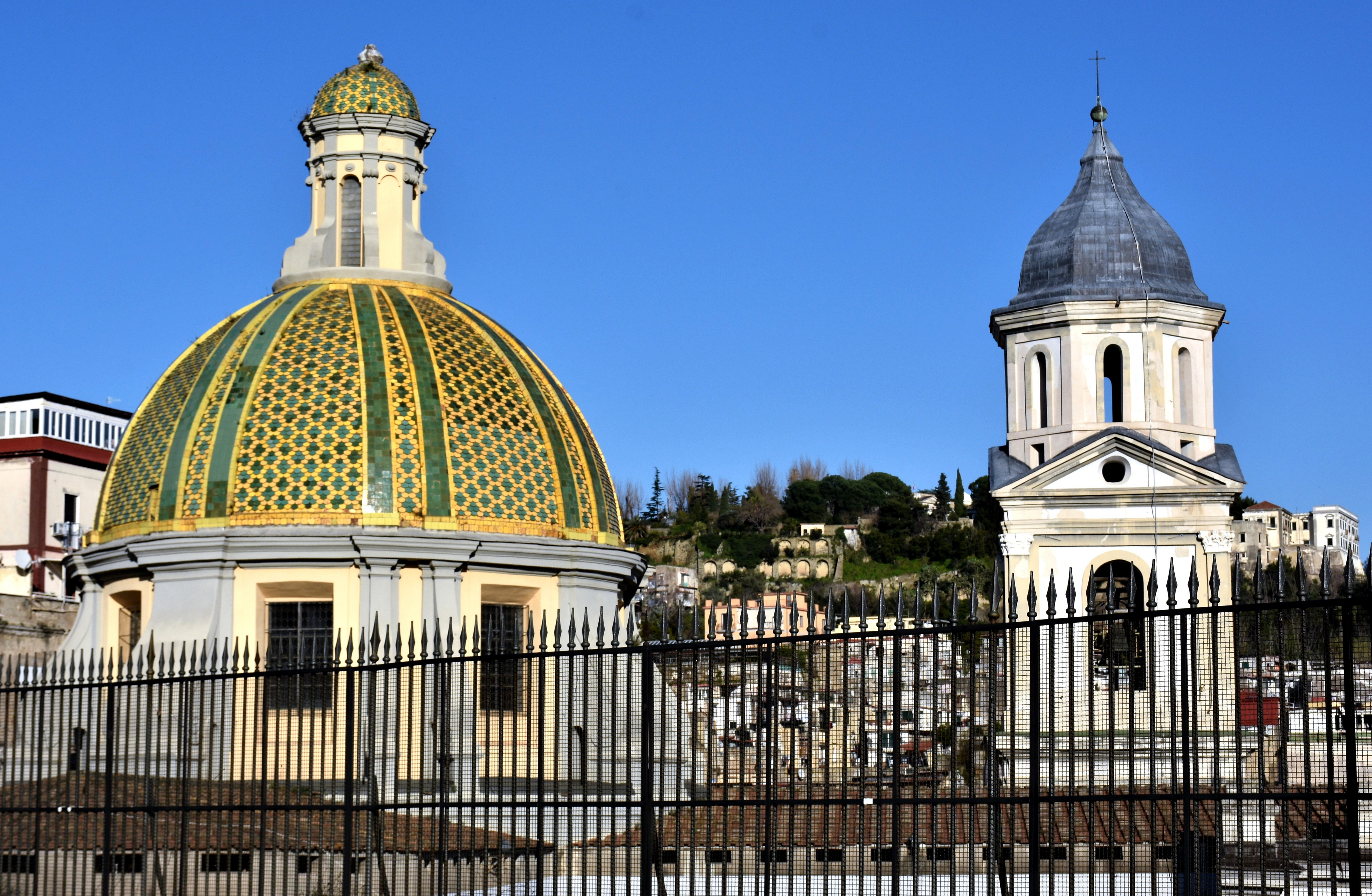
Cupola della Sanità

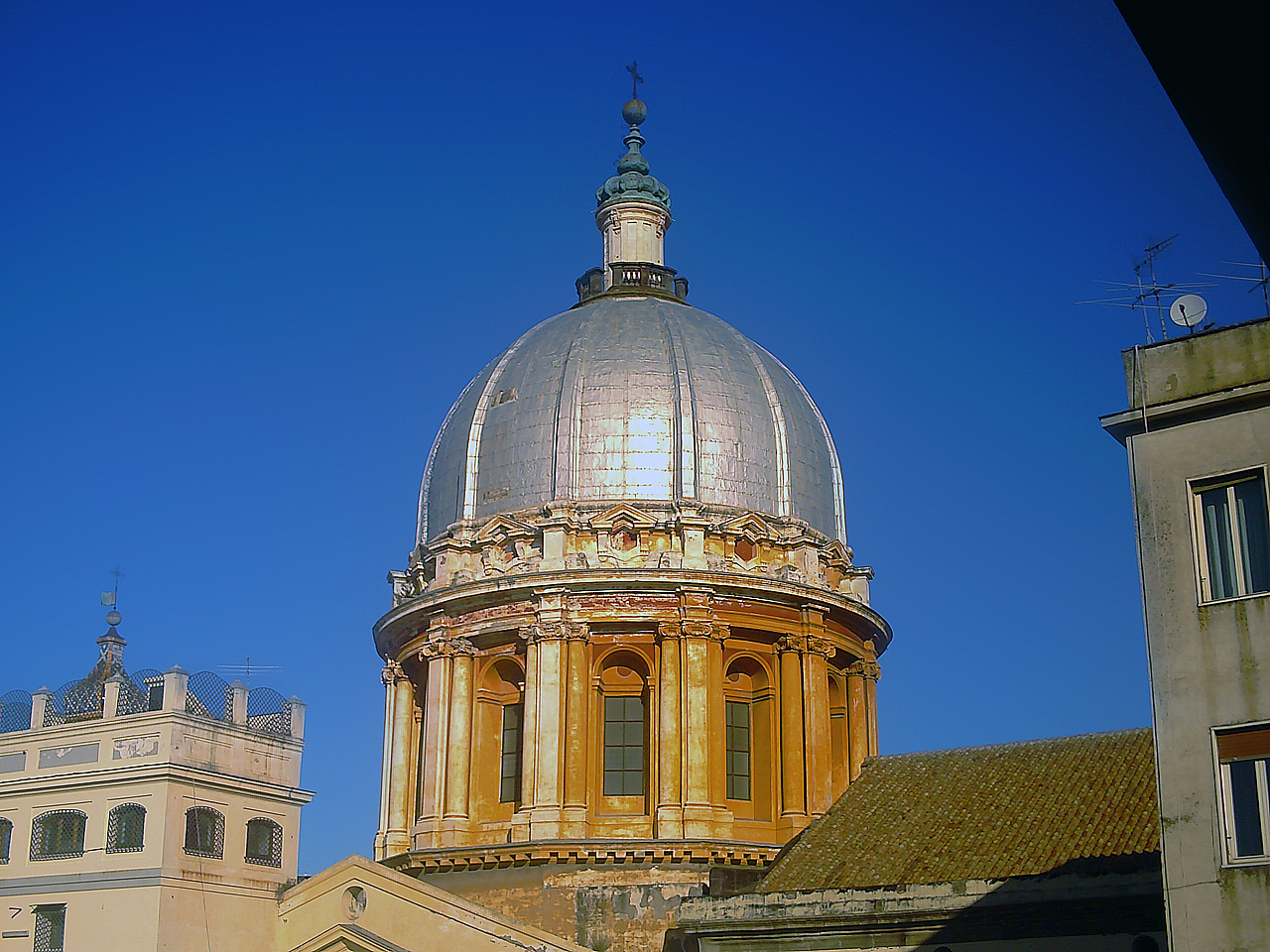
Basilica dello Spirito Santo

A Napoli, la cupola ha origini cinquecentesche, ma tra il XVII secolo e il XVIII secolo ne furono progettate in gran numero, di ogni forma e colore. La cupola napoletana subì l'evidente influenza delle cupole romane, anche se, occorre evidenziare come quelle presenti nella città partenopea siano piuttosto semplici nelle membrature e poco ritmate da tamburi poligonali e da lanternini bizzarri. Esse sono solitamente rivestite con conci di piombo, maioliche, asfalto bituminoso e pitture argentate.
Le prime cupole barocche partenopee furono erette tra la fine del Cinquecento e gli inizi del Seicento, grazie all'abilità degli architetti presenti in città; tra i primi progettisti si ricordano i gesuiti Giuseppe Valeriano e Pietro Provedi (entrambi lavorarono presso le fabbriche del Gesù Nuovo e del Gesù Vecchio), Giuseppe Nuvolo (che progettò le magnifiche cupole della Sanità e di Costantinopoli) e Francesco Grimaldi (che importò i modelli romani nella cupola della reale cappella del Tesoro di san Gennaro, dove s'intrecciano i materiali locali adattati al progetto di stampo romano).
Altri esempi, riconducibili al primo Seicento, si devono a Bartolomeo Picchiatti, autore della cupola di San Giorgio dei Genovesi; altro architetto da menzionare è Giovan Giacomo Di Conforto che realizzò la magnifica cupola della chiesa dei Santi Apostoli.
Le cupole più importanti risalgono intorno alla metà del Seicento, in un tempo indicativamente compreso tra il 1630 e il 1660. In questo periodo, la personalità di spicco è Cosimo Fanzago, artista indiscusso del Seicento napoletano. Egli realizzò alcune delle più belle cupole, come ad esempio quelle della chiesa di San Ferdinando, della chiesa di Santa Maria in Portico, della Pietrasanta ed altre.

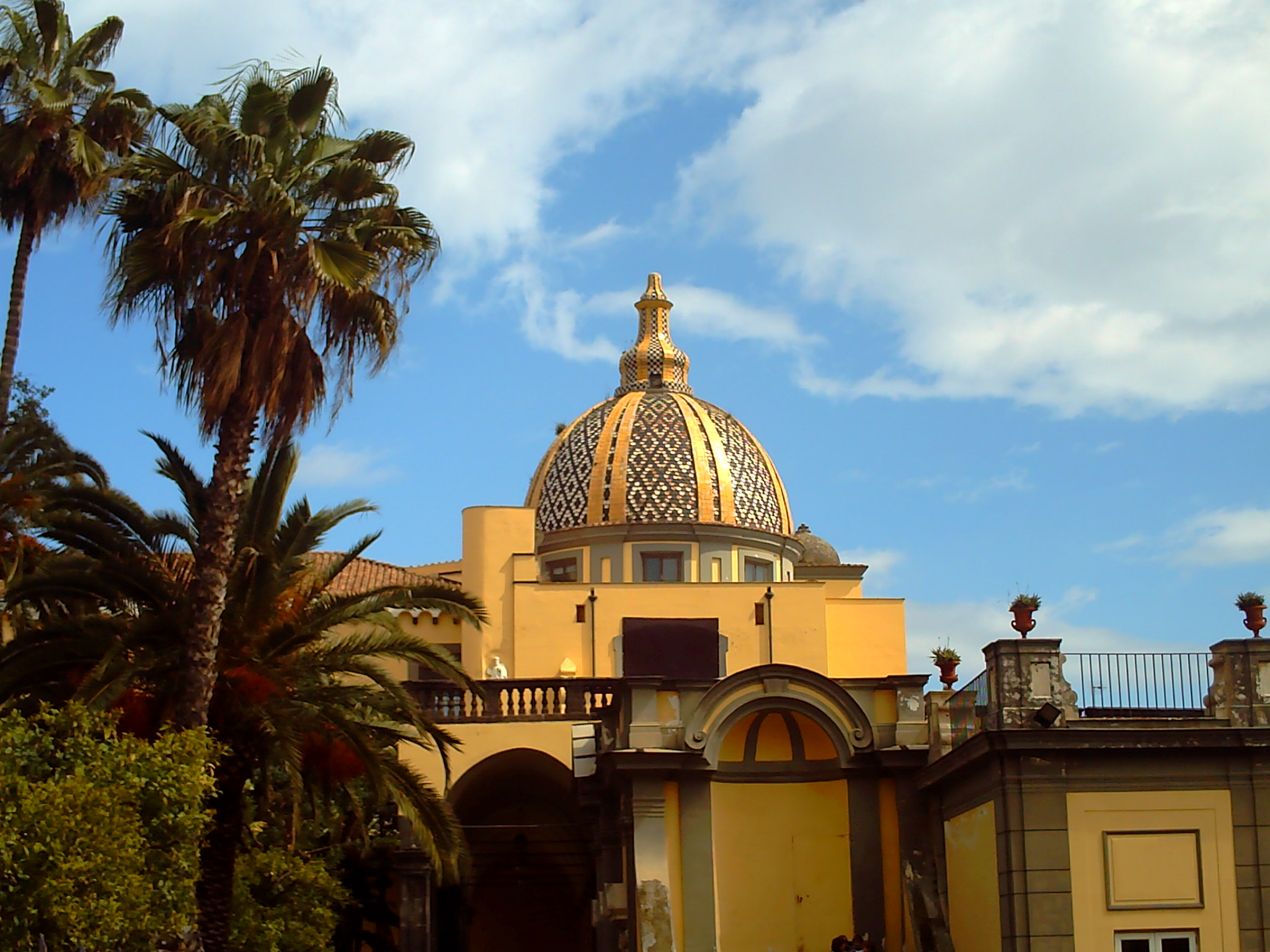
Cupola di San Marcellino e Festo, Pietro d'Apuzzo

Gli altri protagonisti delle cupole barocche furono Pietro De Marino, Pietro d'Apuzzo, Francesco Antonio Picchiatti e Dionisio Lazzari, quest'ultimo capace di ideare l'architettura della "mezza cupola" tra la navata centrale ed il transetto in occasione dei lavori di restauro della Basilica di San Giovanni Maggiore.
Nella seconda metà del secolo altri architetti ed ingegneri presero parte ai progetti di cupole mastodontiche e tra questi sono di spicco Arcangelo Guglielmelli e Giovan Battista Nauclerio; al primo è attribuibile la cupola del Rosariello alle Pigne, con struttura piena in tufo e non in battuto di lapillo, così da rendere più leggera la struttura.
Nel Settecento le cupole assunsero una forma più libera, anche se, dapprima, fecero la loro comparsa opere di stampo ancora secentesco progettate dal Nauclerio e Guglielmelli. Negli anni venti del XVIII secolo, invece, fu attivo Domenico Antonio Vaccaro, autore di numerosi edifici sacri, che realizzò uno dei suoi maggiori capolavori, ovvero, la chiesa di Santa Maria della Concezione a Montecalvario, dotata di una cupola a pianta ellittica, retta da pilastri angolari traforati.

## Arredo urbano: piazze, guglie e fontane

### Piazze

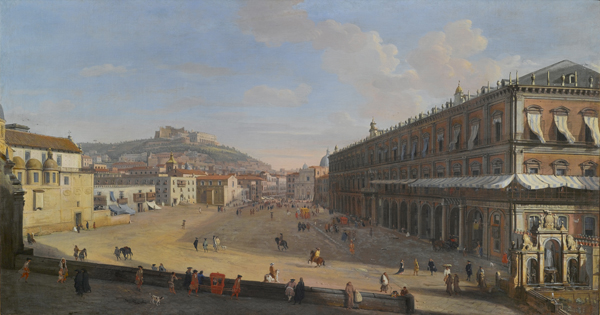
Largo di Palazzo, poi piazza del Plebiscito

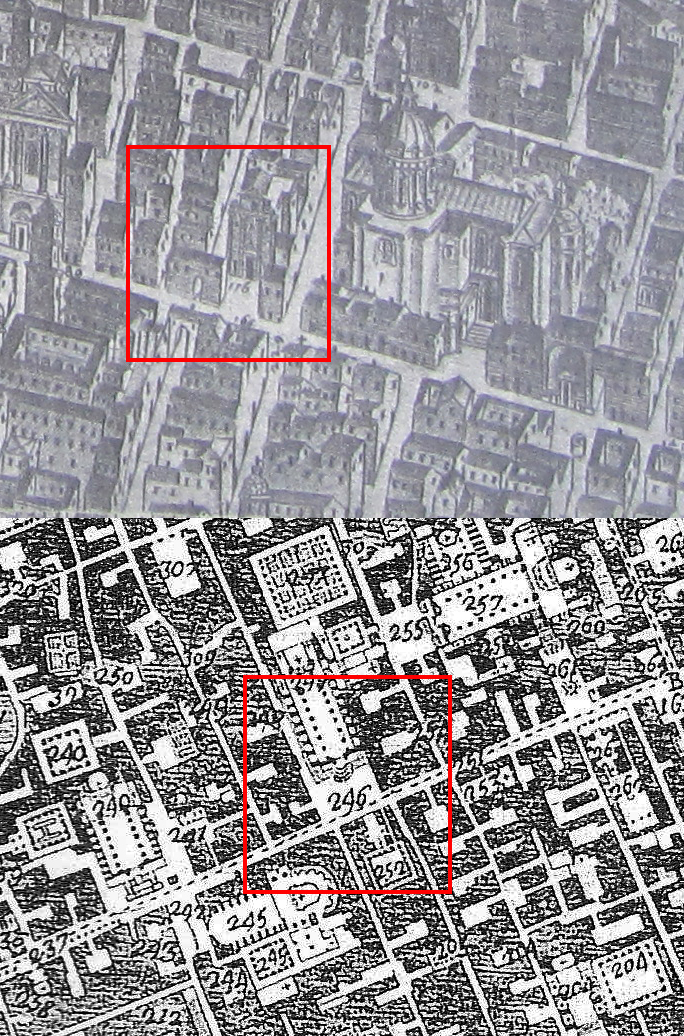
Piazza dei Girolamini nelle carte storiche con le dovute trasformazioni volute dall'Ordine

Napoli è nota per essere stata una delle grandi città europee con piccolo numero di piazze progettate come intervento di riassetto urbano. Nella maggioranza dei casi questi spazi pubblici erano costituiti da spazi di risulta delle fabbriche residenziali e religiose. I primi interventi pianificati di spazi urbani furono già pensati con le espansioni di Don Pedro de Toledo, ma ebbero una limitata diffusione a causa di continui litigi tra privati e, in alcuni casi, anche con ordini religiosi sull'appartenenza degli spazi antistanti ai loro edifici, visto che la regolamentazione urbana era spesso affidata ai privati. Un caso su tutti fu quello di largo di Palazzo, oggi piazza del Plebiscito, dove le vicende edilizie determinarono una visione generale dello spazio urbano in modo caotico e solo a partire dal XVII secolo fu lentamente regolarizzato nella sua forma dalla edificazione del Palazzo Reale ad est dello slargo; ad ovest lo spazio era caratterizzato dalla preesistenza di due monasteri, San Luigi di Palazzo e il Santo Spirito, oggi demoliti per far spazio alla piazza neoclassica. La necessità di regolarizzare il largo di Palazzo emergeva ogni volta che doveva essere "apparato" per le feste pubbliche che prevedevano una recinzione, molto spesso rettangolare, di spalti su due livelli in modo da estromettere alla vista il disordine architettonico che si manifestava alle spalle. Le vicende delle feste di largo di Palazzo sono state immortalate nelle varie vedute della piazza tra Seicento e Settecento.
Alcuni spazi urbani nacquero per esigenze di carattere militare, come il largo di Castello, oggi inglobato nell'unitaria piazza Municipio e il largo del Mercatello, poi Foro Carolino e oggi piazza Dante. Si tratta di due piazze sorte come spazi di risulta delle fasce di rispetto delle bastionature delle fortificazioni vicereali. Non a caso l'accesso verso la città da largo del Mercatello era garantito, da un lato, da Port'Alba, realizzata nel 1625 per agevolare i passaggi in città, e dalla cinquecentesca Porta Reale verso via Toledo, oggi demolita.
Importante in questo periodo di trasformazioni urbane sono le piazze delle isole conventuali realizzate con interventi di acquisizione di terreni e fabbricati nelle aree pertinenziali all'insula conventuale stessa. Il caso emblematico è l'attuale piazza dei Girolamini in via Tribunali. La piazza, già progettata alla fine del XVI secolo insieme al convento, fu completata solo un secolo e mezzo dopo con il completamento della facciata della chiesa dei Girolamini. Lo scopo della piazza fu quello di avere uno spazio sufficientemente grande per le processioni e le feste che svolgevano gli Oratoriani. Una simile sorte capitò allo slargo davanti alla chiesa di San Giorgio Maggiore; la chiesa paleocristiana venne distrutta da un incendio nel 1640 e ricostruita, conservando alcune porzioni del vecchio edificio, su progetto di Cosimo Fanzago. Nel progetto fanzaghiano era prevista una piazza antistante la chiesa, terminata con lentezza nel XVIII secolo rispettando i progetti originari; essa venne realizzata con le acquisizioni di proprietà davanti all'edificio che venivano progressivamente demolite, compresi i resti del portico medioevale della chiesa.
Nei nuovi quartieri di espansione invece la libertà espressiva si manifestava in modo più incisivo ed omogeneo. Nelle nuove espansioni venne ripreso come modello compositivo la doppia facciata che si attua come filtro tra il fuori e il dentro. Non mancano creazioni geniali come la piazza rialzata di Santa Teresa a Chiaia, opera del Fanzago.

### Guglie

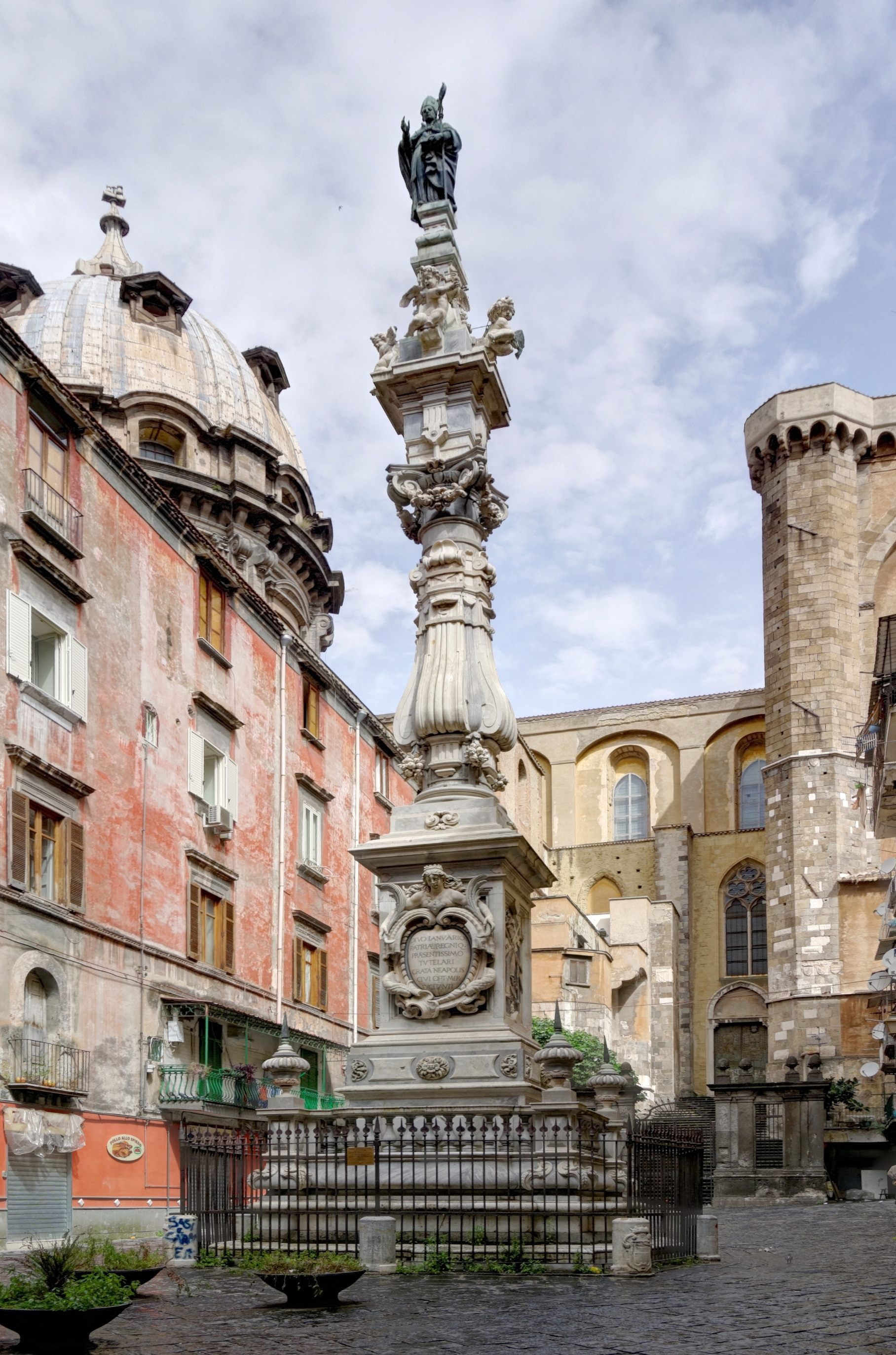
Guglia di San Gennaro

Il tema della guglia è uno dei più interessanti nella storia dell'architettura napoletana. La guglia napoletana si muove in parallelo con quella pratica iniziata nel secolo precedente a Roma durante il papato di Sisto V di assegnare alle chiese più importanti un elemento riconoscibile per i pellegrini, l'obelisco. Nella Città Eterna l'incarico di occuparsi del trasferimento dei vari obelischi egizi che ornavano le antichità romane fu affidato a Domenico Fontana. A Napoli le guglie derivano anche dagli allestimenti realizzati durante le feste pubbliche d'origine medievale, quando si usava costruire torri lignee portate a spalla e fortemente decorate con cartapesta (cosa che avviene tuttora con la Festa dei Gigli di Nola); non secondario appare il riferimento alle tematiche legate all'Albero della cuccagna. La valenza simbolica della guglia era quello di esorcizzare i pericoli dei cataclismi che si abbattevano periodicamente sulla popolazione (ad esempio l'Eruzione del Vesuvio del 1631 o le varie epidemie di pestilenza). In città vennero edificate le guglie di San Gennaro, San Domenico, San Gaetano e dell'Immacolata.
La Guglia di San Gennaro fu la prima ad essere innalzata, trasformandosi successivamente in modello ispiratore delle altre guglie cittadine. Fu commissionata al Fanzago dai Deputati del Tesoro di San Gennaro nel 1636-1637 e conclusa nel 1645. L'intenzione di edificare una guglia in onore a san Gennaro nacque dopo la famosa eruzione del 1631 quando il Santo apparve alla popolazione napoletana in processione e con il gesto delle tre dita fermò la lava prima che arrivasse alle porte della capitale del Regno. Negli stessi anni si stava lavorando alla Cappella del Tesoro quando, durante gli scavi delle opere di demolizione delle vecchie strutture, comparve un fusto di una colonna in marmo cipollino che venne donato alla città dall'arcivescovo Filomarino. Alla realizzazione, oltre al Fanzago, parteciparono anche Giuliano Finelli e vari scalpellini; al Fanzago fu affidata la responsabilità dell'intero iter progettuale, mentre al Finelli il compito di realizzare la statua in bronzo del Santo. Le vicende furono piuttosto articolate nella fase di ultimazione, che vide modifiche all'intera composizione dovute a ritardi e a motivi politici. Fanzago fuggì da Napoli dopo la Rivolta di Masaniello per rifugiarsi a Roma per almeno un biennio. La guglia poté essere terminata come da accordo solo nel 1660. Il modello di questa architettura effimera fu ripreso anche in altri territori del regno di Napoli ed in particolare in Puglia, con l'opera di diffusione del modello da parte di Giuseppe Cino: tra Seicento e Settecento furono edificate la Colonna di Sant'Oronzo a Lecce, la colonna di Sant'Andrea di Presicce, la guglia di San Vito a Lequile e le guglie di Vernole ed Ostuni.

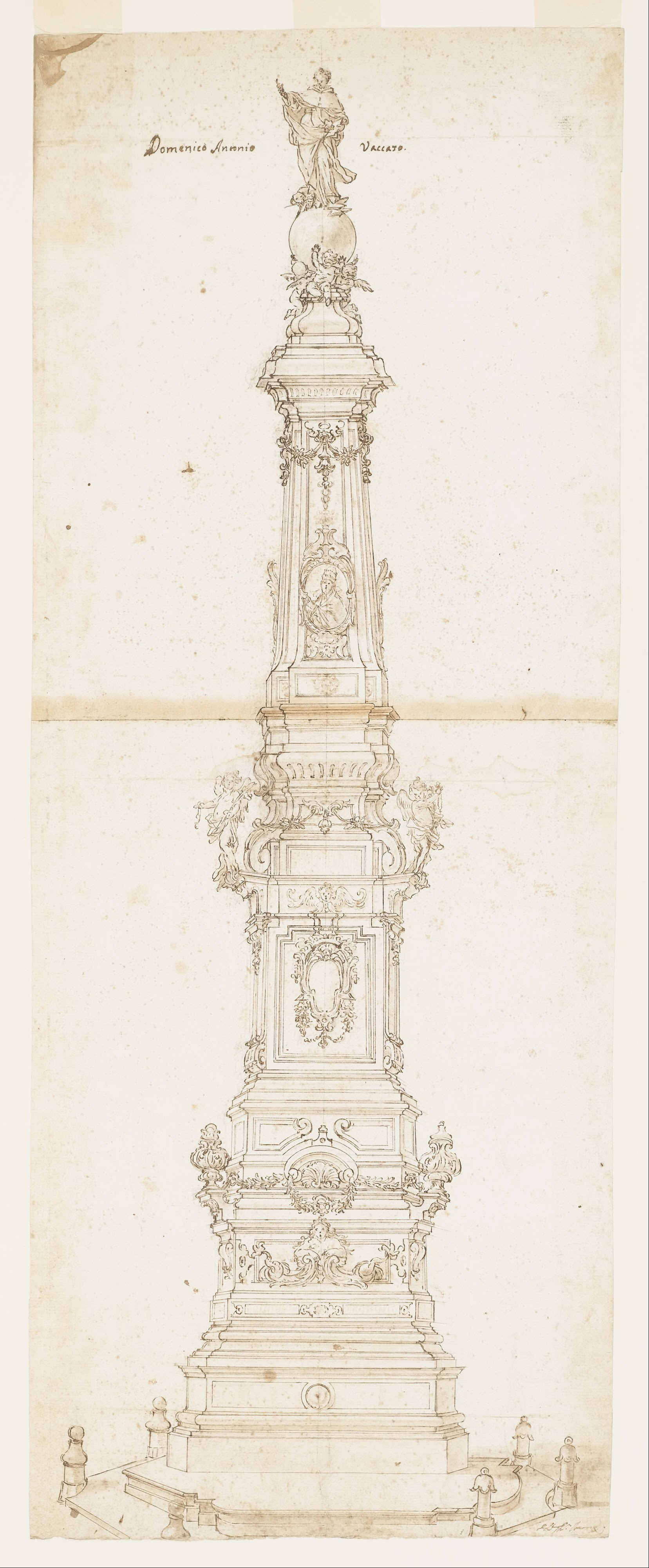
Disegno per la Guglia di San Domenico Maggiore

La Guglia di San Gaetano fu la seconda ad essere innalzata in città. I padri teatini furono la prima committenza privata a volere questo tipo di architettura dal carattere effimero che ricordasse il fondatore dell'ordine San Gaetano da Thiene, beatificato nel 1629. La volontà di realizzare la guglia era dovuta anche alla riorganizzazione urbanistica voluta dal viceré Iñigo Vélez de Guevara della piazza a metà del XVII secolo. La fama del culto di san Gaetano crebbe in occasione della peste del 1656 - analogamente come avvenne per san Gennaro con l'eruzione del 1631 - e per l'occasione fu incaricato Fanzago, in collaborazione con lo scultore Andrea Falcone, di innalzare una guglia che potesse eguagliare quella commissionata dalla Deputazione di San Gennaro. Nei progetti originari di Fanzago la guglia aveva le stesse caratteristiche di quella di San Gennaro: una colonna su un alto piedistallo che avrebbe dovuto sostenere la statua del santo. Le vicende costruttive furono molto intricate dividendosi in due grandi fasi: dal 1657 al 1670 e dal 1694 al 1725. Dalle descrizioni e dalle incisioni della zona si evince che la guglia dovesse essere già completa prima della canonizzazione del beato Gaetano; fu comunque danneggiata dal sisma del 1688 e nel 1694, quindi fu ricostruita in maniera differente dalla precedente a seguito di un parere negativo sulla statica della struttura da parte di periti consultati per l'occasione. Attualmente si presenta con un piedistallo sormontato da una base di colonna che sostiene la statua del santo in bronzo datata 1725: ai piedi della statua ci sono dei puttini riconducibili a Cosimo Fanzago e Andrea Falcone.
La Guglia di San Domenico, voluta dai Domenicani, venne commissionata nel 1656 appena cessata l'epidemia di pestilenza che decimò la popolazione della città. Il progetto fu affidato al più noto architetto del tempo nel Regno, Cosimo Fanzago. L'intervento di Fanzago è limitato solo alla parte basamentale della guglia, ed è datato tra il 1656 e il 1658. I rapporti di Fanzago con la committenza furono alquanto bruschi, tanto che nel 1658 fu sostituito da Francesco Antonio Picchiatti. L'intervento di Picchiatti fu condizionato dalle preesistenze fanzaghiane e quindi quasi costretto a seguire la linea originaria del progetto fino alla terminazione dell'obelisco. L'ultima fase della guglia risale al 1737 con il progetto di completamento e di unificazione delle parti ad opera di Domenico Antonio Vaccaro, che provvide anche alla scultura del Santo. L'opera è caratterizzata dalla sovrapposizione di basi che sostengono l'obelisco vero e proprio, il quale culmina con la statua bronzea di San Domenico. La composizione rappresenta il primo esempio riuscito di cristallizzazione delle macchine da festa secentesche, ma anche il primo tentativo di concepire l'obelisco come monumento ex-novo rispetto alle esperienze romane di Sisto V.
La Guglia dell'Immacolata è l'ultima di queste creazioni ad essere innalzata. La guglia, questa volta voluta dai Gesuiti con il sostegno di re Carlo III a seguito della pestilenza del 1743 e della vittoria dei Borbone nella Battaglia di Velletri nel 1744. Essa fu il risultato di un concorso bandito dal gesuita Francesco Pepe, che vide la partecipazione di importanti architetti e scultori attivi nel panorama architettonico ed artistico della prima metà del secolo; tra questi ci fu Giuseppe Astarita. Il progetto vincitore risultò quello di Giuseppe Genuino, coadiuvato nelle sculture da Matteo Bottiglieri e Francesco Pagano. Le vicende della Guglia dell'Immacolata a piazza del Gesù si intrecciano con quelle della piccola guglia dell'Immacolata di Materdei, realizzata negli stessi anni per la chiesa della Concezione a Materdei su un probabile disegno dell'Astarita. La guglia di Materdei doveva, viste le sue modeste dimensioni, fungere da modello del progetto di concorso della guglia di piazza del Gesù visto che in origine era posizionata nel chiostro del monastero di Materdei e quindi non destinata ad una esposizione pubblica. Essa aveva lo scopo di poter controllare gli elementi figurativi della guglia del Gesù.

### Fontane

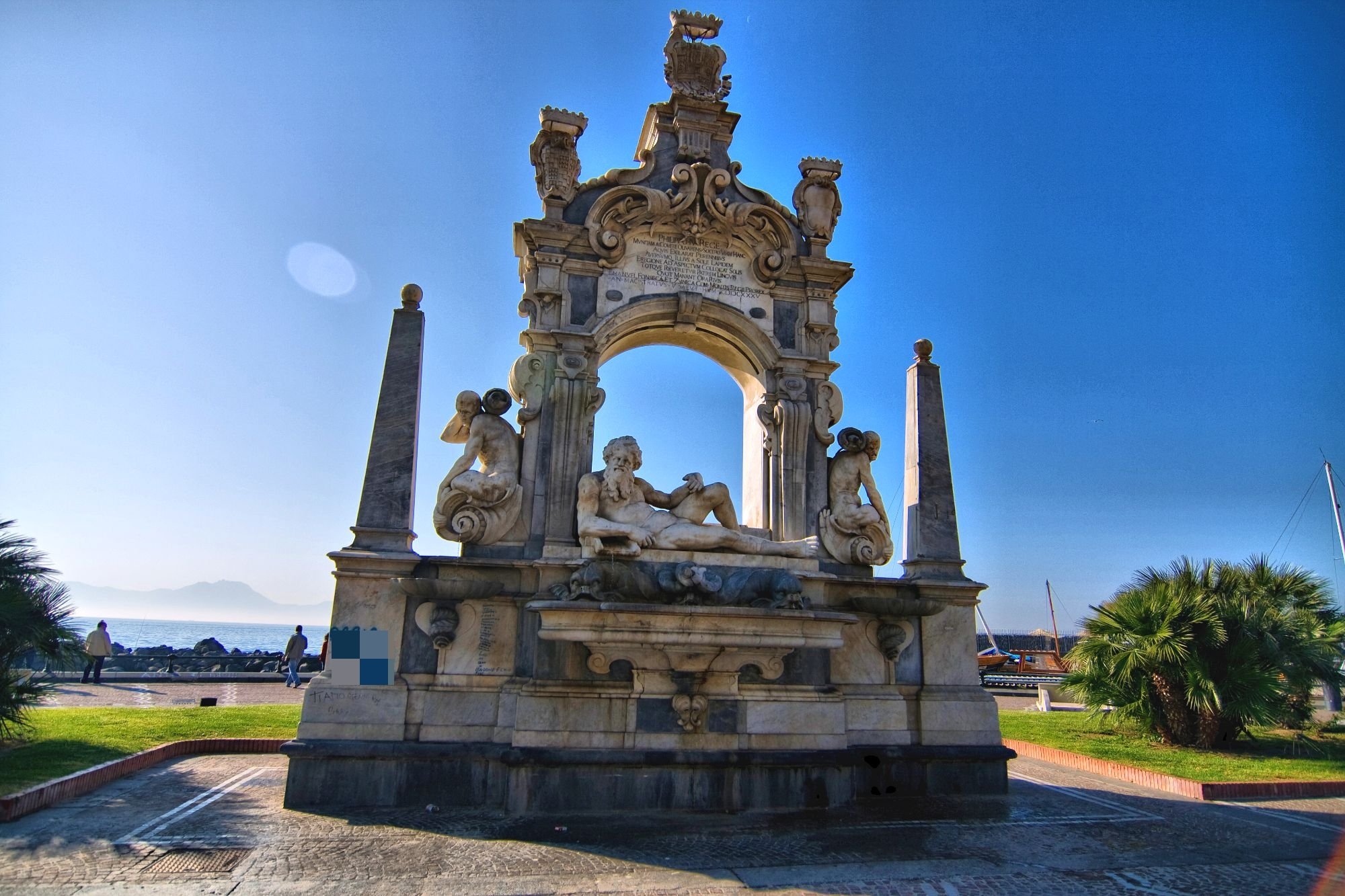
Fontana del Sebeto

Uno dei primi a descrivere le acque di Napoli in epoca barocca fu Carlo Celano nelle sue Notitie del bello, dell'antico e del curioso della città di Napoli per i signori forastieri date dal canonico Carlo Celano napoletano, divise in dieci giornate.
Dalle parole di Celano si comprende come Napoli fosse ricca di formali e di fonti naturali di acqua che avevano terminazione con fontane pubbliche monumentali. Le fontane erano servite dalla rete sotterranea degli acquedotti realizzati e ripristinati in più fasi storiche a causa dell'espansione demografica della città; nel 1627 fu approvato il progetto di un terzo acquedotto che riforniva la città affiancandosi a quello della Bolla e quello Augusteo. L'acquedotto del Carmignano fu inaugurato nel 1629 e realizzato in gran parte a spese del suo committente, Cesare Carmignano; esso aveva origine dal torrente Faenza ad Airola. Attraverso l'apertura di questo nuovo acquedotto vennero realizzate nuove fontane pubbliche a beneficio della popolazione.
Le fontane monumentali secentesche traevano ispirazione, analogamente a quanto avveniva con le guglie, dal tema dell'effimero ed in particolare il modello privilegiato fu quello dell'arco di trionfo, anche se non mancano composizioni a carattere piramidale. Come ricorda la Cantone la prima fontana monumentale fu quella del conservatorio dello Spirito Santo, realizzata da Cosimo Fanzago nel 1618 ricordando l'impianto della successiva fontana del Sebeto.

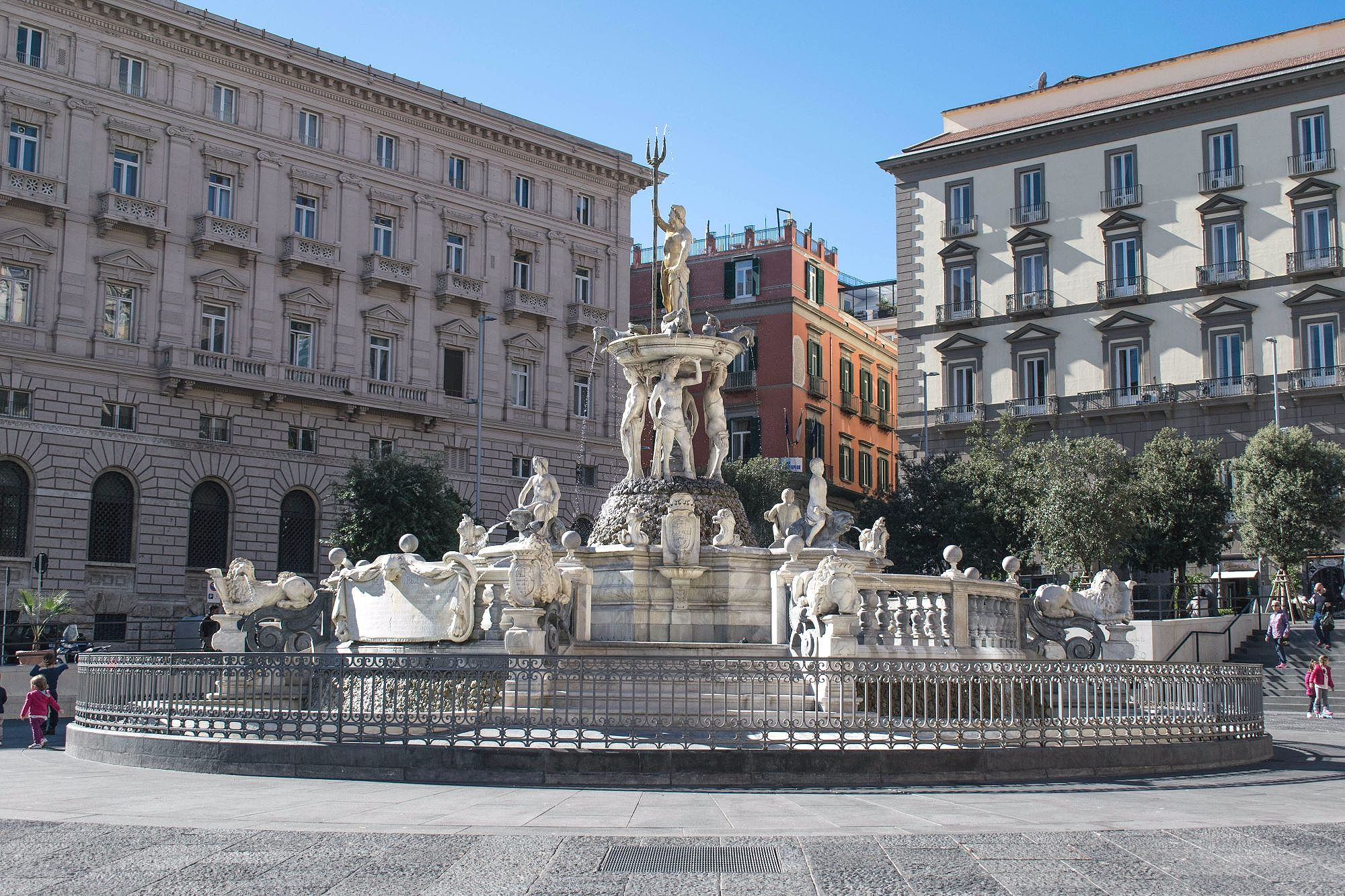
La fontana del Nettuno

Più complessa è invece la vicenda sulla fontana del Nettuno, detta anche Fontana di Medina ed era ubicata inizialmente nella zona dell'arsenale ma per rischi legati all'attività militare fu spostata in Largo di Palazzo prima e successivamente in Largo Corregge, tra le due fasi si colloca anche una breve sosta al Chiatamone. La fontana è stata frutto di continui ammodernamenti nel corso di mezzo secolo. L'opera voluta dal viceré Enrique de Guzmán sul finire del XVI secolo e realizzata tra il 1600 e il 1601 da Michelangelo Naccherino, Angelo Landi e Pietro Bernini, con la supervisione di Domenico Fontana. Il primo nucleo era costituito dalla vasca con quattro mostri marini e il Nettuno. Un primo ammodernamento si ebbe a partire dal luglio del 1634, documentata da una cedola di pagamento di alcuni marmi. In questo periodo la fontana fu collocata al Chiatamone, il luogo fu dichiarato poco salubre per la fontana perché il pompaggio dell'acqua era carente e poi era sottoposta alle cannonate del Castel dell'Ovo. Su volontà del viceré Ramiro Felipe Núñez de Guzmán, duca di Medina de las Torres, fu spostata in Largo Corregge. In questa fase fu chiamato, a riprogettare completamente le vasche inferiori, Cosimo Fanzago, coadiuvato dai figli Ascenzio Fanzago e Carlo Fanzago. L'ammodernamento fanzaghiano curò in particolare l'effetto scenografico della nuova composizione rendendo la fontana un esempio paradigmatico in città ed altrove di composizione piramidale affine alle macchine da festa ideate in quel periodo, la fontana diviene quindi una macchina da festa permanente. Vennero aggiunti dal Fanzago le gradinate di raccordo al vecchio bacino, nuovi bacini, leoni con le insegne cittadine e vicereali e balaustre, il tutto poggiante su un basamento che enfatizza il verticalismo della composizione. Nel 1649, a seguito dei tumulti di Masaniello, la fontana uscì danneggiata in più punti, fu necessario allora un nuovo intervento di restauro da parte di due scultori marmorari, Francesco Castellano e Andrea Iodice. Ulteriori lavori di manutenzione furono eseguiti nel 1709 e nel 1753.

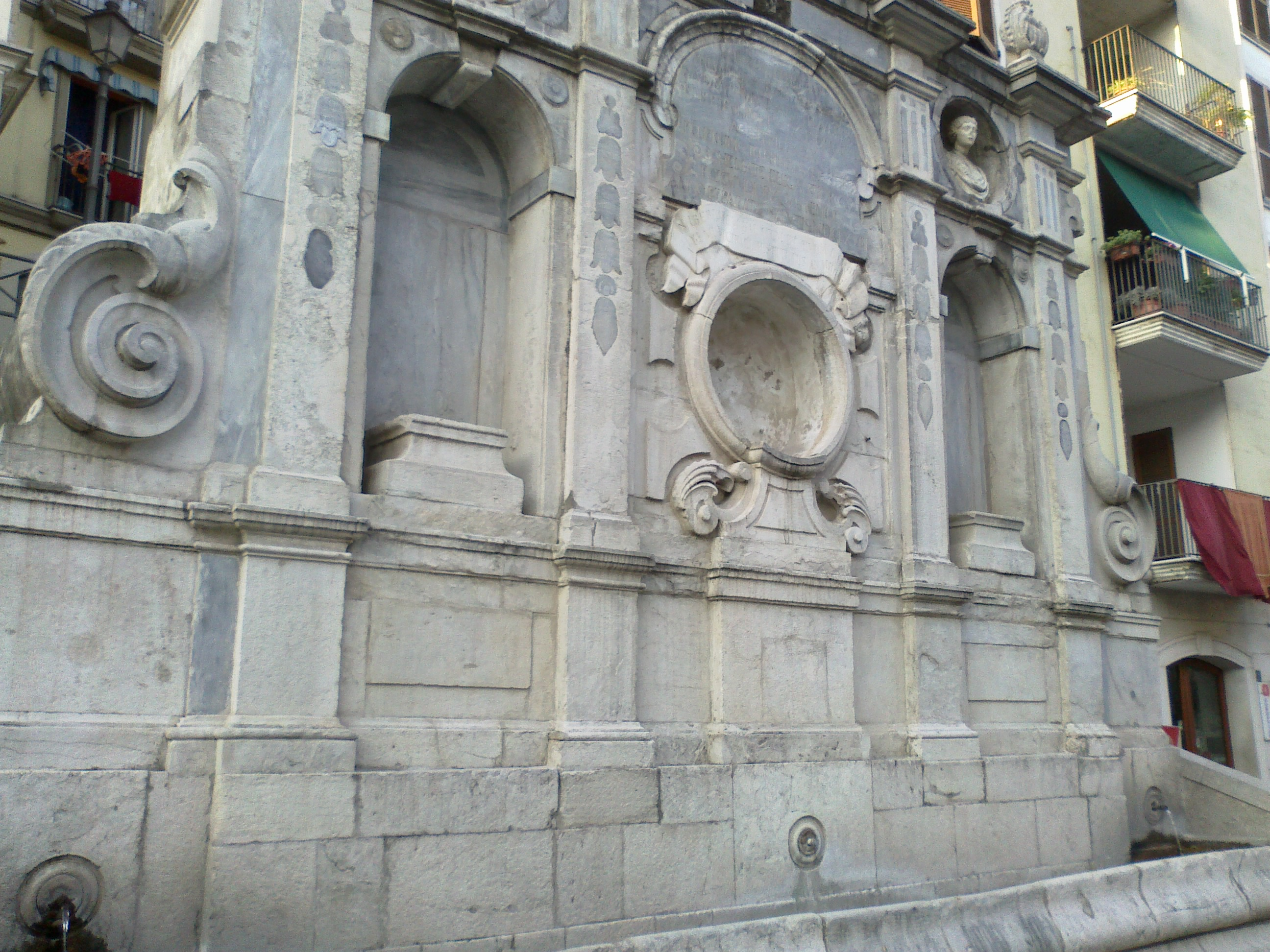
Fontana di Bellerofonte, Avellino. Le sculture che un tempo la ornavano andarono disperse dopo il rovinoso terremoto del 1980.

Sempre ad opera del Fanzago è la Fontana del Sebeto, realizzata tra il 1635 e il 1637 e originariamente ubicata presso la strada del Gigante. In questo caso l'architetto e scultore bergamasco si occupò fondamentalmente della progettazione complessiva dell'opera, assegnando l'esecuzione materiale a Salomone Rapi e figli. È caratterizzata da una composizione comune in città, quella ad arco trionfale, che vede come precursori la Fontana di Santa Lucia, la Fontana del Gigante e la suddetta fontana dello Spirito Santo. Nel caso del Sebeto la complessità compositiva viene raggiunta dalla compenetrazione di un linguaggio desunto dai monumenti funebri.
La fontana della Sellaria fu realizzata per l'omonimo largo nel 1649 su commissione del viceré Iñigo Vélez de Guevara. La fontana edificata sul sito delle precedenti case di un capocarceriere della Vicaria eletto dal popolo durante Repubblica Napoletana (1647). La realizzazione fu eseguita tra il 1649 e il 1653 su progetto di Onofrio Antonio Gisolfi, ingegnere maggiore del regno con la collaborazione del marmoraro Onofrio Calvano e di altre maestranze. All'esecuzione materiale dell'opera furono reimpiegati i marmi dell'epitaffio di Piazza Mercato, voluti da Masaniello. La composizione è quella usuale ad Arco di Trionfo con forti accenti fanzaghiani nelle sculture, tanto che per lungo tempo si è creduto che la paternità dell'opera fosse di questi. La fontana, come le altre, non ebbe vita felice, infatti durante il Risanamento fu spostata dal suo originario sito per essere ricollocata in piazzetta del Grande Archivio, durante il trasporto si persero alcune vasche minori che hanno alterato la lettura della composizione.
Al di fuori della capitale, va segnalata la Fontana di Bellerofonte di Avellino, voluta dal Principe Francesco Marino I Caracciolo come restauro e abbellimento del precedente abbeveratoio nel 1669. Per l'occasione fu chiamato l'architetto di casa Caracciolo, Cosimo Fanzago, che provvide ad un rifacimento della fontana attraverso una composizione ad arco trionfale con accenno di tre fornici attraverso il gioco dei diversi marmi. Nello specchio centrale si apre la nicchia circolare che ospita la statua di Bellerofonte intento ad uccidere una chimera.

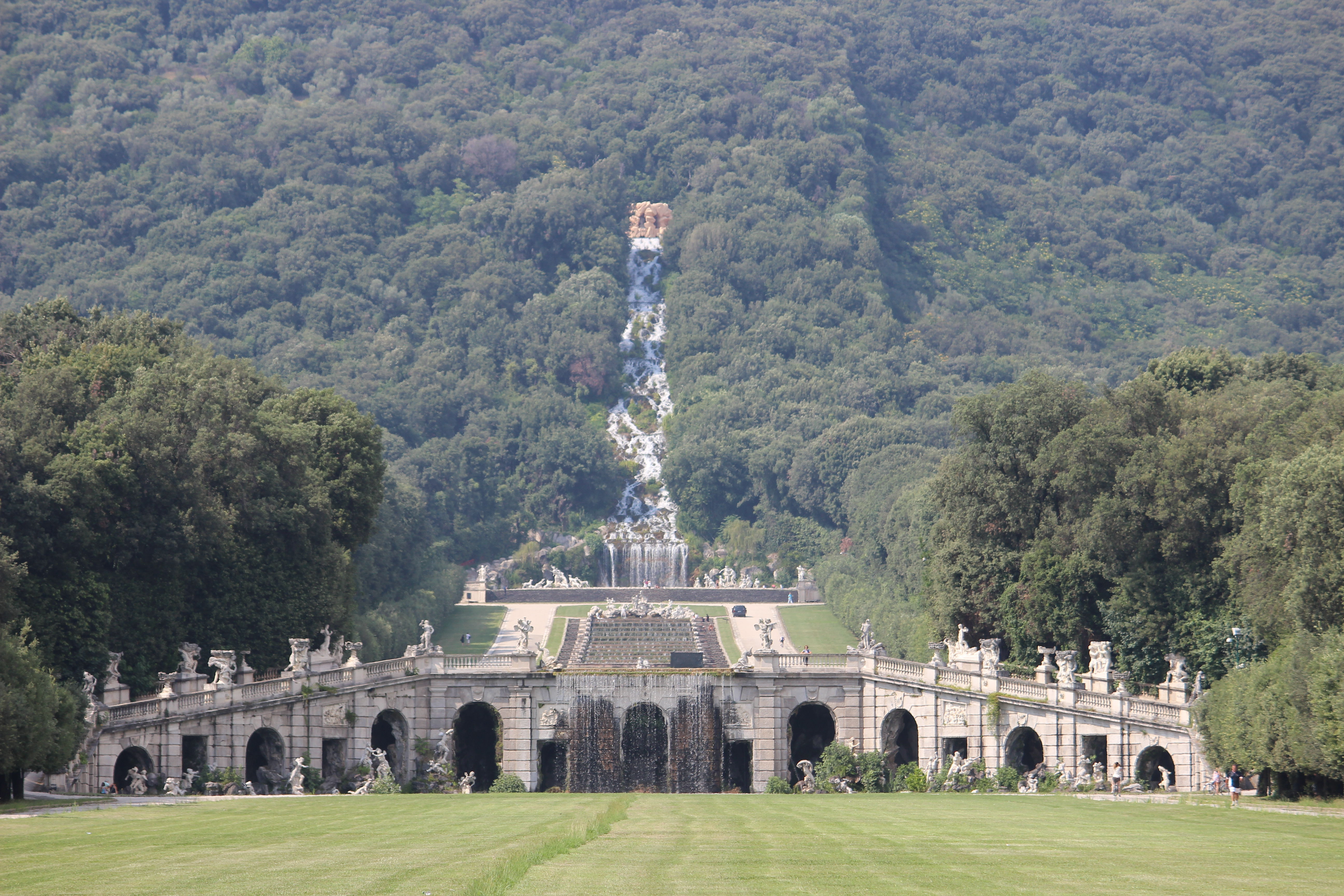
Fontana di Eolo e alle spalle la cascata

L'ultima fontana realizzata nel Seicento di carattere monumentale e di epoca barocca, le successive realizzazioni settecentesche vennero realizzate a partire dalla seconda metà del secolo con gusto neoclassico, è la Fontana di Monteoliveto. La fontana voluta per celebrare l'infante di Spagna Carlo II. Si tratta dell'unica fontana monumentale che non ha mai cambiato destinazione nel corso della sua esistenza. Fu realizzata tra il 1668 e il 1673 ad opera di Bartolomeo Mori e di Pietro Sanbarberio, scultori e scalpellini della bottega di Fanzago. In seguito alla morte del Mori subentrarono al completamento Dionisio Lazzari e Giovanni Mozzetti, mentre su disegno del Fanzago fu realizzata la scultura in bronzo del re sulla sommità. La composizione è assoggettabile a quella di una piccola macchina da festa marmorizzata che funge da filtro al sagrato irregolare della vicina chiesa Chiesa di Sant'Anna dei Lombardi e ne attenua la forte pendenza nel tratto finale della piazza.
Nel Settecento la produzione di arredo urbano non è così forte nella capitale: le uniche realizzazioni sono i completamenti delle guglie secentesche e delle guglie di Materdei e del Gesù. A partire dalla metà del Settecento si assistette alla creazione del parco della Reggia di Caserta, ultimo spiraglio della cultura barocca italiana. Nel Giardino all'Italiana della Reggia furono pensate dal Vanvitelli una serie di fontane fortemente scenografiche, collegate tra loro sia con impianti idraulici che con percorsi. Il culmine del teatro barocco è raggiunto dalla Fontana di Diana e Atteone, sovrastata dalla Cascata alimentata dall'Acquedotto Carolino. Il complesso scultoreo fu realizzato dagli scultori Angelo Maria Brunelli, Paolo Persico e Tommaso Solari.

## Artisti
| - Francesco Grimaldi (1543-1613) - Giovanni Giacomo Di Conforto (1569-1630) - Giuseppe Nuvolo (1570-1643) - Onofrio Antonio Gisolfi (?-1656) - Pietro De Marino (?-1673) - Cosimo Fanzago (1591-1678) - Bonaventura Presti (?-1685) - Dionisio Lazzari (1617-1689) - Francesco Antonio Picchiatti (1617-1694) - Giovan Domenico Vinaccia (1625-1695) - Arcangelo Guglielmelli (1648-1723) - Giovanni Battista Manni (?-1728) - Francesco Solimena (1657-1747) - Giovan Battista Nauclerio (1666-1739) - Antonio Guidetti (1675-1730) - Bartolomeo Granucci (documentato tra il 1698 e il 1744) - Ferdinando Sanfelice (1675-1748) - Giuseppe Lucchese Prezzolini (1678-1724) - Domenico Antonio Vaccaro (1678-1745) - Nicola Tagliacozzi Canale (1691-1764) - Luigi Vanvitelli (1700-1773) - Giuseppe Astarita (1707-1775) - Mario Gioffredo (1718-1785) - Luca Vecchione (attivo tra il 1729 e il 1775) - Bartolomeo Vecchione | - Battistello Caracciolo (1578-1635) - Jusepe de Ribera (1591-1652) - Filippo Vitale (circa 1585-1650) - Massimo Stanzione (1585-1656) - Paolo Finoglio (1590?-1645) - Aniello Falcone (1600-1665) - Andrea Vaccaro (1604-1670) - Cesare Fracanzano (1605-1651) - Onofrio Palumbo (1606-?) - Agostino Beltrano (1607-1656) - Pacecco De Rosa (1607-1656) - Antonio De Bellis (?-1656) - Micco Spadaro (1609/1612-1675) - Andrea De Lione (1610-1685) - Giuseppe Marullo (1610?-1685) - Domenico Viola (1610-1696) - Francesco Guarini (1611-1651) - Francesco Fracanzano (1612-1656) - Mattia Preti (1613-1699) - Salvator Rosa (1615-1673) - Paolo Porpora (1617-1673) - Niccolò de Simone (documentato tra il 1636 e il 1677) - Francesco Di Maria (1623-1690) - Giovan Battista Ruoppolo (1629-1693) - Giacomo Farelli (1629-1706) - Giuseppe Recco (1634-1695) - Luca Giordano (1634-1705) - Andrea Malinconico (1635-1698) - Giovanni Battista Beinaschi (1636-1688) - Nicola Vaccaro (1640-1709) - Niccolò Codazzi (1642-1693) - Tommaso Fasano (1646-1716) - Nicola Russo (1647-1702) - Giuseppe Simonelli (1650-1710) - Giacomo del Pò (1654-1726) - Francesco Solimena (1656-1747) - Oronzo Malinconico (1661-1709) - Tommaso Giaquinto (1661/1662-1717) - Andrea Miglionico (1662-1711) - Paolo De Matteis (1662-1728) - Nicola Malinconico (1663-1726) - Bernardino Fera (1667-1714) - Michele Ricciardi (1672-1753) - Giovan Battista Lama (1673-1748) - Andrea dell'Asta (1673-1721) - Girolamo Cenatiempo (documentato tra il 1705 e il 1742) - Giuseppe Mastroleo (1676-1744) - Domenico Antonio Vaccaro (1678-1745) - Sebastiano Conca (1680-1764) - Francesco Peresi (?-1743) - Leonardo Antonio Olivieri (1689-1752) - Santolo Cirillo (1689-1755) - Nicola Maria Rossi (1690-1758) - Francesco De Mura (1696-1782) - Corrado Giaquinto (1703-1765) - Paolo De Majo (1703-1784) - Filippo Falciatore (documentato tra il 1718 e il 1768) - Giuseppe Bonito (1707-1789) - Michele Foschini (1711-1770) - Paolo Gamba (1712-1782) - Antonio Sarnelli (1712-1800) - Giovanni Sarnelli (1714-1793) - Crescenzo Gamba (?-1783) - Jacopo Cestaro (1718-1785) - Lorenzo De Caro (1719-1777) - Gaspare Traversi (1722-1770) - Domenico Mondo (1723-1806) - Francesco Celebrano (1729-1814) - Giacinto Diano (1731-1803) - Fedele Fischetti (1732-1792) - Pietro Bardellino (1732-1806) - Angelo Mozzillo (1736-1810) | - Aniello Stellato (documentato tra il 1593 e il 1648) - Cosimo Fanzago (1591-1678) - Dionisio Lazzari (1617-1689) - Carlo Fanzago (1618-1620-?) - Giovan Domenico Vinaccia (1625-1695) - Andrea Falcone (1630-1677) - Michele Perrone (1633-1693) - Aniello Perrone (1633-1696) - Nicola Fumo (1647-1725) - Gaetano Patalano (1655-?) - Lorenzo Vaccaro (1655-1706) - Bartolomeo Ghetti (?-1708) - Pietro Ghetti (?-1726) - Giacomo Colombo (1663-1731) - Paolo Benaglia (documentato tra il 1728 e il 1739) - Bartolomeo Granucci (documentato tra il 1698 e il 1744) - Domenico Antonio Vaccaro (1678-1745) - Matteo Bottiglieri (1684-1757) - Gennaro Franzese (documentato tra il 1718 e il 1757) - Carmine Lantriceni (documentato tra il 1719 e il 1760) - Francesco Antonio Picano (1698-1743) - Francesco Pagano (?-1764) - Giuseppe Sanmartino (1720-1793) - Paolo Persico (1729-1796) - Francesco Celebrano (1729-1814) - Giuseppe Picano (1732-?) - Angelo Viva (1748-1837) |